# Barocco in Brasile

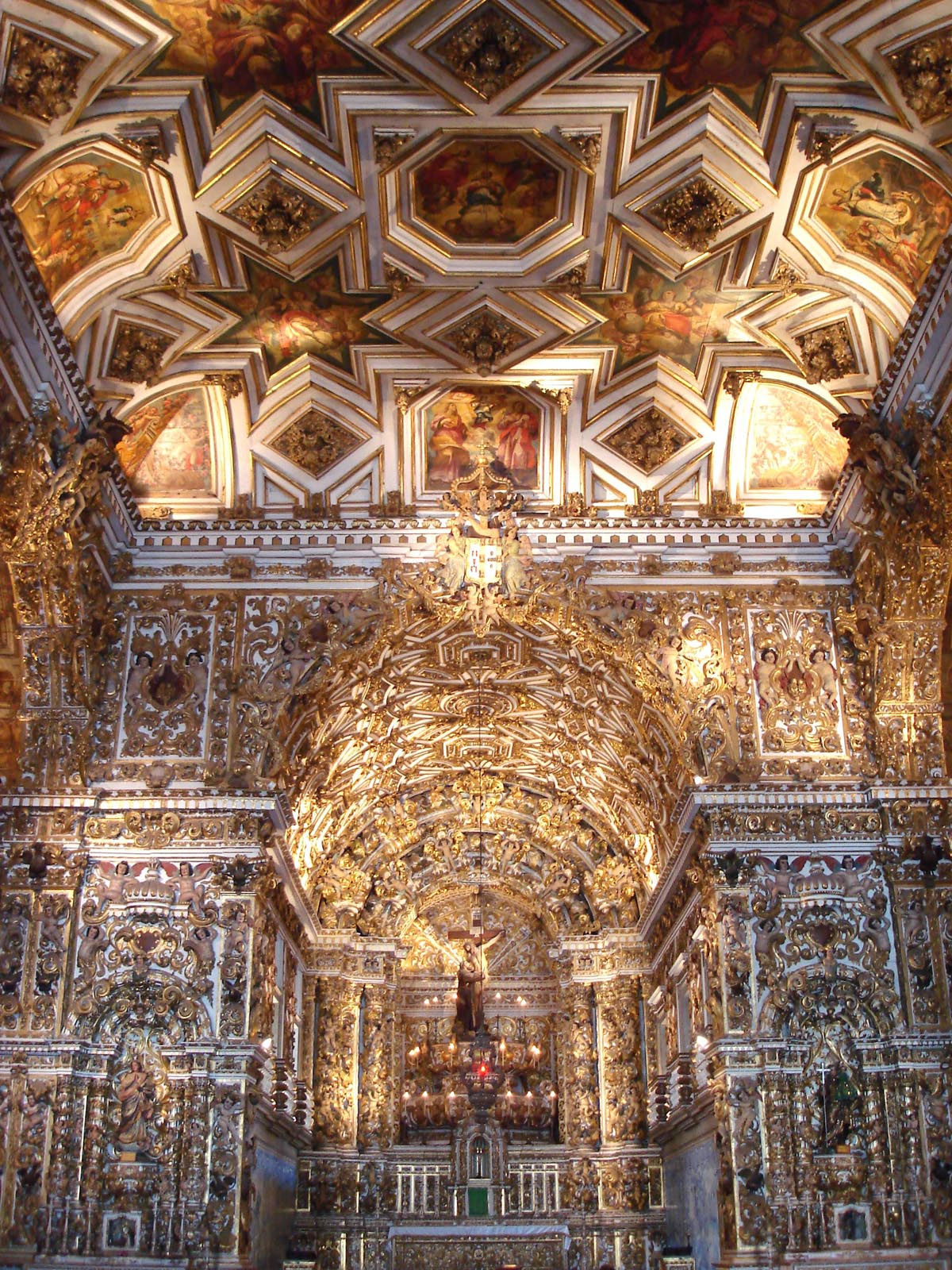
Chiesa di San Francesco, a Salvador.

Il Barocco in Brasile fu lo stile artistico dominante durante la maggior parte dell'epoca coloniale, in cui trovò un terreno ricettivo per una ricca fioritura. Fece la sua apparizione nel paese all'inizio del XVII secolo, introdotto dai missionari cattolici, e specialmente dai gesuiti, che si spingevano in Sudamerica con il fine di evangelizzare e catechizzare i popoli indigeni nativi. Lungo il periodo coloniale ebbe vigore una stretta unione fra Chiesa e Stato. Siccome però nella colonia non vi era una corte che servisse da mecenate né le élite si preoccuparono di costruire palazzi o patrocinare le arti profane se non verso la fine di quest'epoca, e la religione esercitava un'enorme influenza nella vita quotidiana, il barocco brasiliano si espresse soprattutto nell'arte sacra: statuaria, pittura e scultura per la decorazione di chiese e conventi o per il culto privato.
Le caratteristiche più tipiche del barocco, descritto usualmente come uno stile dinamico, narrativo, ornamentale, drammatico, che coltiva i contrasti e una plasticità seduttrice, veicolano un contenuto programmatico articolato con raffinatezza retorica e grande pragmatismo. L'arte barocca fu un'arte essenzialmente funzionale, prestandosi molto bene ai fini a cui doveva servire: oltre alla sua funzione puramente decorativa, facilitava l'assorbimento della dottrina cattolica e delle pratiche tradizionali da parte dei neofiti, rappresentando un efficiente strumento pedagogico e catechetico. Presto gli indios pacificati più abili, e in seguito i negri importati come schiavi, esposti massicciamente alla cultura portoghese, da meri spettatori delle sue espressioni artistiche diventarono agenti produttori: soprattutto i negri daranno vita a gran parte del patrimonio barocco prodotto nel paese. Essi e gli artigiani popolari, in una società in processo di integrazione e stabilizzazione, cominciarono a dare al barocco europeo tratti nuovi, originali, e perciò si considera che questo acclimatamento costituisca uno dei primi momenti di formazione di una cultura genuinamente brasiliana.
Nella letteratura brasiliana, il poema epico Prosopopeia (1601), di Bento Teixeira, è considerata la prima opera del barocco, che raggiunse l'apogeo con il poeta Gregório de Matos e con l'oratore sacro António Vieira. Nelle arti plastiche i suoi maggiori esponenti furono Aleijadinho e Mestre Ataíde. Nel campo dell'architettura questa scuola si radicò principalmente nel Nordest e in Minas Gerais, ma lasciò grandi e numerosi esempi per quasi tutto il paese, dal Rio Grande do Sul al Pará. Riguardo alla musica, da notizie letterarie si sa che ebbe grande fioritura, ma, al contrario delle altre arti, quasi nulla si è salvato. Con lo sviluppo del neoclassicismo e dell'accademismo a partire dai primi decenni del XIX secolo, la tradizione barocca cadde rapidamente in disuso presso la cultura dell'élite. Però sopravvisse nella cultura popolare, specialmente nelle regioni dell'interno, nell'attività dei santeiros e in alcune feste.
Da quando gli intellettuali modernisti iniziarono, agli albori del XX secolo, la rivisitazione del barocco brasiliano, un gran numero di edifici e di patrimoni artistici sono stati protetti dal governo, mediante l'archiviazione, la musealizzazione o altri processi, che attestano il riconoscimento ufficiale dell'importanza del barocco per la storia della cultura brasiliana. Centri storici barocchi come quelli delle città di Ouro Preto, Olinda e Salvador e complessi architettonici come il Santuario di Bom Jesus de Matosinhos hanno ricevuto lo status di Patrimonio dell'umanità. Questa preziosa eredità è una delle grandi attrattive del turismo culturale in Brasile, e allo stesso tempo è un'icona dell'identità del Paese, sia per i suoi abitanti sia per gli stranieri. Nonostante la sua importanza, buona parte del patrimonio materiale del barocco brasiliano si trova in cattivo stato di conservazione ed esige restauro e altre misure di conservazione, verificandosi spesso perdite o degradazione di esemplari di valore in tutte le discipline artistiche.

## Caratteristiche e contesto

### Il modello europeo e la sua brasilianizzazione

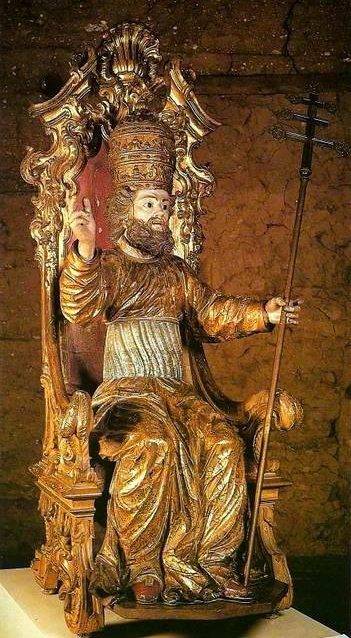
San Pietro papa, della scuola portoghese più erudita, Museu de Arte Sacra de São Paulo

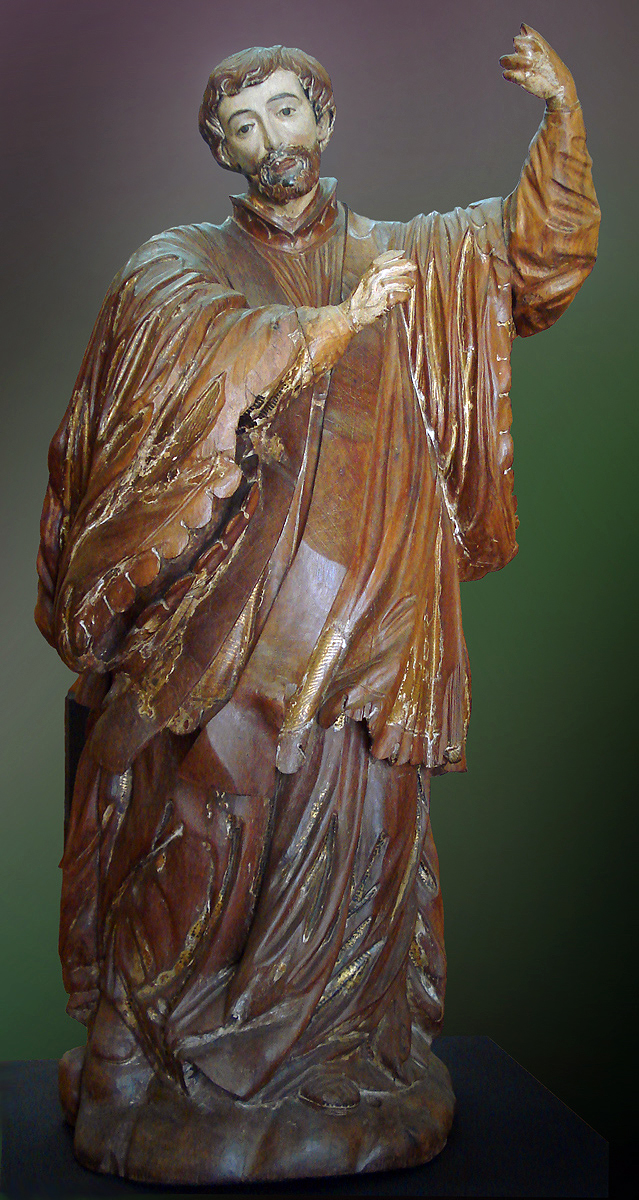
Arte delle Missioni gesuitiche, di provenienza spagnola e italiana: San Francesco Saverio, Museu Júlio de Castilhos

Il barocco nacque in Italia, a cavallo tra il XVI e il XVII secolo, nel mezzo di una delle più grandi crisi spirituali che l'Europa avesse mai affrontato: la Riforma protestante, che pose termine all'antica unità religiosa del continente e provocò un terremoto politico internazionale in cui la Chiesa cattolica, fino ad allora egemone su tutta l'Europa, perse forza e spazio. Fu uno stile di reazione contro il classicismo del Rinascimento, le cui basi giravano attorno alla simmetria, alla proporzione, all'economia, alla razionalità e all'equilibrio formale. Così, l'estetica barocca si distinse per l'asimmetria, per l'eccesso, per l'espressività e per l'irregolarità, tanto che lo stesso termine "barocco", che diede nome allo stile, designava una perla di forma bizzarra e irregolare. Oltre a una tendenza estetica, questi tratti costituirono un vero modo di vivere e diedero tono a tutta la cultura del periodo: una cultura che enfatizzava il contrasto, il conflitto, il dinamismo, la drammaticità, la magniloquenza, la dissoluzione dei limiti, insieme con un gusto accentuato per l'opulenza di forme e materiali, divenendo un veicolo perfetto per la Chiesa cattolica della Controriforma e per le monarchie assolute in ascesa, in quanto esprimeva visibilmente gli ideali di gloria e pompa. Le strutture monumentali erette durante il barocco, come i palazzi e i grandi teatri e chiese, cercavano di creare un impatto di natura spettacolare ed esuberante, proponendo un'integrazione fra le varie discipline artistiche e catturando l'osservatore in un'atmosfera catartica, apoteotica, coinvolgente e appassionata. Quest'estetica ebbe grande accettazione nella Penisola iberica, specialmente in Portogallo, la cui cultura, oltre che essenzialmente cattolica e monarchica, era impregnata di millenarismo e misticismo, che favorivano una religiosità pervasiva, caratterizzata dall'intensità emotiva. E dal Portogallo il movimento barocco passò alla sua colonia americana, ove il contesto culturale dei popoli indigeni, contrassegnato dal ritualismo e dalla festosità, fornì un tessuto ricettivo.
Il barocco comparve in Brasile quando già erano passati circa cent'anni di presenza colonizzatrice portoghese nel territorio. La popolazione si moltiplicava nelle prime città e la cultura autoctona già metteva radici, sebbene i colonizzatori lottassero ancora per stabilire infrastrutture essenziali — contro una natura selvaggia e popoli indigeni non sempre amichevoli — per quanto fosse permesso dalla condizione di colonia pesantemente sfruttata dalla madrepatria. In questa società in fondazione la schiavitù era la base della forza produttiva.
Nacque il barocco, quindi, in un clima di lotta e conquista, ma non meno dell'abbagliamento di fronte al magnifico paesaggio, sentimento che fu dichiarato dai colonizzatori fin dal principio. Fiorendo nei lunghi secoli della costruzione di un nuovo e immenso paese, ed essendo una corrente estetica la cui essenza e vita risiedeva nel contrasto, nel dramma, nell'eccesso e nella meraviglia, forse proprio per questo poté rispecchiare la grandezza continentale dell'impresa coloniale e lasciò un patrimonio di capolavori ugualmente grandioso. Però, più di una corrente estetica, il barocco fu un movimento culturale che penetrò in tutte le sfere e gli strati sociali e informò tutto uno stile di vita. Il barocco, allora, si confonde con una vasta porzione dell'identità e del passato nazionali. Secondo Benedito Lima de Toledo, «resta un fatto fondamentale: per più di tre secoli il barocco tradusse le aspirazioni e le contraddizioni della società brasiliana, avida di trovare i suoi propri sentieri. È l'arte che dà espressione alle ansie della nazione nella sua lunga ricerca di autoaffermazione», e non a caso Affonso Romano de Sant'Anna lo chiamò "l'anima del Brasile". Una parte significativa di questa eredità artistica oggi è patrimonio dell'umanità, e un grande patrimonio fu tutelato a livello nazionale dall'Istituto del Patrimonio Storico e Artistico Nazionale e anche a livello statale e municipale.
Il barocco in Brasile fu opera di una complessa rete di influenze europee e adattamenti locali, sebbene in generale colorite dall'interpretazione portoghese dello stile. Bisogna ricordare che il contesto in cui il barocco si sviluppò nella colonia era completamente diverso da quello che gli aveva dato origine in Europa. Nel Nuovo Mondo tutto doveva ancora essere fatto. Per questo il barocco brasiliano, nonostante tutto l'oro delle sue chiese, fu accusato di povertà e ingenuità rispetto al barocco europeo, di carattere erudito, cortigiano, raffinato, molto più ricco e soprattutto bianco, giacché gran parte della produzione brasiliana era frutto di una tecnica rudimentale, creata da artigiani con una scarsa istruzione alle spalle, fra cui erano numerosi gli schiavi, i mulatti affrancati e persino gli indigeni. Ma questa caratteristica meticcia, ingenua e incolta è uno degli elementi che conferì al barocco brasiliano originalità e tipicità. Come osservò Lúcio Costa,
«Conviene subito riconoscere che non sono sempre le opere accademicamente perfette [...] quelle che, di fatto, possiedono il maggior valore plastico. Le opere di sapore popolare, sfigurando a loro modo le relazioni modulari dei maestri eruditi, creano, molte volte, relazioni plastiche nuove e impreviste, piene di spontaneità e di spirito di invenzione, il che eventualmente le colloca su un piano artisticamente superiore a quello di opere molto ben composte, all'interno delle regole dello stile e del buon gusto, ma prive di linfa creatrice e di senso reale».

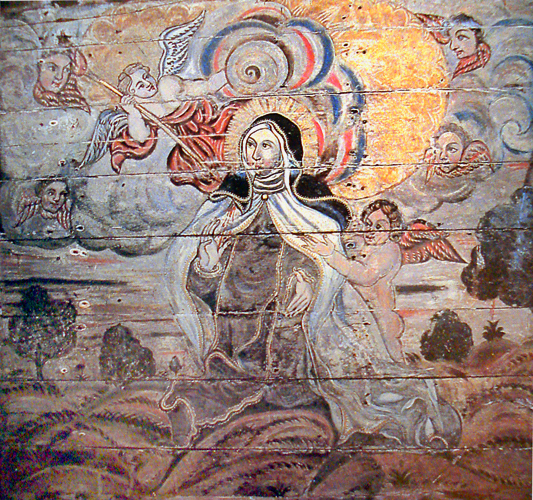
Anonimo: Estasi di Santa Teresa, Chiesa del Convento del Carmelo, São Cristóvão. La spontaneità naïf o ingenua è una caratteristica di gran parte del barocco brasiliano

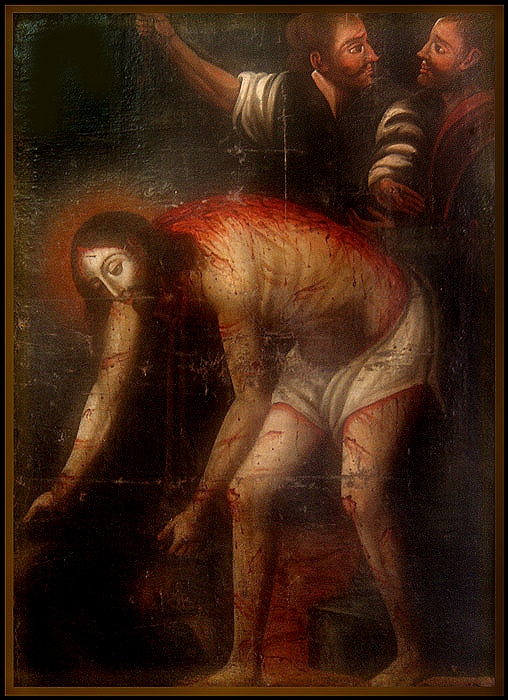
Un indio anonimo nel XVII secolo produsse questo Cristo flagellato, oggi al Museu de Arte Sacra de Pernambuco, in cui si percepisce una moltitudine di influenze stilistiche esotiche

Inoltre, la comunicazione fra i primi centri popolati del litorale non era facile, spesso era più pratico ricorrere direttamente a Lisbona per tutto. Naturale che fino al XVII secolo i saggi artistici brasiliani si realizzassero in molti casi in condizioni precarie in cui imperava l'improvvisazione e l'amatorialità, e senza la conoscenza di ciò che accadeva in altri luoghi della colonia, dando origine a interpretazioni idiosincratiche dello stile. Il frequente contatto con il Portogallo, d'altro canto, rese possibile all'arte coloniale l'accesso a un'ininterrotta fonte di nuove informazioni, senza che ciò impedisse variazioni e interpretazioni locali. E ci furono, certamente, molti maestri eruditi in attività, che divennero caposcuola: inizialmente si trattava di portoghesi, ma in seguito ci furono anche molti brasiliani. A costoro si devono gli esemplari più ricchi e raffinati della produzione barocca. I religiosi attivi in Brasile, oriundi di diversi paesi, contavano nelle loro schiere molti letterati, architetti, pittori e scultori, in generale godevano di una buona istruzione e di talento, che contribuirono in modo decisivo allo sviluppo del barocco brasiliano. Portarono nella colonia la loro variegata formazione, che avevano ricevuto in Spagna, Italia e Francia, oltre che nello stesso Portogallo, e agirono come divulgatori.
Anche il contatto con l'Oriente, attraverso le compagnie marittime, lasciò una traccia, visibile in alcune pitture orientaleggianti, nelle lacche, nelle porcellane e nelle statuette d'avorio.
All'inizio del XVIII secolo esistevano già una migliore comunicazione interna e migliori condizioni di lavoro, cominciavano a circolare nelle botteghe brasiliani diversi trattati teorici e manuali pratici europei sull'arte, e gli artisti locali cercavano avidamente riproduzioni a stampa di opere europee, antiche e coeve, che presentavano loro un'iconografia molto eterogenea usata come modello formale e adattata su larga scala nelle creazioni brasiliane. A partire dal 1760 si osservò la penetrazione dell'influenza francese, che diede origine a un'altra derivazione, più elegante, variegata e lieve, il cosiddetto rococò, che fiorì più espressiva nelle chiese del Minas Gerais. In questo crogiuolo di influenze diversificate si incontrano perfino elementi di stili già obsoleti, come il gotico e il rinascimentale. È dal risultato di tutti questi incroci che nacque l'originale, eclettico e talvolta contraddittorio barocco che oggi si può ammirare in quasi tutto il litorale brasiliano e in gran parte dell'interno. La regione amazzonica fu la meno coinvolta, perché fu l'ultima a essere colonizzata. Anche il Sud del Brasile, conquistato a partire dalla metà del XVIII secolo, è relativamente povero di patrimonio barocco.
Alla fine del XVIII secolo il barocco già era perfettamente acclimatato nel contesto brasiliano e aveva prodotto innumerevoli frutti di alto valore. Fu quando apparirono in Minas Gerais — uno dei principali poli culturali ed economici del Brasile dell'epoca — le due figure celebri che lo portarono all'apice e che resero illustre il suo periodo finale come corrente estetica dominante: Aleijadinho nell'architettura e nella scultura, e nella pittura, Mestre Ataíde. Essi sintetizzano un'arte che era riuscita a maturare e ad adattarsi all'ambiente di un paese tropicale e dipendente dal Portogallo, legandosi alle risorse e ai valori regionali e costituendo uno dei primi grandi momenti di originalità nativa, di brasilianità genuina. Però, il cosiddetto "barocco mineiro" più tipico e che i due artisti rappresentano così bene, per molti studiosi non è più propriamente barocco, ma bensì rococò, il che riflette le polemiche ancora esistenti rispetto alla definizione del rococò come uno stile indipendente. La tendenza recente è di dare autonomia al rococò. Ma, fino alla metà del XIX secolo, c'era ancora molta sovrapposizione di influenze e persistenza di arcaismi, che rendeva spesso impossibile una caratterizzazione escludente nell'analisi dei casi individuali.
Ad ogni modo, il grande ciclo artistico da cui emersero quei due artisti fu subito dopo bruscamente interrotto con l'imposizione ufficiale della novità neoclassica, a partire dal trasferimento della corte portoghese in Brasile nel 1808 e dell'attività della Missione artistica francese. A partire da allora, in seguito alla perdita del favore delle autorità e delle élite, il barocco si avviò gradualmente a scomparire. Ma è prova del vigore con cui fiorì nel paese il fatto che i suoi echi risuonarono, specialmente nei centri provinciali, nella pratica di artigiani popolari, fino all'epoca contemporanea. Di fatto, vari autori affermano che il barocco non è mai morto e continua molto vivo nella cultura brasiliana, costantemente rievocato e reinventato.

### Il ruolo della Chiesa cattolica

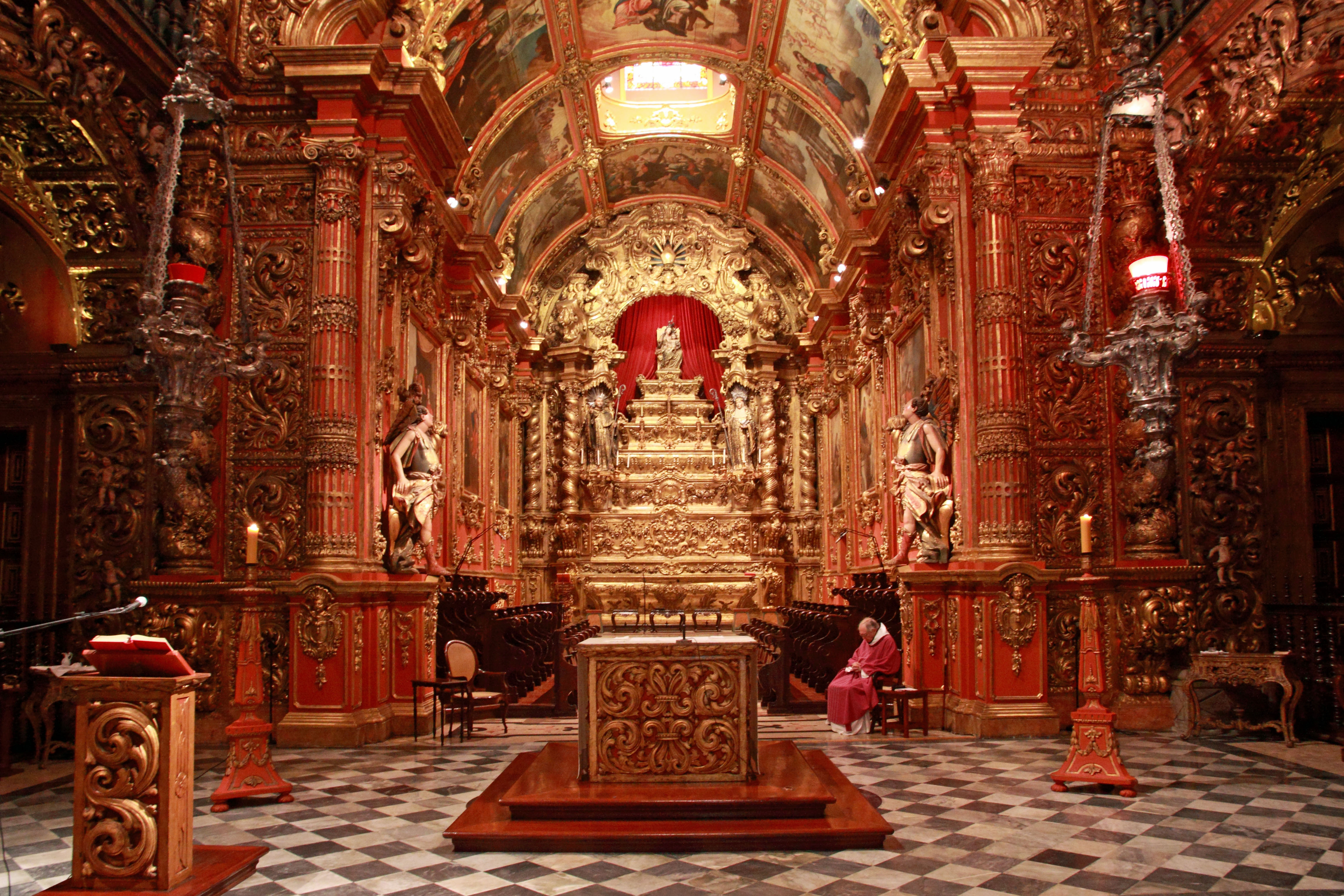
Il sontuoso interno della chiesa del Monastero di San Benedetto, a Rio de Janeiro

In Europa, la Chiesa cattolica fu con le Corti la maggiore mecenate dell'arte del tempo. Nell'immensa colonia del Brasile non c'era una Corte, l'amministrazione locale era confusa e morosa, e così un vasto spazio sociale rimaneva libero per l'azione della Chiesa e dei suoi missionari, fra cui si distinsero i gesuiti, che amministravano oltre alla liturgia una serie di servizi civili come l'anagrafe delle nascite e delle morti, erano all'avanguardia nella conquista dell'interno del territorio in cui agivano come pacificatori dei popoli indigeni e fondatori di nuovi insediamenti, organizzavano buona parte dello spazio urbano nel litorale e gestivano l'insegnamento e l'assistenza sociale mantenendo collegi e orfanotrofi, ospedali e asili. Costruirono grandi chiese lussuosamente decorate, commissionarono composizioni musicali per la liturgia e dinamizzarono immensamente tutto l'ambiente culturale, e chiaramente dettarono le regole nella tematica e nello stile della rappresentazione delle figure del Cristianesimo: in questo modo la Chiesa fu al centro dell'arte coloniale brasiliana, in cui l'espressione profana di livello notevole rimase rara. In Brasile, quindi, quasi tutta l'arte barocca è arte sacra. La profusione di chiese e la scarsità di palazzi lo comprova. Va ricordato che la chiesa non era soltanto un edificio di culto, ma era il più importante spazio pubblico per il popolo, un centro di trasmissione di valori sociali di base e spesso l'unico luogo relativamente sicuro nella turbolenta e violenta vita della colonia. Gradualmente questo equilibrio evolveva in direzione di una secolarizzazione, che però non arrivò a compiersi nel periodo barocco. Le istituzioni laiche cominciarono ad avere un peso maggiore nel XVIII secolo, con la moltiplicazione di esigenze amministrative nella colonia che si sviluppava, ma non arrivarono ad essere grandi committenti per gli artisti fino all'arrivo della corte portoghese nel 1808, che trasformò il profilo istituzionale del territorio.

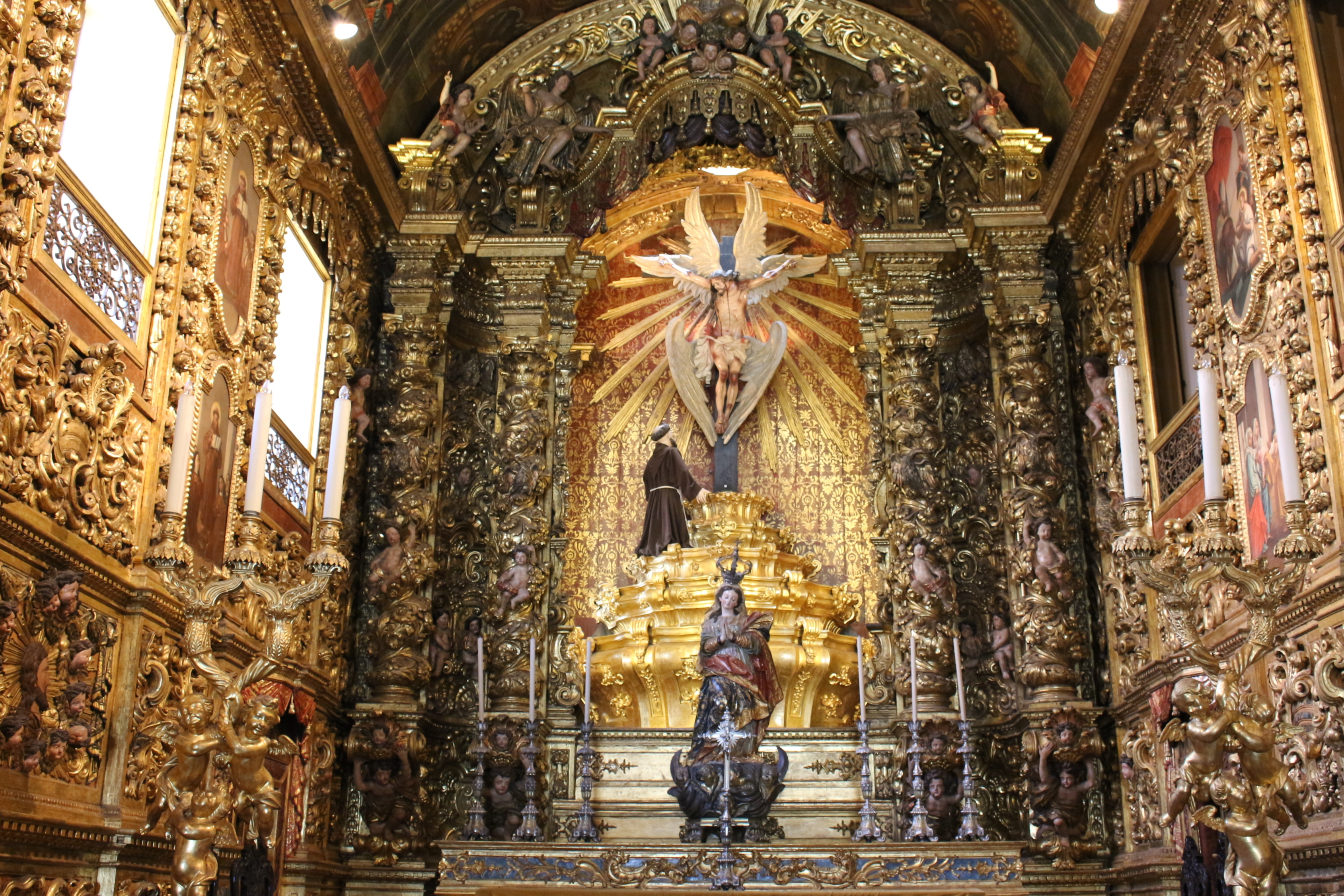
Dettaglio della cappella maggiore della chiesa del Terz'ordine di San Francesco della Penitenza, nella città di Rio de Janeiro.

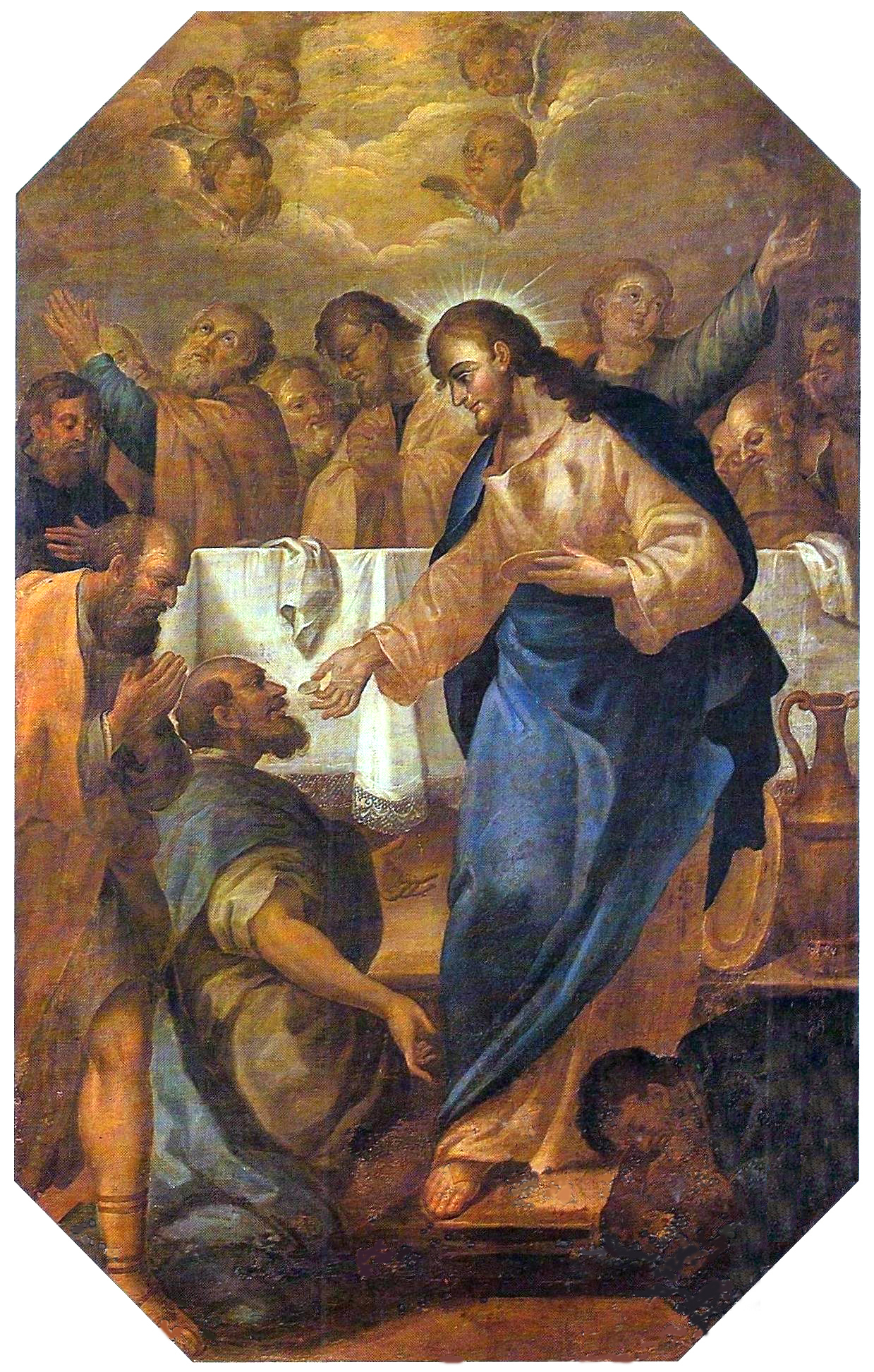
L'arte barocca come "narratrice di storie" e divulgatrice della dottrina cattolica: Gesù istituisce l'Eucaristia, di José Teófilo de Jesus.

Così come in altre parti del mondo, il barocco anche in Brasile fu uno stile animato in buona parte dall'ispirazione religiosa, ma allo stesso tempo dava enorme enfasi alla sensorialità e alla ricchezza di forme e materiali, in un accordo tacito e ambiguo fra la gloria spirituale e il piacere dei sensi. Questo patto, in certe condizioni, produsse opere d'arte di enorme ricchezza e complessità formale. Basta entrare in una delle chiese principali del barocco brasiliano perché gli occhi si perdano subito in un'esplosione di forme e colori, in cui le immagini dei santi sono avvolte da aureole, cariatidi, angeli, ghirlande, colonne e decorazioni in talha dourada in volume tale che in alcuni casi non lasciano un palmo quadrato di superficie a vista privo di decorazioni, con l'oro che ricopre pareti e altari. Come disse Germain Bazin, "per l'uomo di questo tempo, tutto è spettacolo".
Nel Brasile coloniale le istanze con cui la Controriforma aveva inteso contrastare il protestantesimo, furono rivolte verso un popolo che era in maggioranza formato da pagani — i negri e gli indios: occorreva un'arte meravigliosa e didattica, da cui i pagani fossero attratti e convertiti e da cui i bianchi ragazzi e bambini dovevano essere istruiti; per tutti doveva essere un mezzo educativo, che trasmettesse credenze, tradizioni e modelli di virtù e condotta. Allo stesso tempo, avrebbe rafforzato la fede di coloro che già credevano, stimolando il loro perfezionamento. Nella società coloniale, in cui fra le classi sociali c'erano abissi insuperabili, in cui imperava la schiavitù, e gli indios e i negri, nella pratica e con rare eccezioni, non godevano di nessun diritto, ma era considerati mera proprietà privata, strumento da sfruttare e fonte di lucro, una religione unica rappresentava anche un modo di attutire queste gravi disuguaglianze e tensioni.

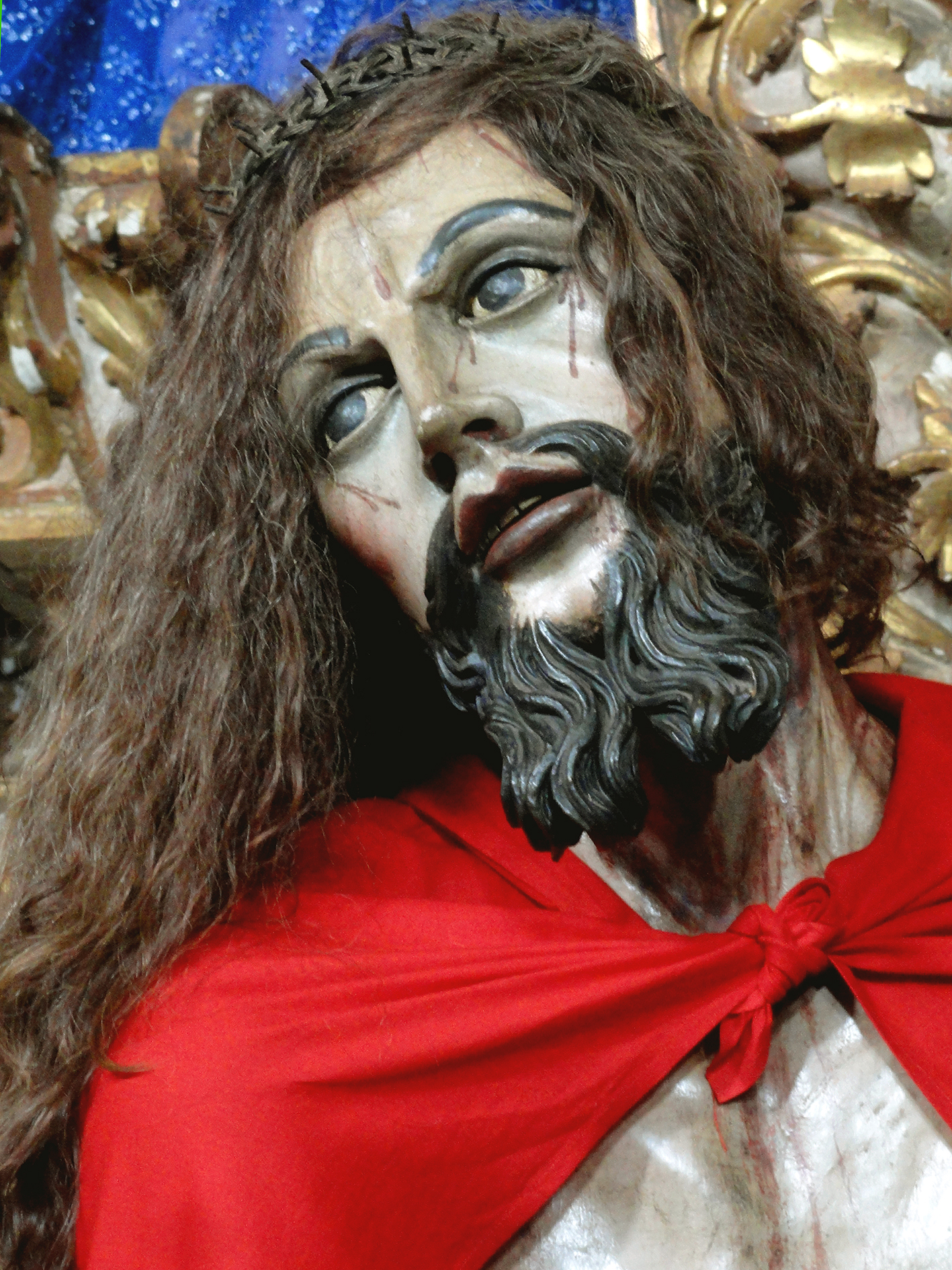
Dettaglio di un Cristo flagellato, estátua de roca a grandezza naturale, con capelli veri e arti pieghevoli, nella chiesa matrice di Sabará.

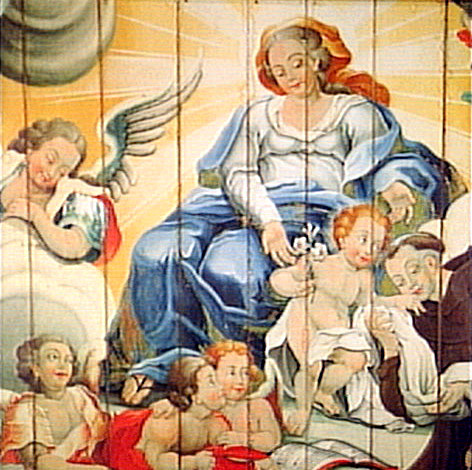
Dettaglio della Vergine che affida Gesù Bambino a Sant'Antonio, di Mestre Ataíde, esempio della dolcezza del barocco brasiliano.

Oltre alla bellezza delle forme e alla ricchezza dei materiali, durante l'epoca barocca il Cattolicesimo diede enfasi all'aspetto emozionale del culto. L'amore, la devozione e la compassione erano visualmente stimolati attraverso la rappresentazione dei momenti più drammatici della storia sacra, e così sono frequenti i Cristi flagellati, le Madonne con il cuore trapassato di spade, i crocifissi copiosamente sanguinanti, e le estátua de roca, una sorta di statue articolate, con capelli, denti e vestiti reali, che si portavano in processioni solenni, in cui non mancavano lacrime e mortificazioni fisiche e i penitenti confessavano i loro peccati ad alta voce. Le feste religiose erano più di un'espressione di devozione, erano anche i più importanti momenti di socializzazione nella vita coloniale. L'intensità di questi eventi fu registrata in molte relazioni dell'epoca, come quella di padre Antônio Gonçalves, che partecipò a una processione della Settimana Santa a Porto Seguro:
«Mai vidi tante lacrime in una Passione come vidi in questa, perché dal principio alla fine, fu un continuo gridare e non c'era chi potesse sentire che cosa diceva il sacerdote. E ciò così in uomini come in donne, e (riferendosi alle autoflagellazioni) ci saranno state cinque o sei persone quasi morte, le quali per molto tempo non tornarono in sé.... E ci furono persone che dicevano di voler andare là dove non vedessero gente per fare per tutta la vita penitenza dei loro peccati».
Ciò non era un esempio isolato: al contrario, la mentalità cattolica barocca in Brasile era incline all'esagerazione e al dramma, in cui la pia credenza nei miracoli e la devozione verso le reliquie e ai santi, molte volte andava intrecciandosi a superstizioni e pratiche del tutto eterodosse, a volte di origine indigena o africana, che il clero cercava di impedire con gran difficoltà. Il costante timore era che i fedeli si abbandonassero alla stregoneria, ciò che secondo le relazioni dei visitatori dell'Inquisizione accadeva dappertutto, persino fra il clero più ignorante. Come affermò Luiz Mott, «nonostante la preoccupazione dell'Inquisizione e della stessa legislazione reale, che proibiva la pratica della stregoneria e le superstizioni, nel Brasile antico, in tutte le strade, villaggi, frazioni e paesi c'erano maghi, guaritori e indovini che prestavano i loro apprezzati servigi alla comunità». Ma questa stessa devozione mistica e passionale, che molte volte era invaghita dagli aspetti tragici e bizzarri e sconfinava pericolosamente nell'eresia e nell'irriverenza, plasmò anche innumerevoli scene di estasi e visioni celesti, Madonne con una grazia ingenua e giovanile e incanto perenne, e dolci Bambini Gesù il cui appello ai cuori semplici del popolo era immediato ed estremamente efficace. Bazin così sintetizza la religiosità dell'epoca:
«La religione fu un grande principio dell'unità brasiliana. Impose alle diverse razze che vi si mischiavano, portando ognuna un universo psichico differente, un mondo di rappresentazioni mentali di base, che facilmente si sovrapponeva al mondo pagano, nel caso degli indios e dei negri, attraverso l'agiografia, così adeguata per aprire il cammino verso il cristianesimo agli oriundi del politeismo».

## Architettura

### Edifici religiosi

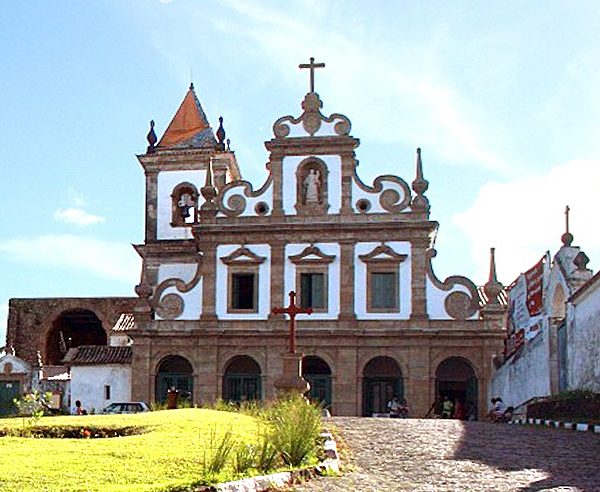
Chiesa di Sant'Antonio a Cairu.

I primi edifici sacri di qualche rilievo in Brasile furono eretti a partire dalla seconda metà del XVI secolo, quando alcuni insediamenti contavano già un numero di abitanti che li giustificasse, come Olinda e Salvador. Le più semplici impiegavano la tecnica del pau-a-pique, con coperture di foglie di palma, ma in breve tempo i missionari si interessarono alla durabilità e alla solidità degli edifici, preferendo sempre che fosse possibile edificare in muratura, sebbene molte volte, varie circostanze li obbligassero a usare il fango o l'adobe. Le planimetrie miravano soprattutto alla funzionalità, generalmente con una pianta quadrilatera senza divisioni in navate e senza cappelle laterali, con una facciata elementare che prevedeva un frontone triangolare su una base rettangolare: in questo periodo iniziale era assente ogni ambizione di decorazione. Questo stile, una derivazione del manierismo, la cui austerità si rifaceva agli edifici classici, prese il nome di "architettura chã", ossia "architettura piana". Nel 1577 arrivò a Salvador il frate e architetto Francisco Dias, con il proposito dichiarato di introdurre miglioramenti tecnici e un raffinamento estetico nelle chiese della colonia. Portava l'influenza del Vignola, il cui stile era gradito alla Corte portoghese, e fu autore della prima chiesa barocco d'Europa, la chiesa del Gesù a Roma, che divenne immediatamente un modello per molte altre chiese gesuitiche in tutto il mondo. In Brasile il modello fu adattato, mantenendo lo schema della navata unica, ma prescindendo dalla cupola e dal transetto e favorendo i campanili.

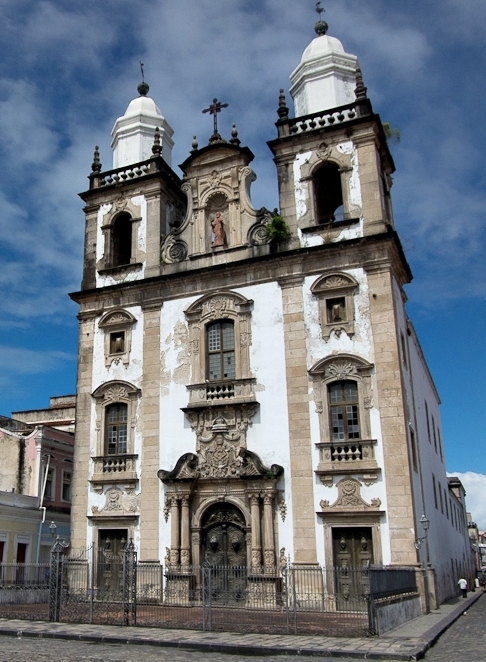
La chiesa di San Pietro dei Chierici, oggi concattedrale, a Recife.

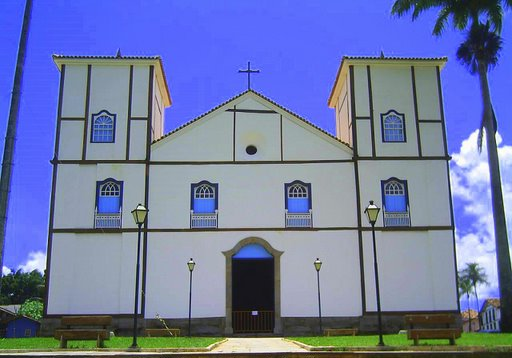
La chiesa matrice di Nostra Signora del Rosario a Pirenópolis esemplifica gli adattamenti popolari nell'architettura sacra brasiliana.

Nonostante le migliorie, fino alla metà del XVII secoli gli edifici gesuitici, concentrati al Nord-est, si mantennero esternamente nei tradizionali canoni di grande semplicità, e influenzarono altri ordini religiosi, che riservarono agli interni il lusso di altari lignei scolpiti, pitture e statuaria. Tuttavia, se i gesuiti rimanevano abbastanza fedeli al modello italiano originario, i francescani si permettevano di introdurre variazioni nelle facciate, che potevano essere precedute da un portico o da un pronao, in quanto il campanile trovava posto sul lato posteriore. All'interno, il presbiterio francescano tendeva a essere meno profondo di quello gesuitico, e l'assenza di navate laterali poteva essere compensata da due stretti deambulatori longitudinali. Vicina a questo modello è la chiesa di Sant'Antonio a Cairu, considerata la prima a mostrare tratti chiaramente barocchi. Il suo progettista, il frate Daniel de São Francisco, creò la facciata in uno schema di triangolo a scaloni, con volute fantasiose nel frontone e ai lati; fu una completa novità, senza paralleli nemmeno in Europa.
Durante la dominazione olandese nel Nord-est molti degli edifici cattolici furono distrutti, e nella seconda metà del XVII secolo, dopo l'espulsione degli invasori, lo sforzo principale si concentrò sul restauro e sulla ristrutturazione delle strutture preesistenti, con un numero relativamente basso di edifici nuovi. In questo periodo il barocco era già lo stile dominante. Ma riceveva altre influenze, come quella di Francesco Borromini, che conferiva più movimento alle facciate con l'aggiunta di aperture ad arco, grate, rilievi e oculi. Negli interni la decorazione guadagnava in ricchezza, ma gli schemi erano piuttosto statici, in quello che prese il nome di stile nazionale portoghese.
Col tempo, le facciate acquisivano più verticalità e movimento, con aperture di forma inusitata - a pera, a losanga, a stella, ovali o circolari - e i frontoni, più curve, rilievi in pietra e statuaria. Esempi sono la chiesa matrice di Sant'Antonio e la chiesa di San Pietro dei Chierici, oggi concattedrale, di Recife, e a Salvador la chiesa di Nostra Signora del Rosario dei Neri. Un fenomeno un po' differente si verificò nelle Riduzioni del Sud, sebbene all'epoca quel territorio appartenesse ancora alla Spagna: le costruzioni mostrano un carattere più monumentale, e con una maggiore varietà di soluzioni strutturali, come portici, colonnati e facciate elaborate. Anche nelle Riduzioni si sviluppò un notevole programma urbanistico per l'insediamento degli indigeni. Oggi in rovina, parte di questo nucleo di architettura civile e religiosa del Sud è stato dichiarato patrimonio dell'umanità.
A partire dalla metà del XVIII secolo, sotto l'influenza del rococò francese, si percepisce negli esterni degli edifici un alleggerimento nelle proporzioni, che diventano più eleganti; le aperture sono più ampie e permettono una maggiore penetrazione della luce esterna, e i dettagli nei rilievi in pietra raggiungono un alto livello. Anche il rococò diede importanti frutti nel Nord-est, come nel Convento e chiesa di San Francesco di João Pessoa, considerata da Bazin l'opera più compiuta nel suo genere in quella regione. Ma è da segnalare che, se da un lato le ornamentazioni della facciata e degli interni divengono sempre più sontuose e movimentate, le piante degli edifici, lungo tutta la traiettoria del barocco, poco si discostano da quello che prevedeva lo stile chão. Secondo John Bury:
«Anche nel XVIII secolo, quando facciate, cupole, torri, altari, pulpiti e l'ornamentazione interna delle chiese in generale si affrancarono completamente da tutte le precedenti limitazioni di tratti estatici e rettilinei, e le facciate delle chiese del barocco e del rococò svilupperanno un dinamismo accentuato e una predilezione per forme curve e sinuose quasi senza parallelo in Europa, le piante di queste chiese si mantennero monotonamente fedeli ai severi tratti rettangolari dei secoli XVI e XVII».
Si deve ancora ricordare in tutte le fasi il contributo popolare in molti progetti delle comunità più povere, in chiese matrici e piccole cappelle che costellano il sertão brasiliano. Questo contributo favorì l'originalità e semplificò le proporzioni, gli ornamenti, le tecniche e i materiali, adottando molte volte soluzioni creative, di grande plasticità. Parallelamente alla costruzione di chiese, i religiosi costruirono molti conventi, monasteri, collegi e ospedali, alcuni dei quali di grandi dimensioni e che, almeno nei primi due casi, potevano essere decorati con un lusso paragonabile a quello delle chiese più ricche. Quanto agli altri, primeggiano per la semplicità e la funzionalità, spogli di ornamenti.

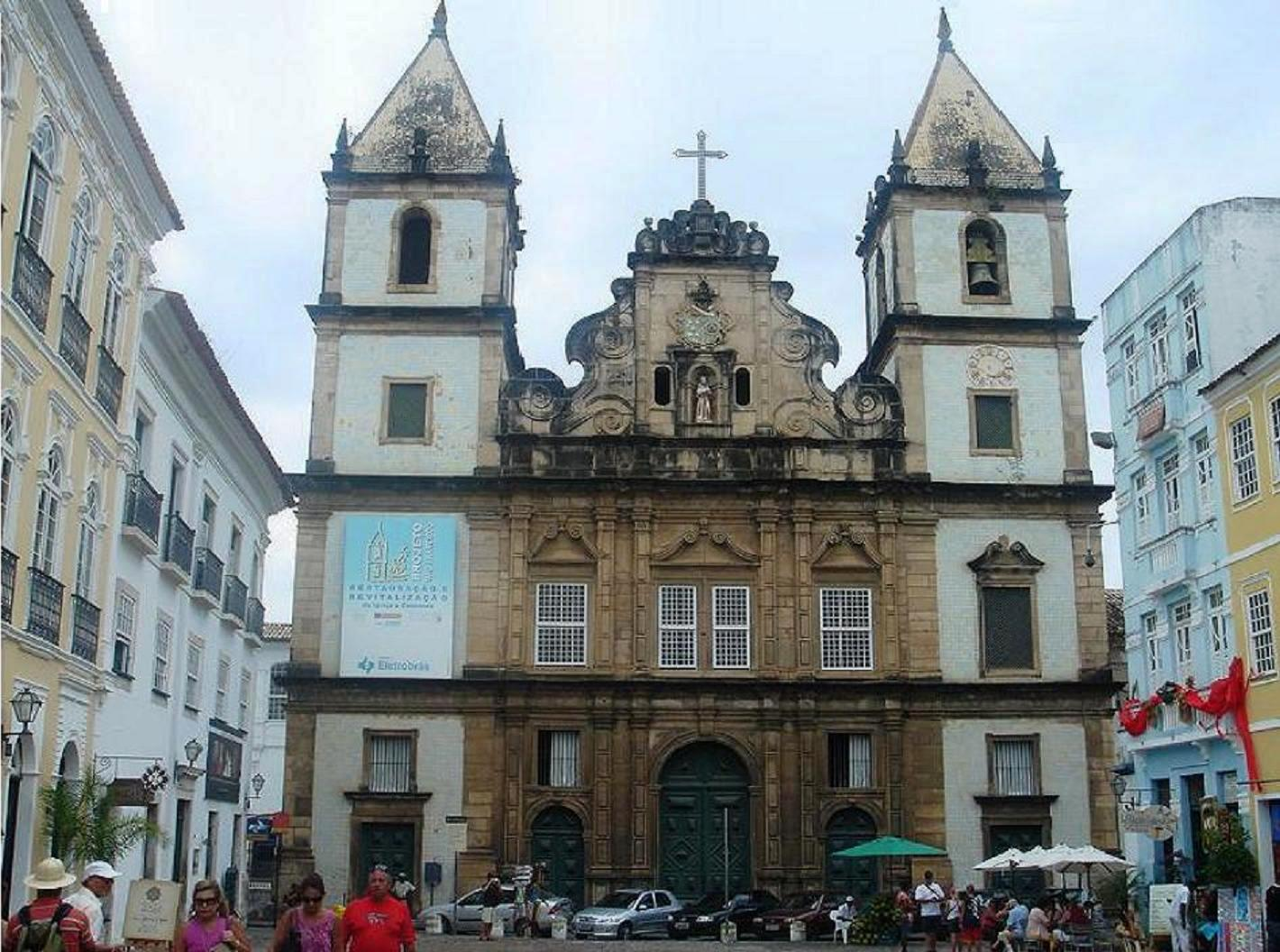
Chiesa di San Francesco, a Salvador
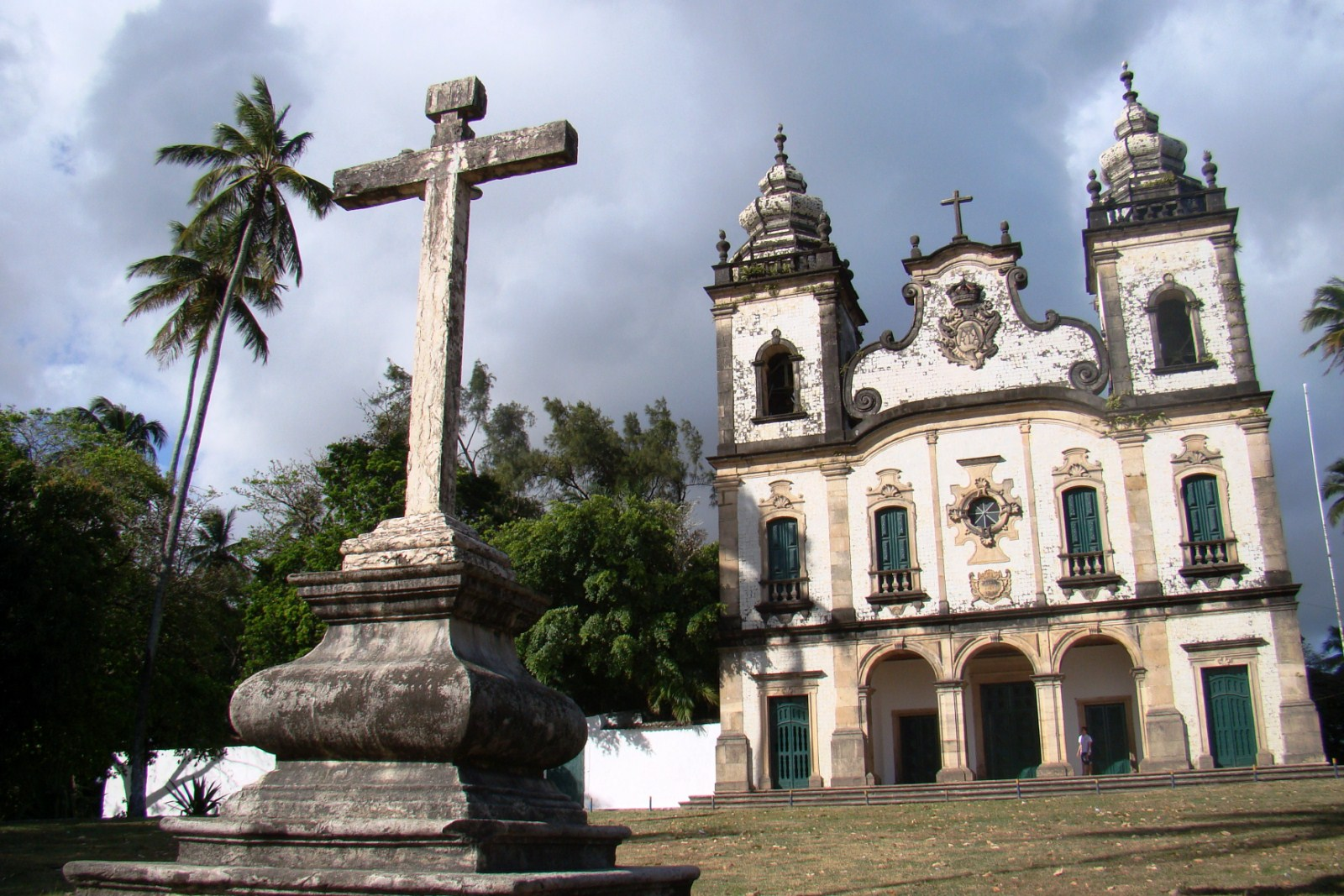
Chiesa di Nostra Signora delle Grazie dei Monti Guararapes, a Jaboatão dos Guararapes
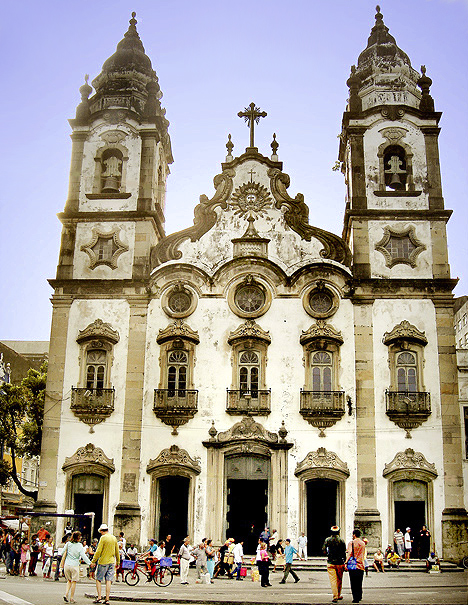
Chiesa matrice di Sant'Antonio, a Recife
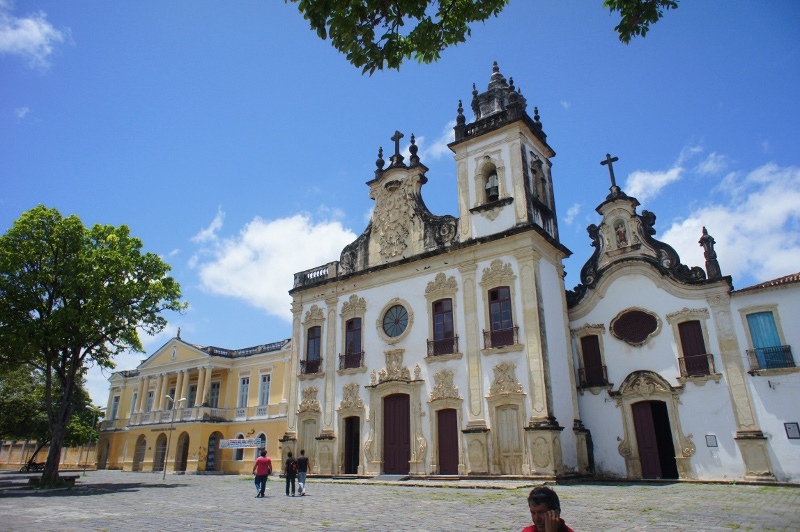
Chiesa di Nostra Signora del Carmelo, e a fianco la chiesa dei Terceiros, a João Pessoa
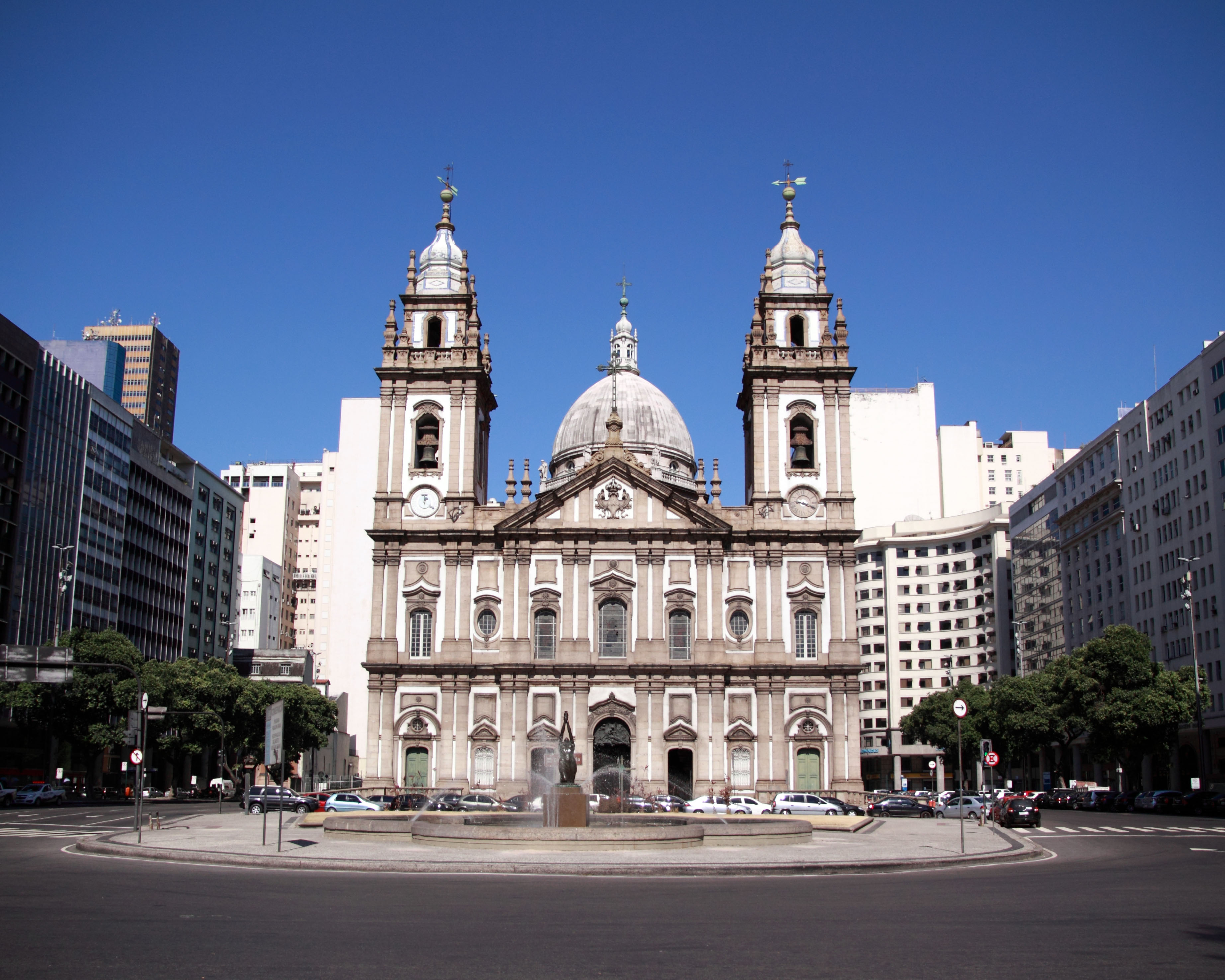
Chiesa di Candelária, a Rio de Janeiro.

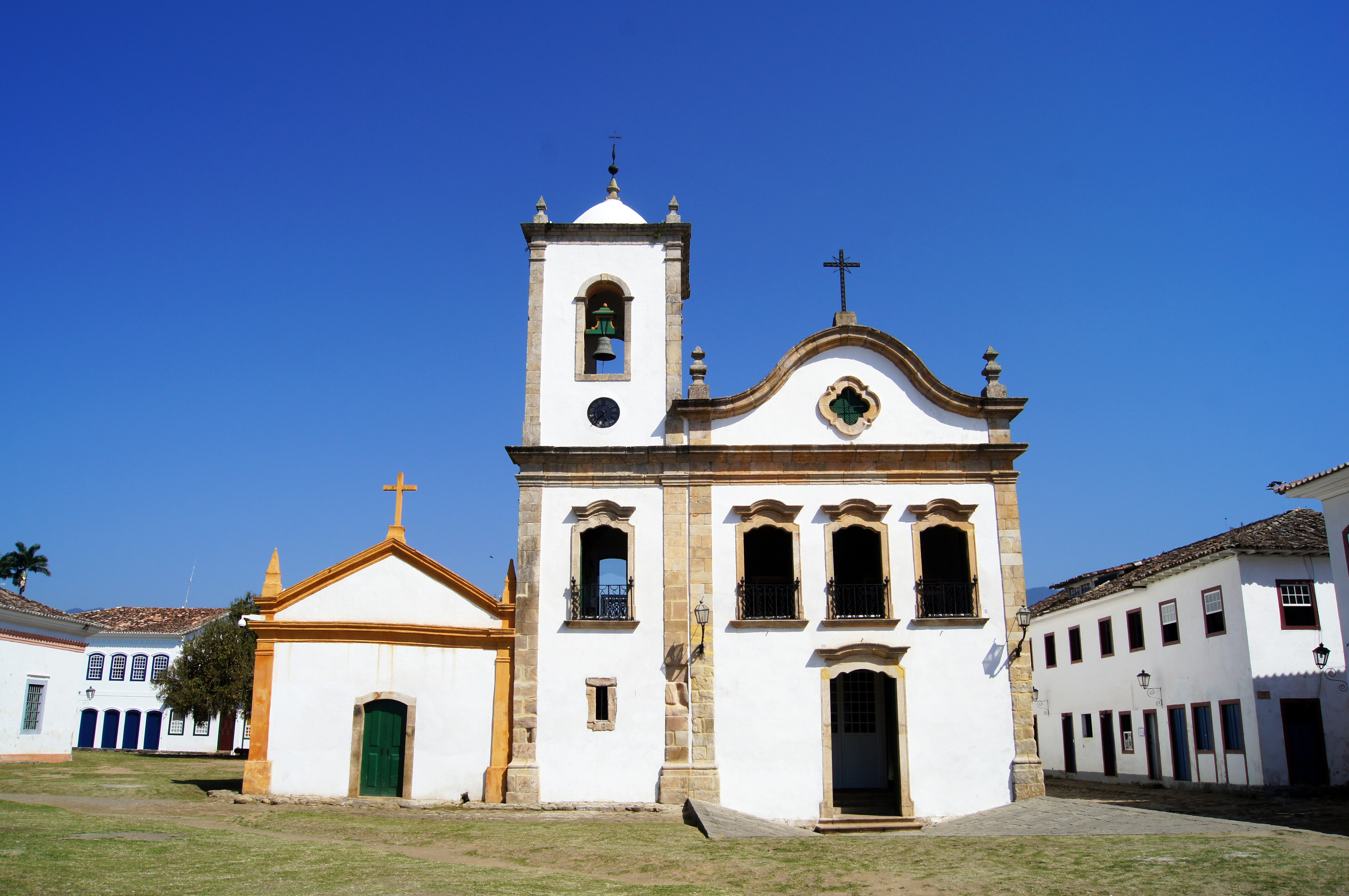
Chiesa de Santa Rita da Cascia, a Paraty
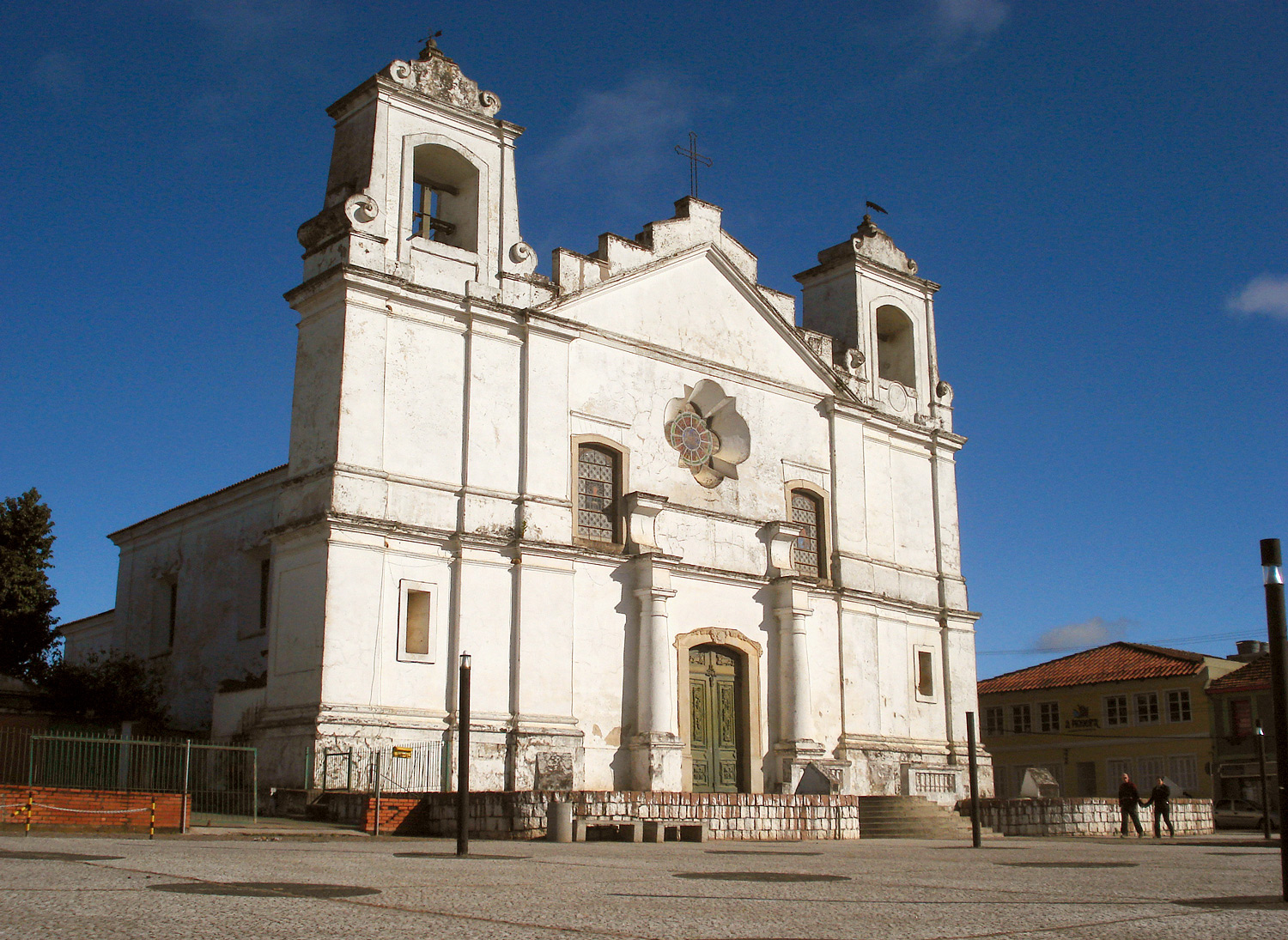
Chiesa Matrice di Viamão
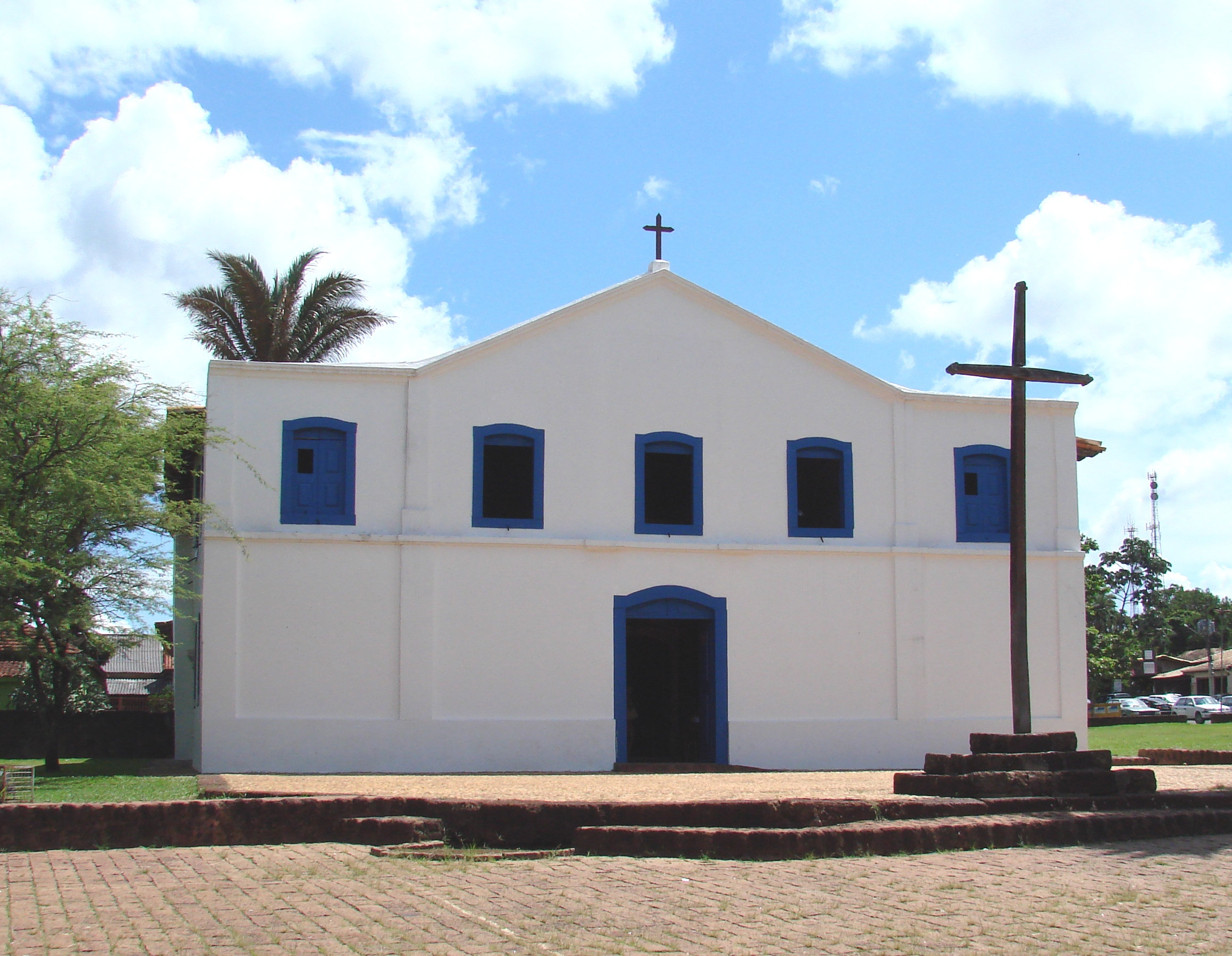
Chiesa di Santana, a Chapada dos Guimarães.
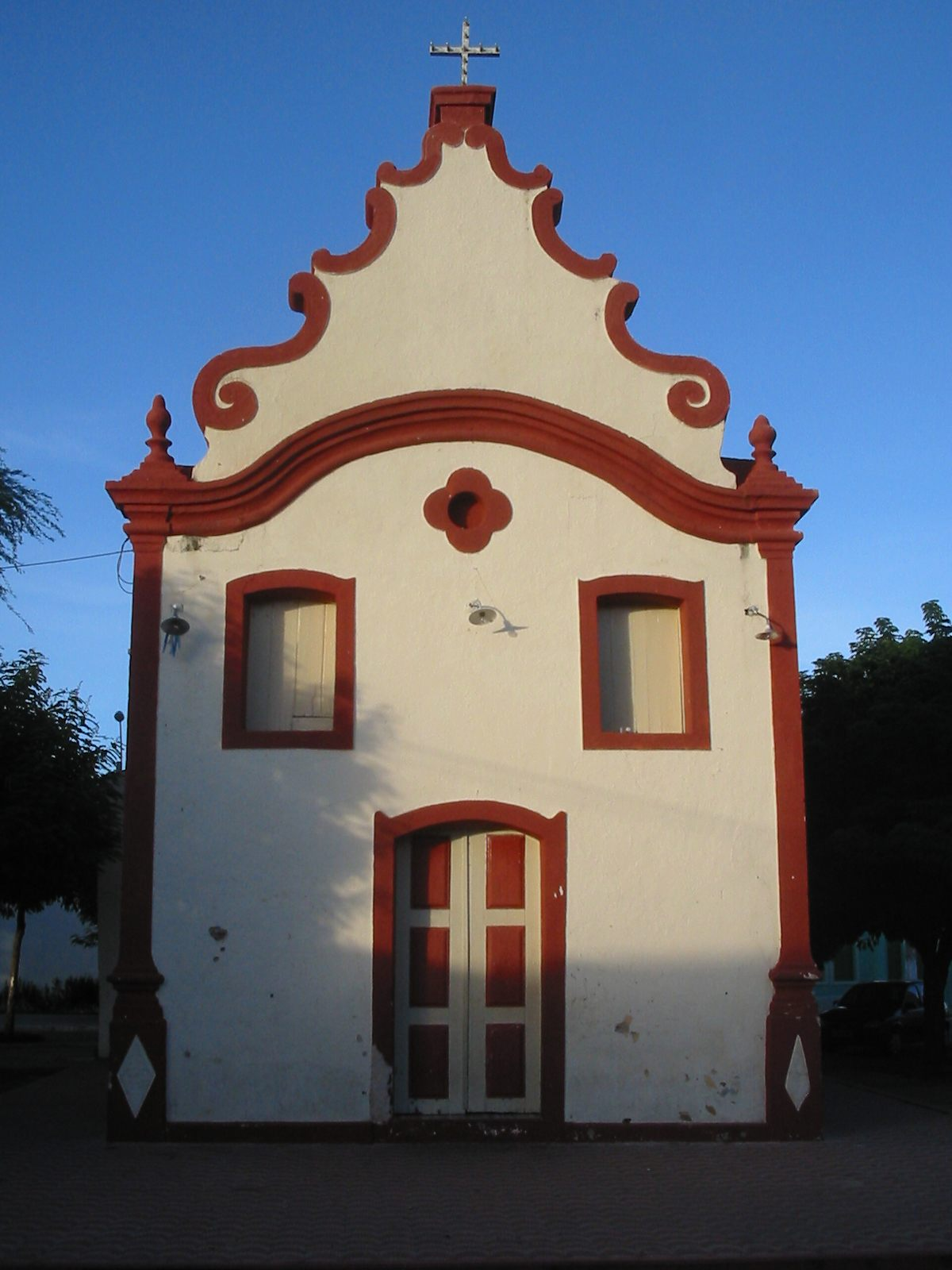
Chiesa del Rosario, a Serra Talhada
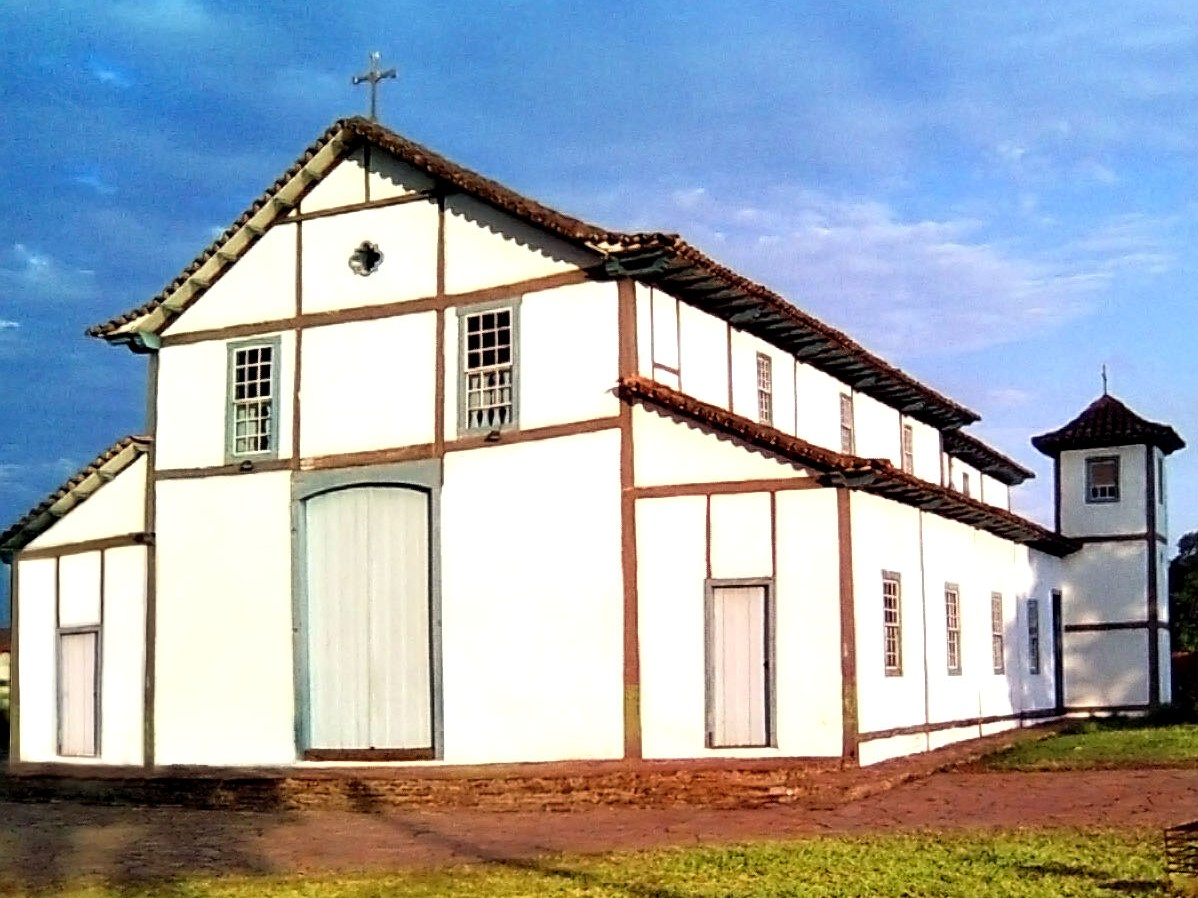
Chiesa di Nostro Signore di Bonfim, a Silvânia

### Architettura civile

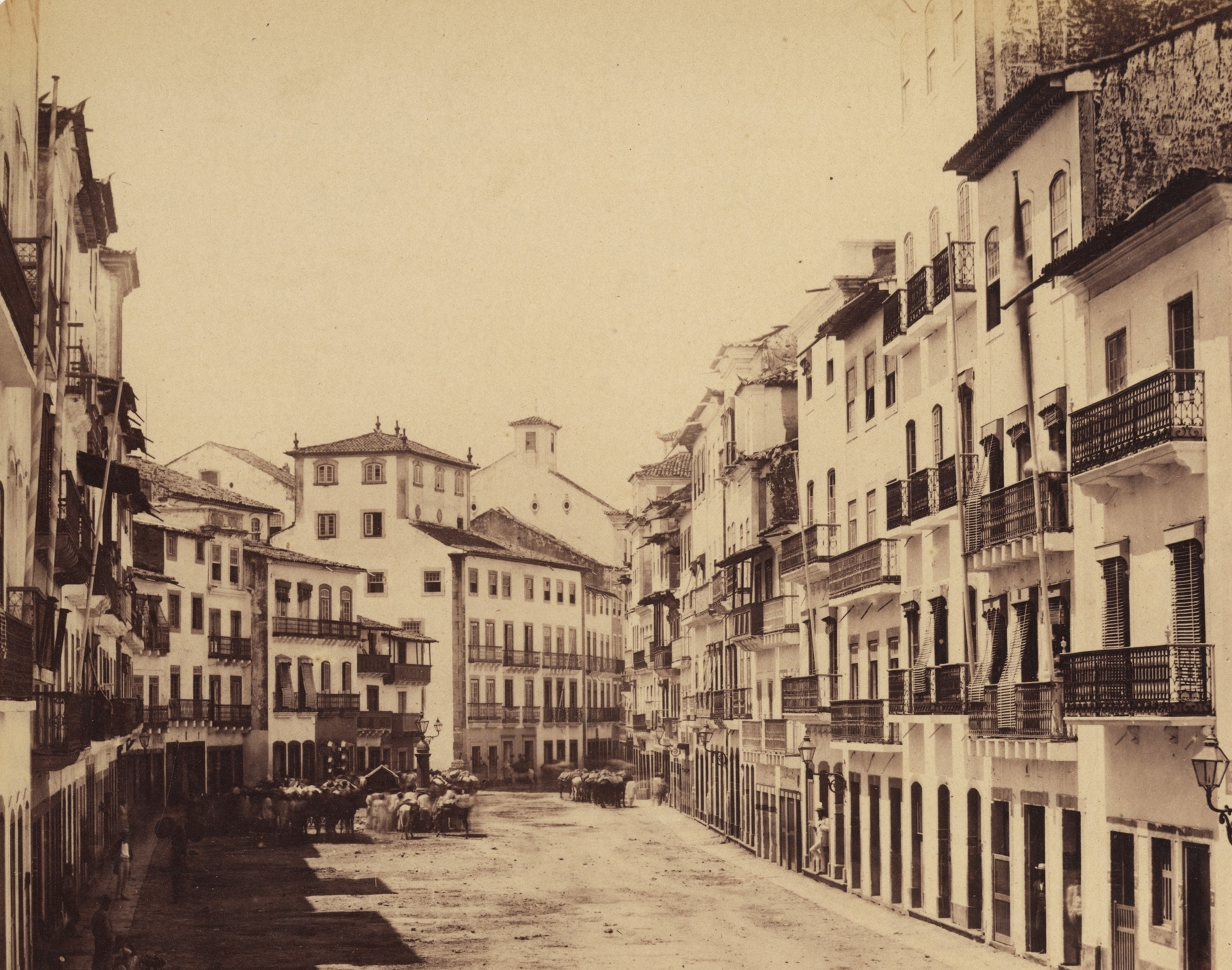
Foto del 1855, in alta risoluzione, delle case coloniali a più piani dell'antica Rua dos Judeus nel centro storico di Recife.

Nell'architettura civile, privata o pubblica, il barocco lasciò relativamente pochi edifici di grande rilievo, in quanto le costruzioni profane erano in generale piuttosto modeste. D'altro canto, i centri storici di alcune città (Salvador, Ouro Preto, Olinda, Diamantina, São Luís e Goiás), dichiarati patrimonio dell'umanità dall'UNESCO, sono rimasti in buona parte intatti, e presentano una collezione ininterrotta estesa e validissima dell'architettura civile barocca, con soluzioni urbanistiche molte volte originali e con vasta illustrazione di tutti gli adattamenti dello stile ai differenti strati sociali e delle sue trasformazioni lungo gli anni. Molte altre città conservano complessi significativi di residenze coloniali, come Paraty, Penedo, Marechal Deodoro, Cananéia e Rio Pardo.

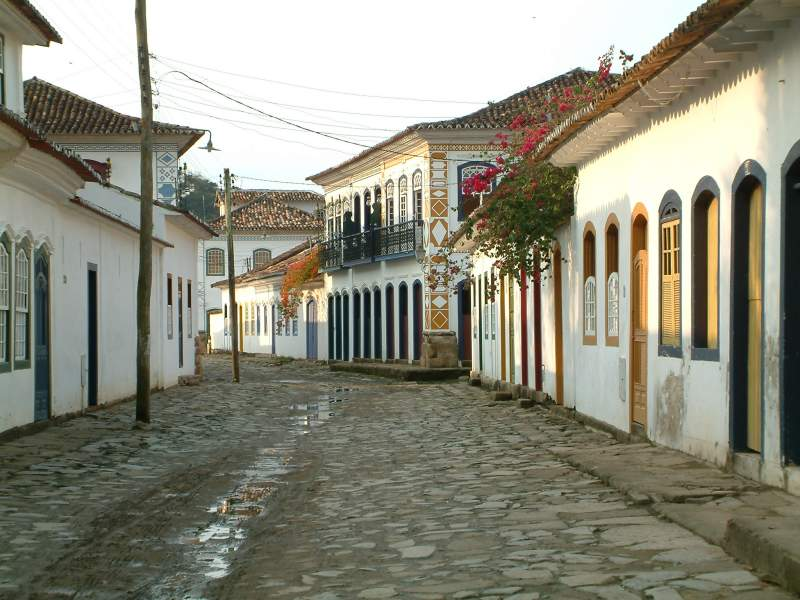
Tipica casa coloniale di Paraty.

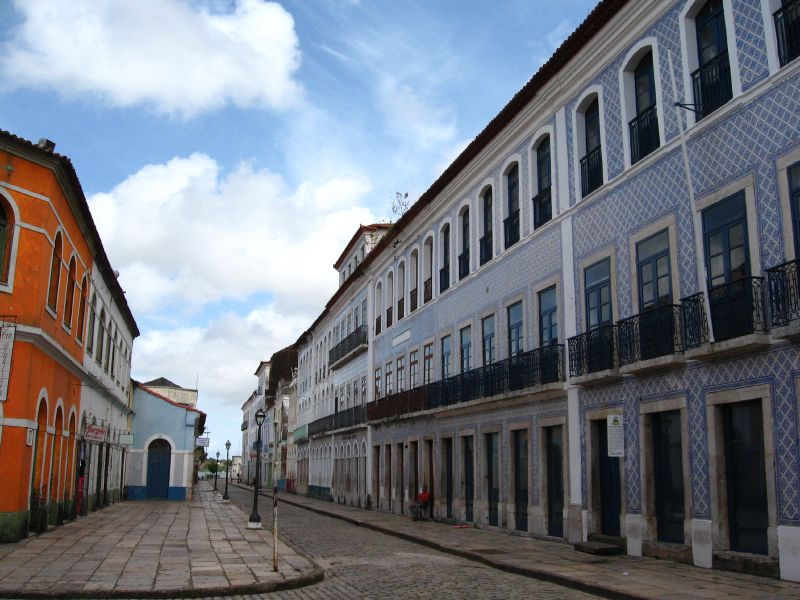
Case con azulejos a São Luís.

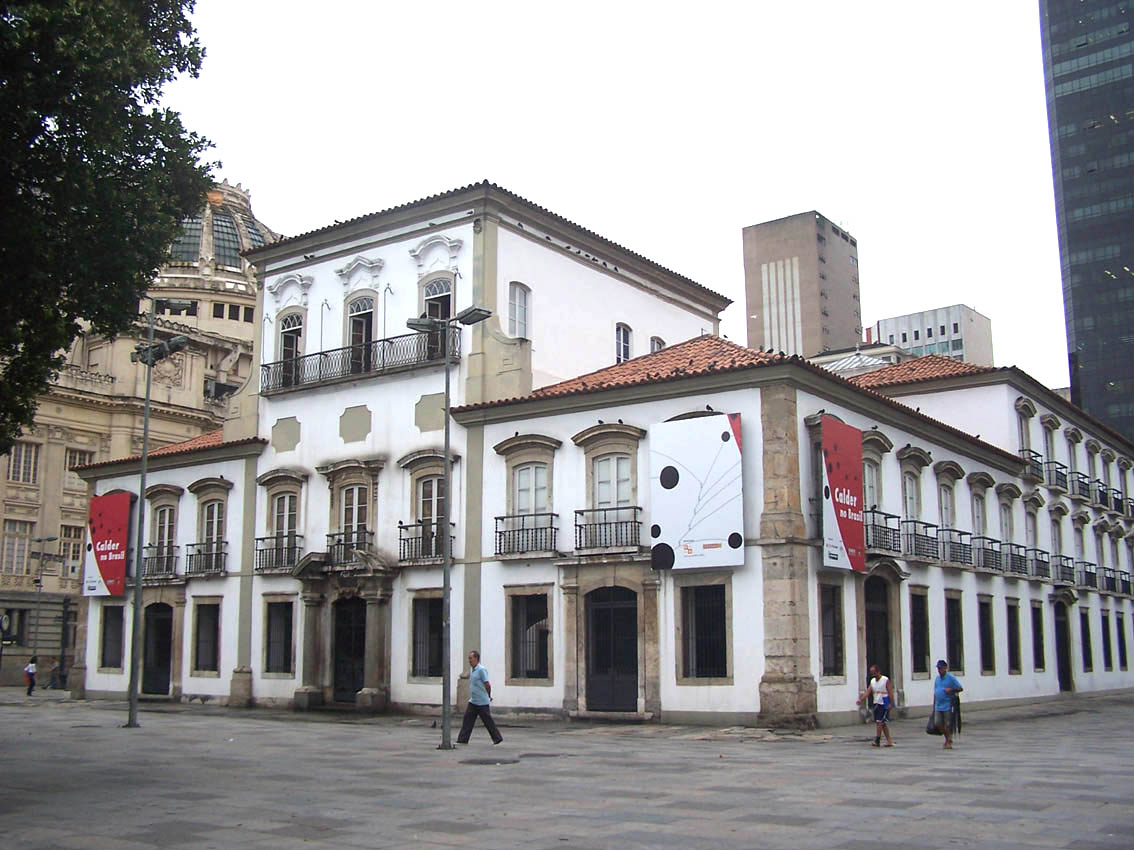
Il Palazzo imperiale, a Rio, già Palazzo vicereale.

Gli edifici residenziali, durante il periodo barocco, si caratterizzarono per la grande eterogeneità di soluzioni strutturali e per l'uso dei materiali e spesso impiegano tecniche apprese dagli indios. Tuttavia, nel contesto urbano la formula più diffusa, ereditata dall'architettura portoghese, prevedeva una struttura a piano terreno, con facciata sulla strada, attaccata alle case vicine, dotata di stanze passanti, spesso mal ventilate, male illuminate e di uso multiplo. In questa semplice struttura, non raramente sopraelevata fino a quattro piani, i tratti distintivi del barocco possono essere facilmente rintracciati in alcuni dettagli, come i tetti curvi con cornicioni che terminano in punte frastagliate, gli archi a sesto ribassato per porte e finestre, cornici e gelosie ornamentali alle finestre, in alcune pitture decorative e nelle pareti coperte di azulejo; di regola quindi la residenza coloniale aveva una struttura molto austera ed era parcamente arredata e decorata. Nelle campagne dell'interno, senza i vincoli di spazio del contesto urbano, la diversità fu molto più pronunciata.
Meritano di essere menzionate molte dimore nobiliari e antiche sedi di engenhos per la lavorazione della canna da zucchero e fattorie, come la casa bandeirista, la Casa das Onze Janelas, il Solar do Visconde de São Lourenço, la Fazenda Imperial de Santa Cruz, la Fazenda Mato de Pipa la Fazenda de Sant'Ana, la Fazenda Salto Grande, la Fazenda Tatu, il Solar Ferrão e varie altre costruzioni rurali e urbane di famiglie abbienti, che se da un lato possono essere abbastanza spaziose e confortevoli, e perfino imponenti, in generale hanno linee molto spoglie e una decorazione interna economica, e sono spesso solo un modello in scala maggiorata delle abitazioni popolari, che privilegiano la funzionalità rispetto al lusso. Nel litorale del Nord-est sono notevoli le case a più piani coperte di azulejos, per il loro ricco effetto decorativo e per le soluzioni creative per arginare gli effetti del clima umido e torrido della regione. Una grande concentrazione di queste tipo di case si può trovare nel centro storico di São Luís.
La trascuratezza dell'architettura civile potrebbe causare sorpresa nel caso delle dimore dell'élite, data la grande ricchezza di molte famiglie latifondiste, ma si spiega con il fatto che il contesto della vita coloniale fu contrassegnato dalla dispersione, dall'instabilità e dalla mobilità, con famiglie debolmente strutturate, e ciò si rifletté nel carattere provvisorio, semplificato e improvvisato di tanti edifici, per cui si volevano evitare grandi spese per sistemazioni che si pensava di sfruttare per breve tempo. Inoltre nei primi secoli della colonizzazione buona parte dei portoghesi si trasferiva in Brasile con l'intenzione di rimanere soltanto per una stagione e di ritornare in Portogallo non appena avesse fatto fortuna.
Nel ridotto numero di esempi significativi nella categoria degli edifici pubblici sono presenti alcune antiche Casas de Câmara e Cadeia, come quella di Ouro Preto, forse la più celebre, con una ricca e movimentata facciata che prevede un porticato con colonne, uno scalone monumentale, una torre e statue; quella di Mariana, e quella di Salvador, oltre ai palazzi di uso misto come residenza ufficiale e uffici amministrativi, come il Palazzo dei Governatori di Ouro Preto, il Palazzo dei Governatori di Pará e il Palazzo vicereale di Rio de Janeiro, che fu una delle residenze della famiglia reale, quando si trasferì nella colonia nel 1808. Altri esempi sopravvivono, ma le loro caratteristiche barocche sono state sfigurate da ristrutturazioni, come è avvenuto per i palazzi dei Governatori di Maranhão e di Bahia. Deve essere incluso in questa categoria anche l'importante palazzo arcivescovile di Salvador.

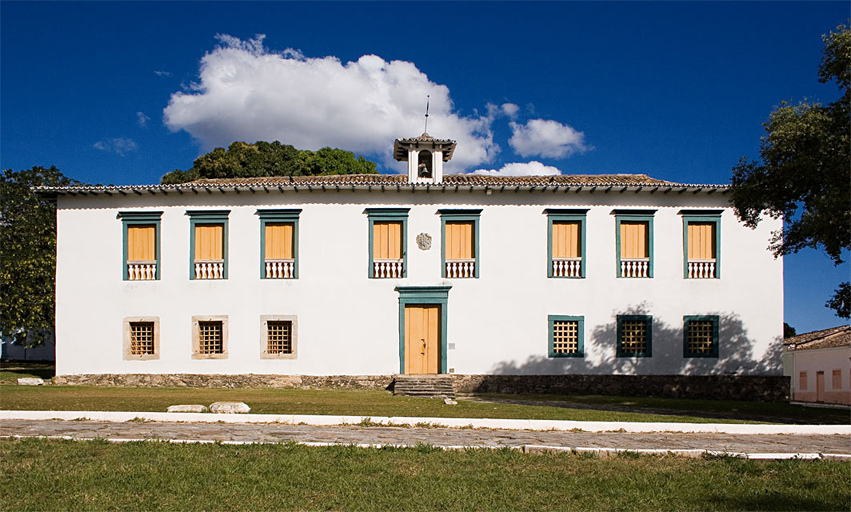
Casa da Câmara e Cadeia nel centro di Goiás
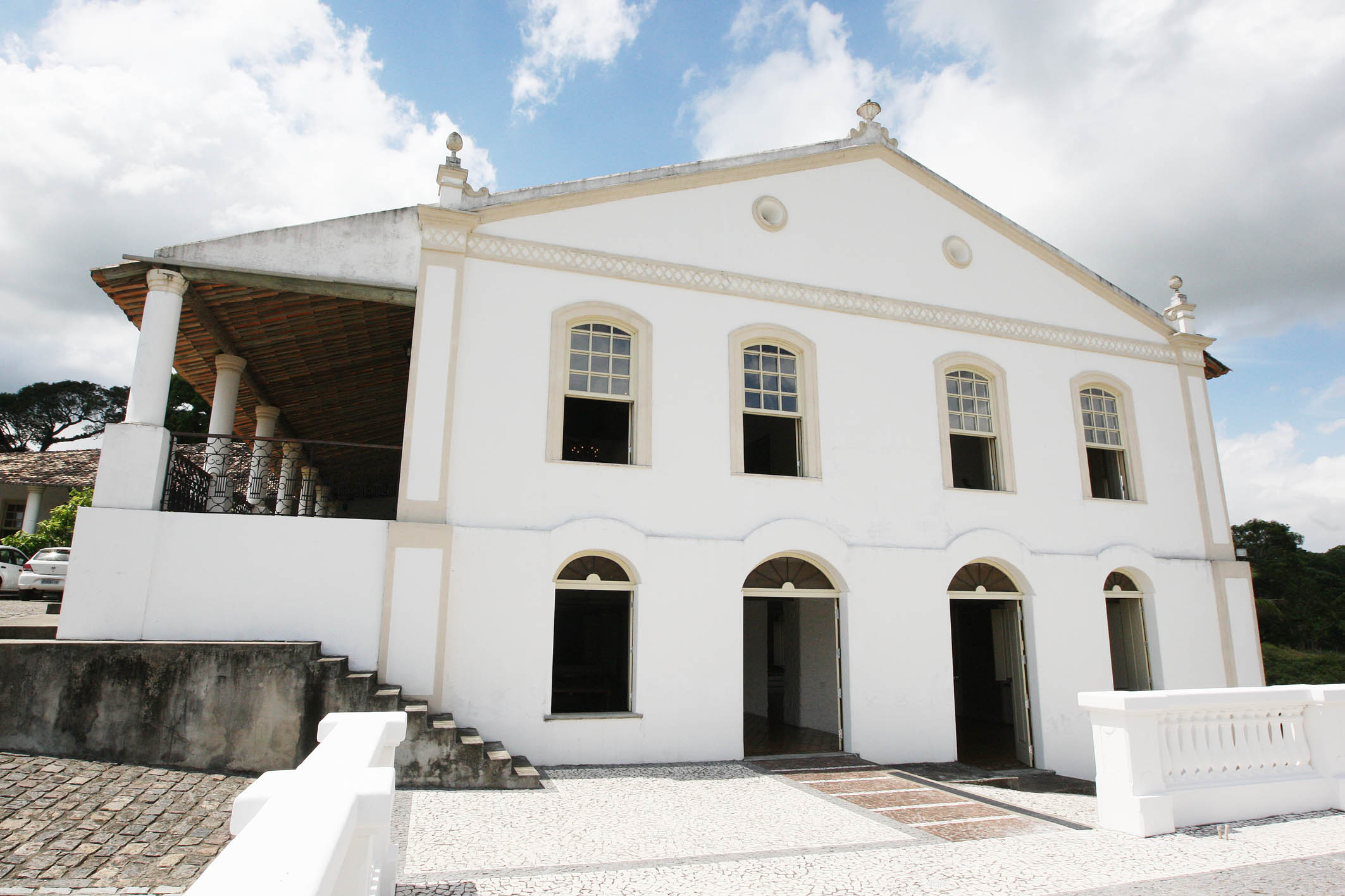
Sede della Fazenda Engenho d'Água, a São Francisco do Conde
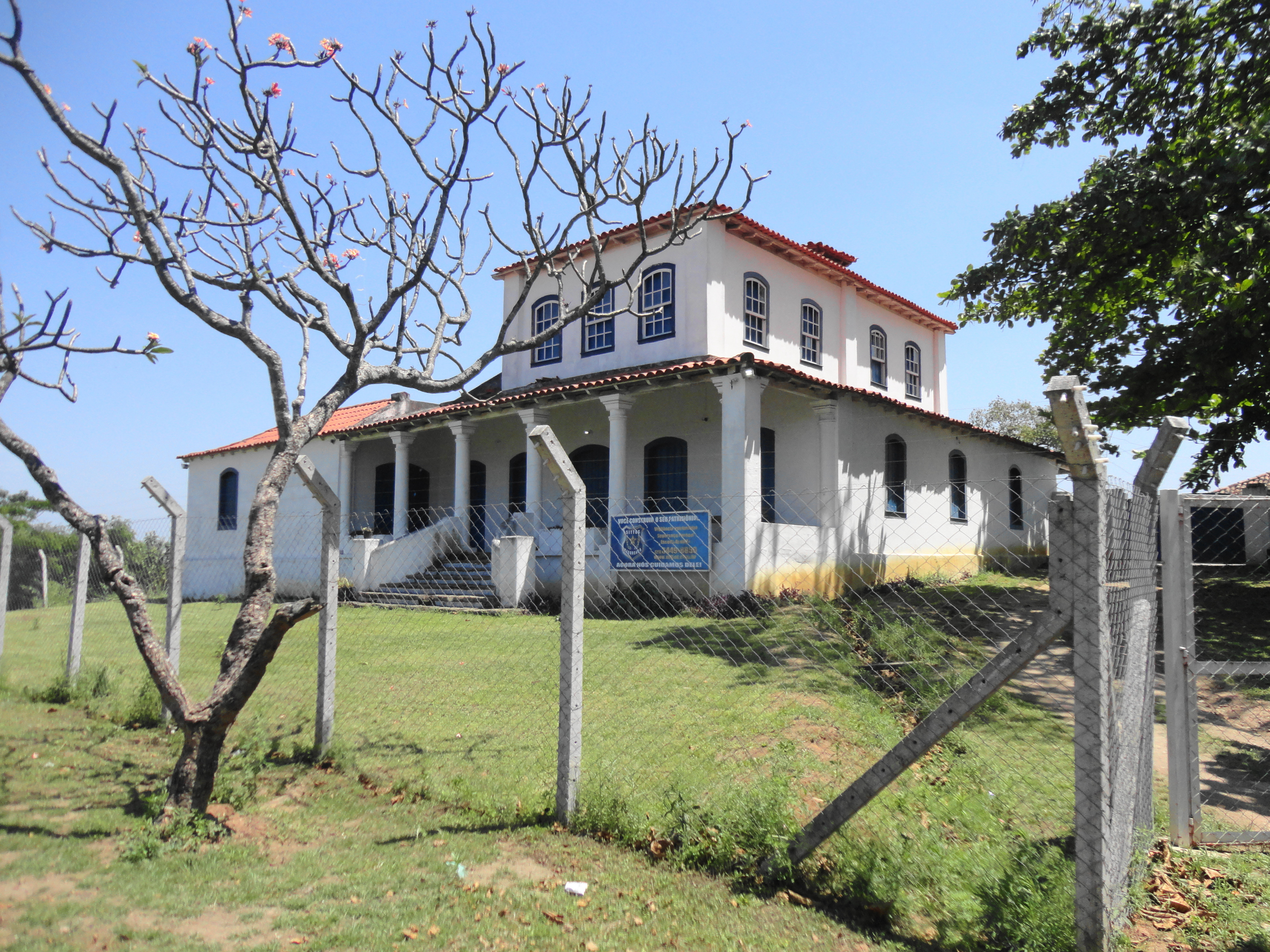
Sede della Fazenda do Engenho d'Água, a Jacarepaguá
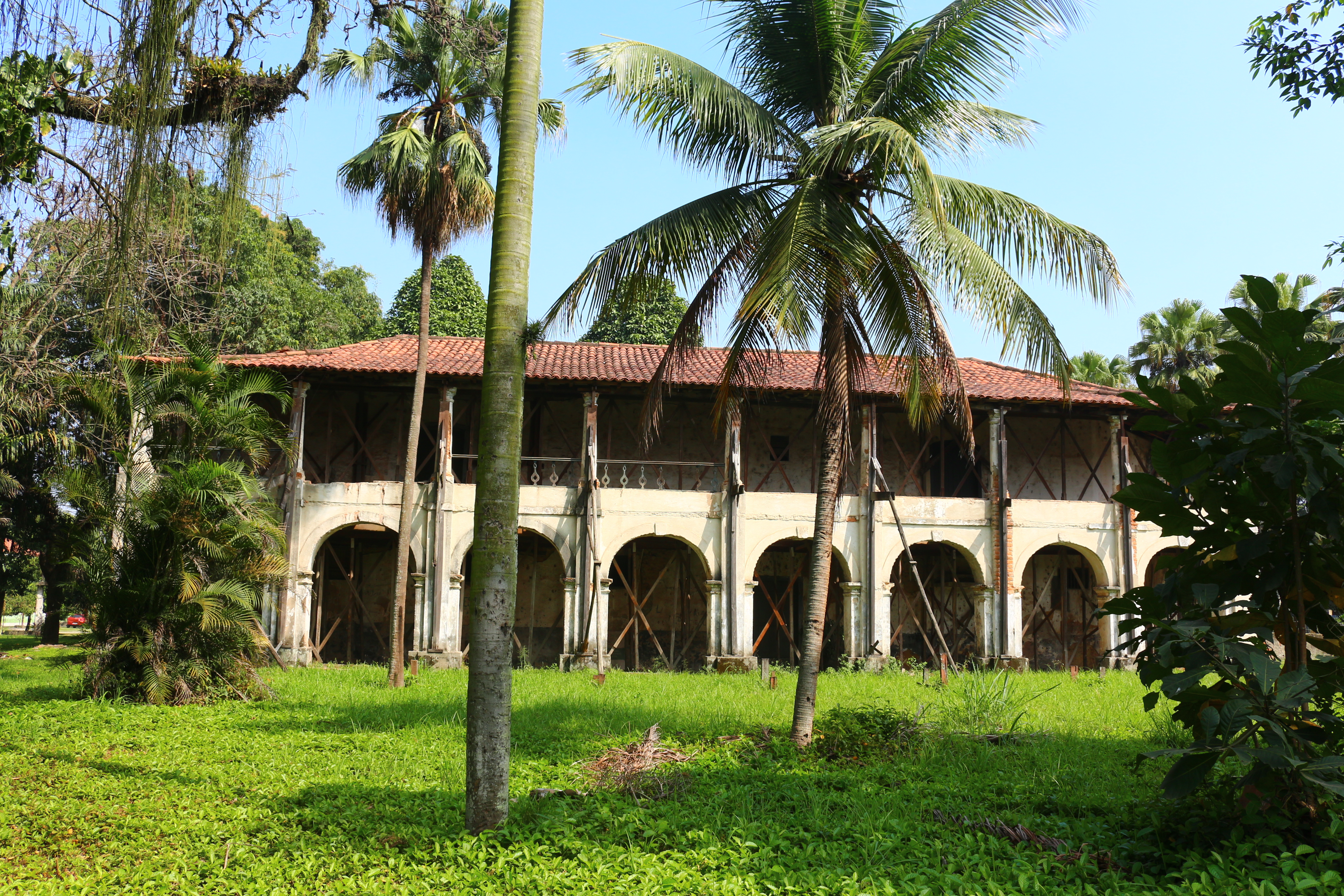
Sede della Fazenda de São Bento, a Duque de Caxias
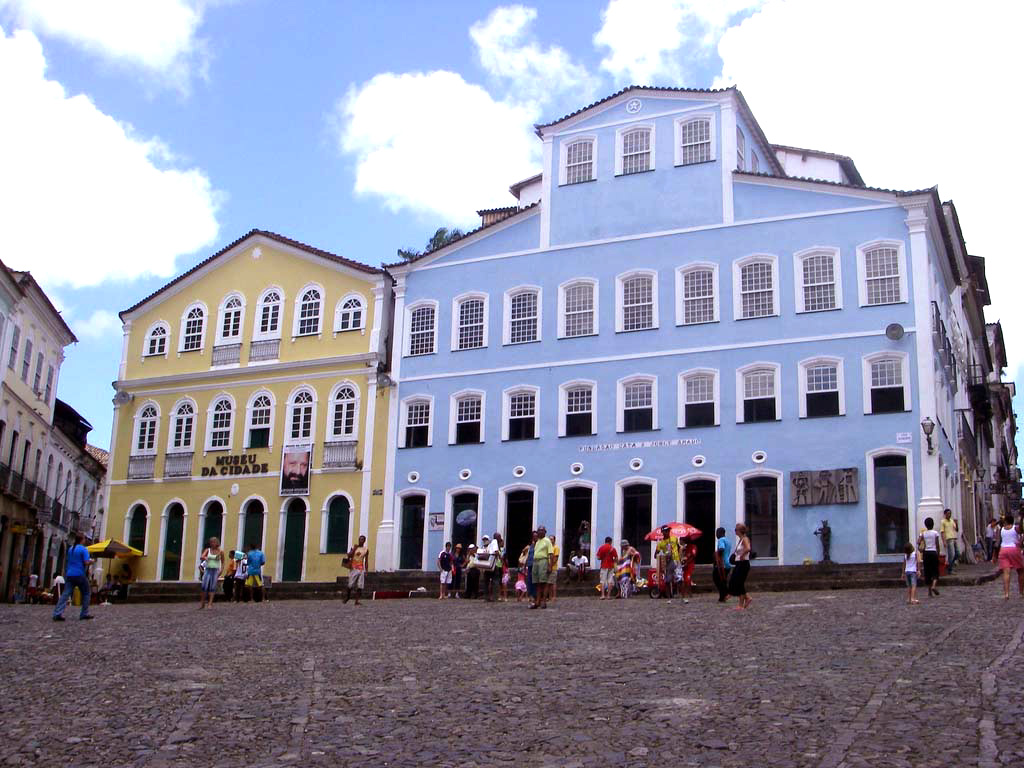
Abitazioni nel centro storico di Salvador

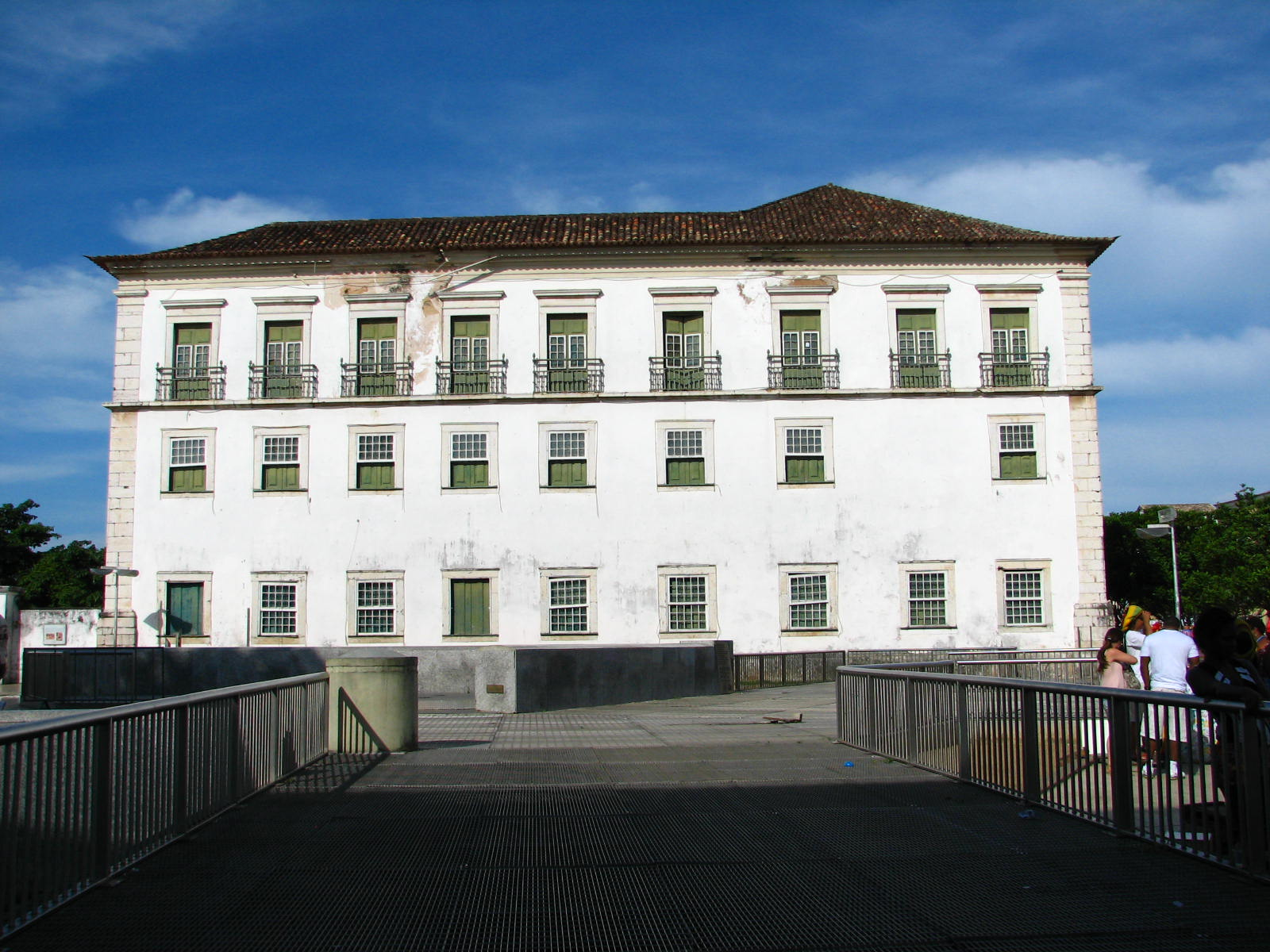
Il palazzo arcivescovile di Salvador
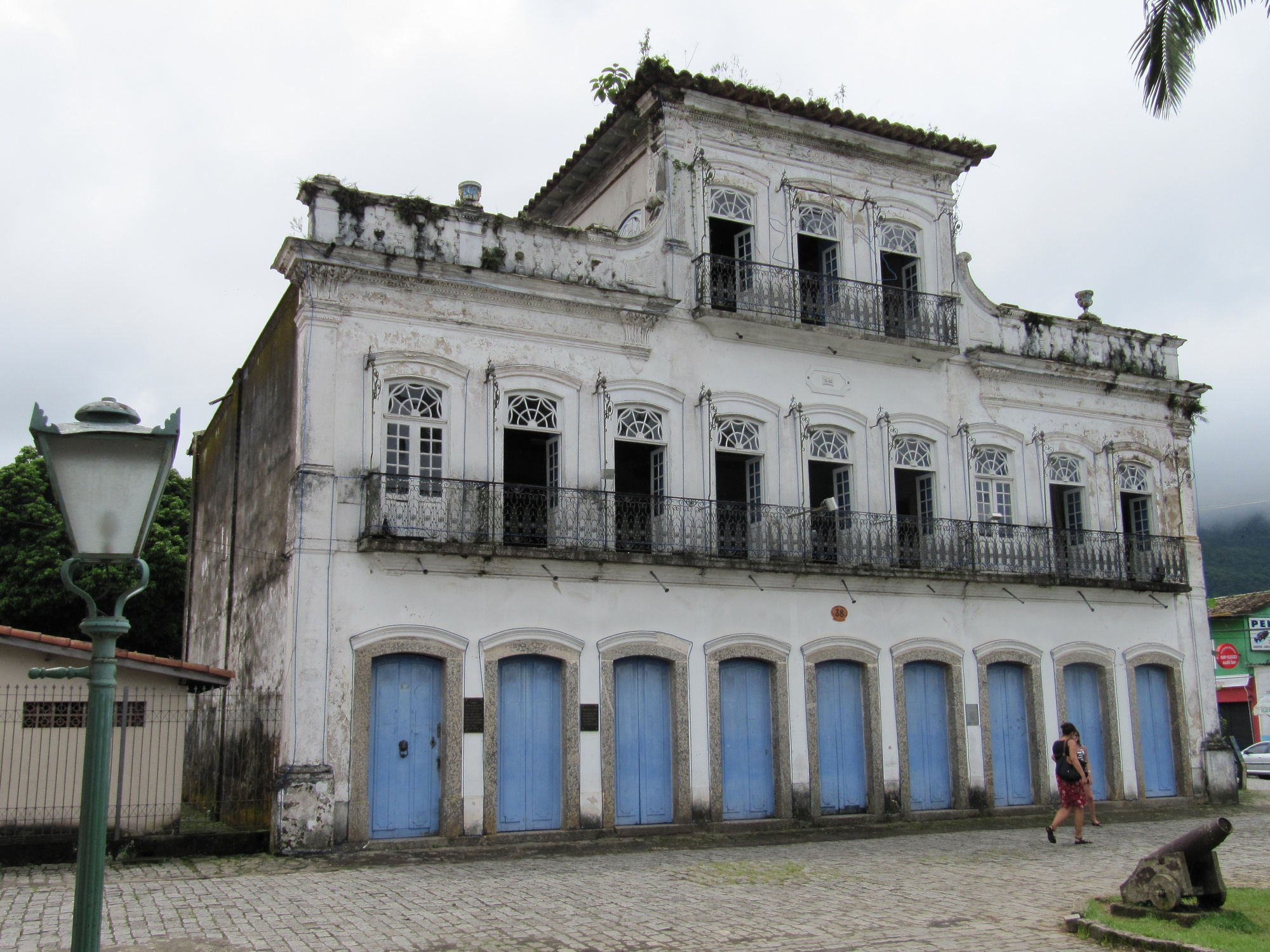
La capitaneria di porto, a Ubatuba
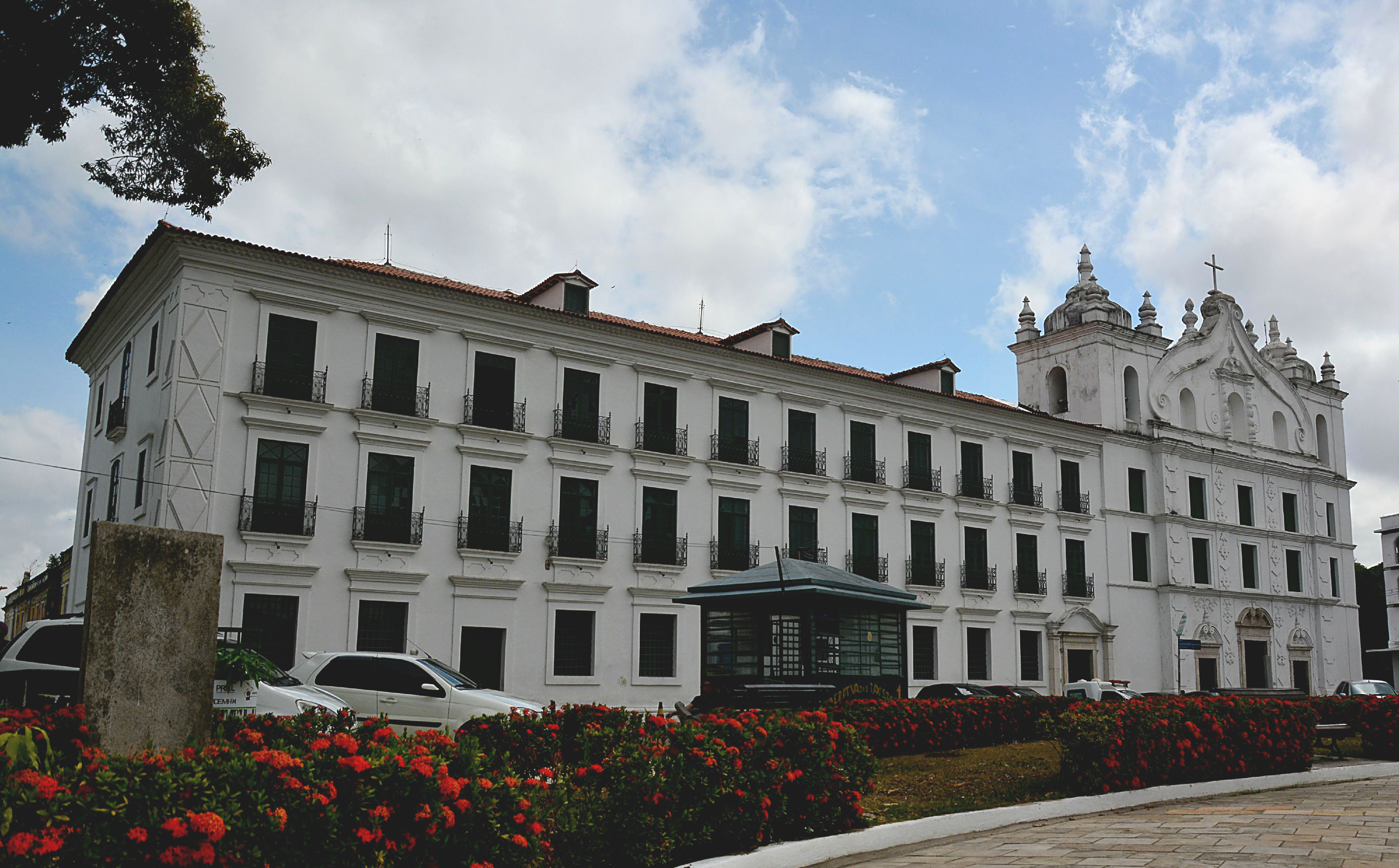
Il grande collegio dei gesuiti a Belém
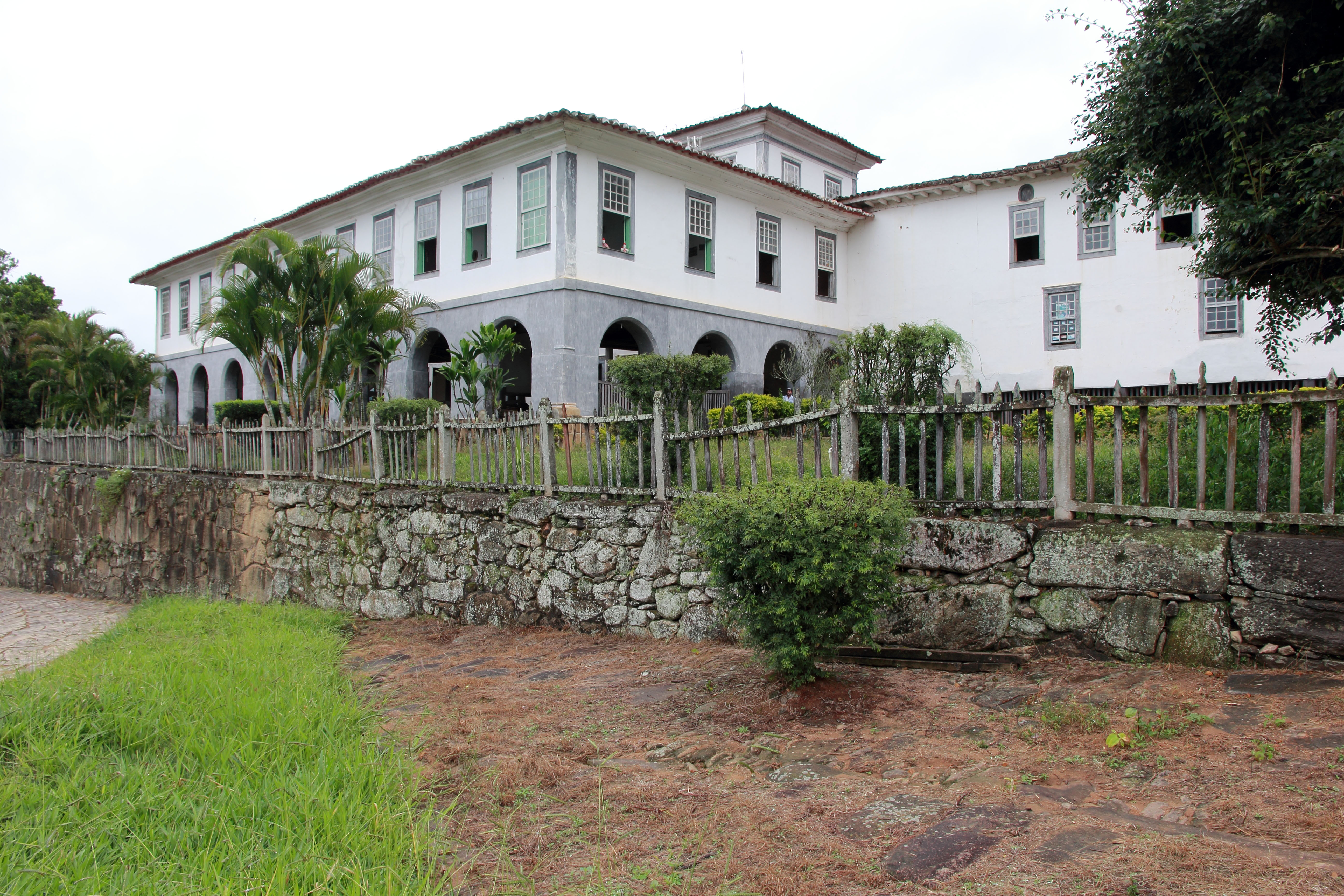
Sede della Fazenda Santa Clara, a Santa Rita de Jacutinga
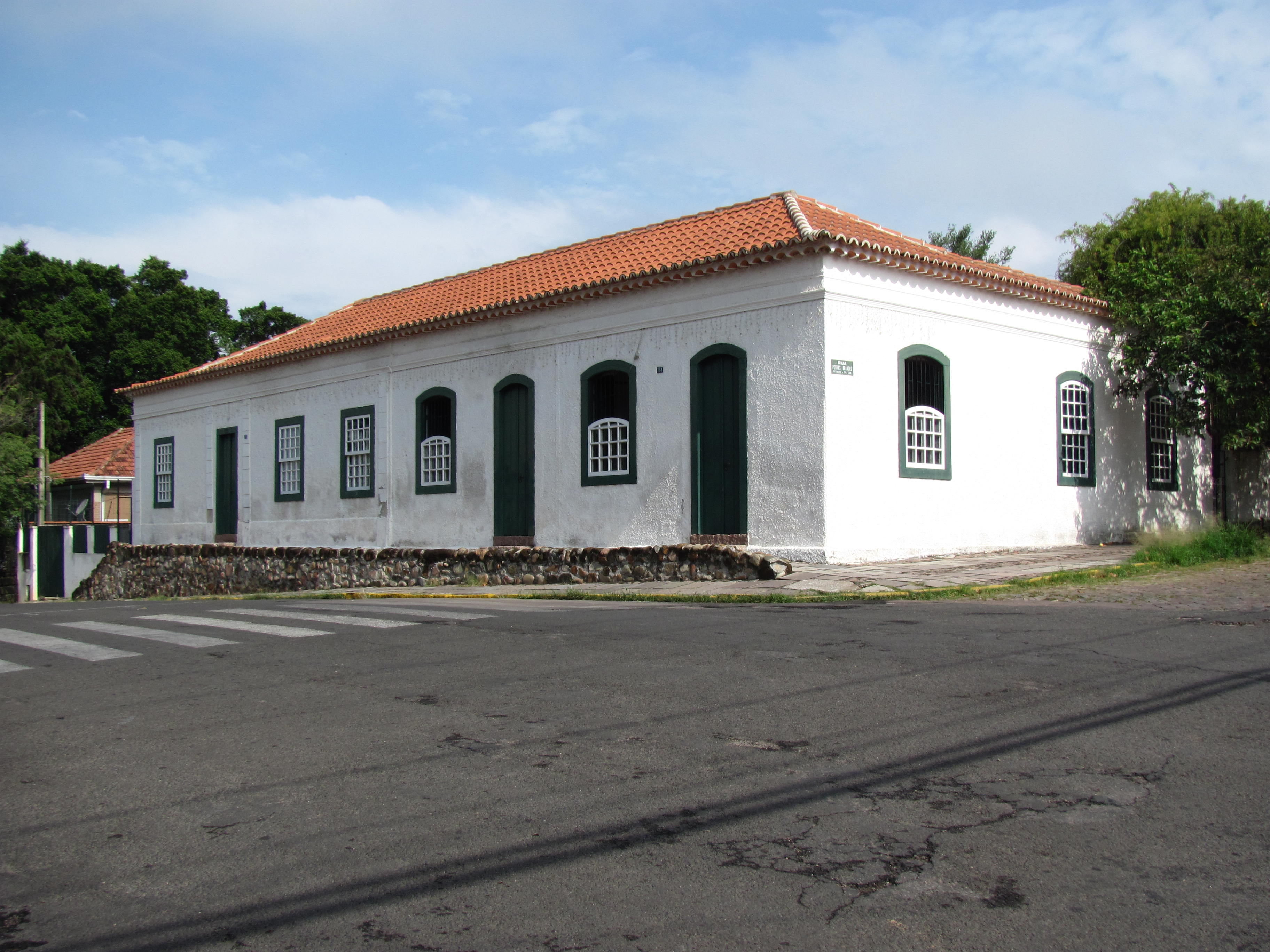
Casa di José Gomes de Vasconcellos Jardim, a Guaíba

### Il barocco mineiro

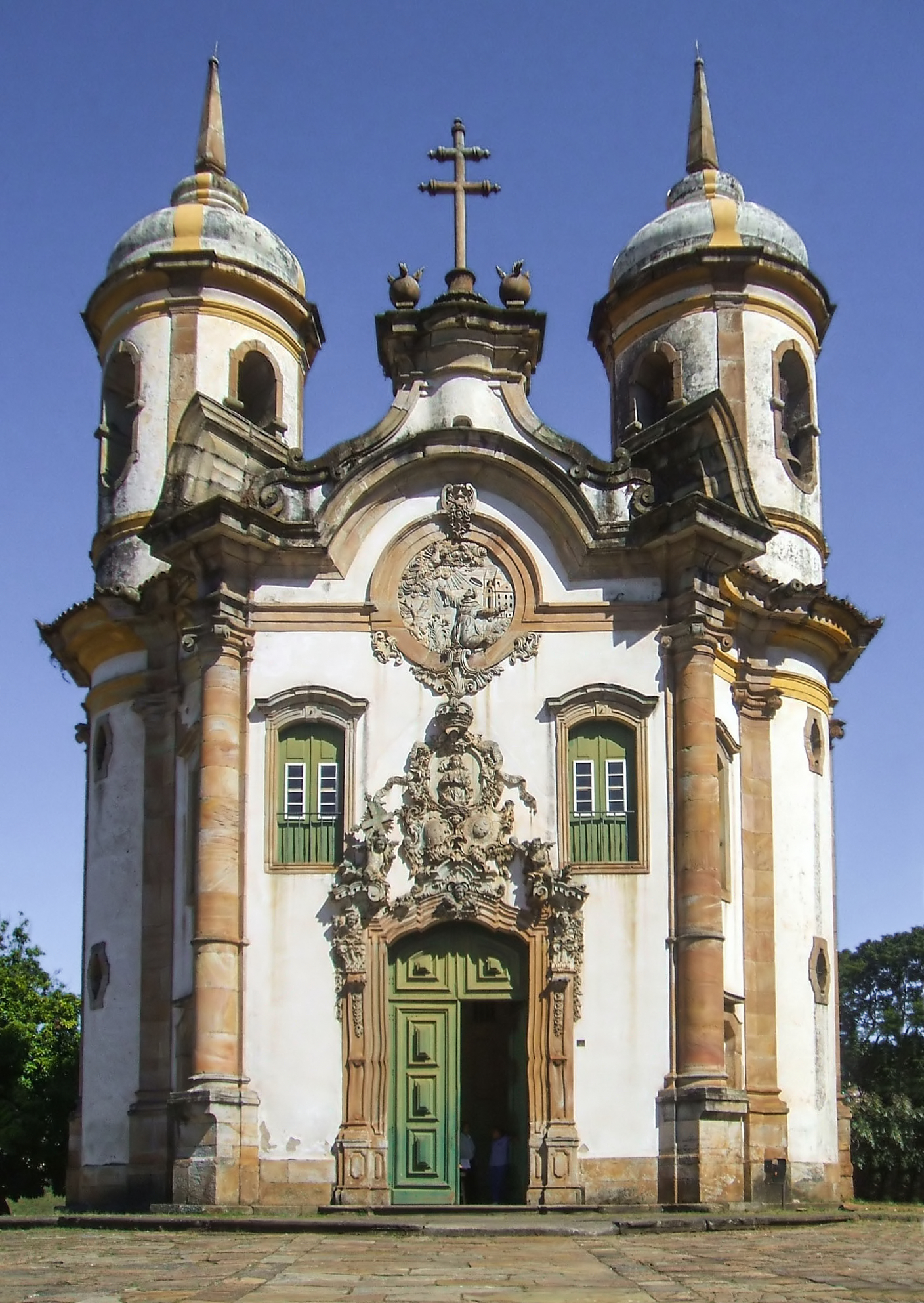
Chiesa di San Francesco d'Assisi a Ouro Preto

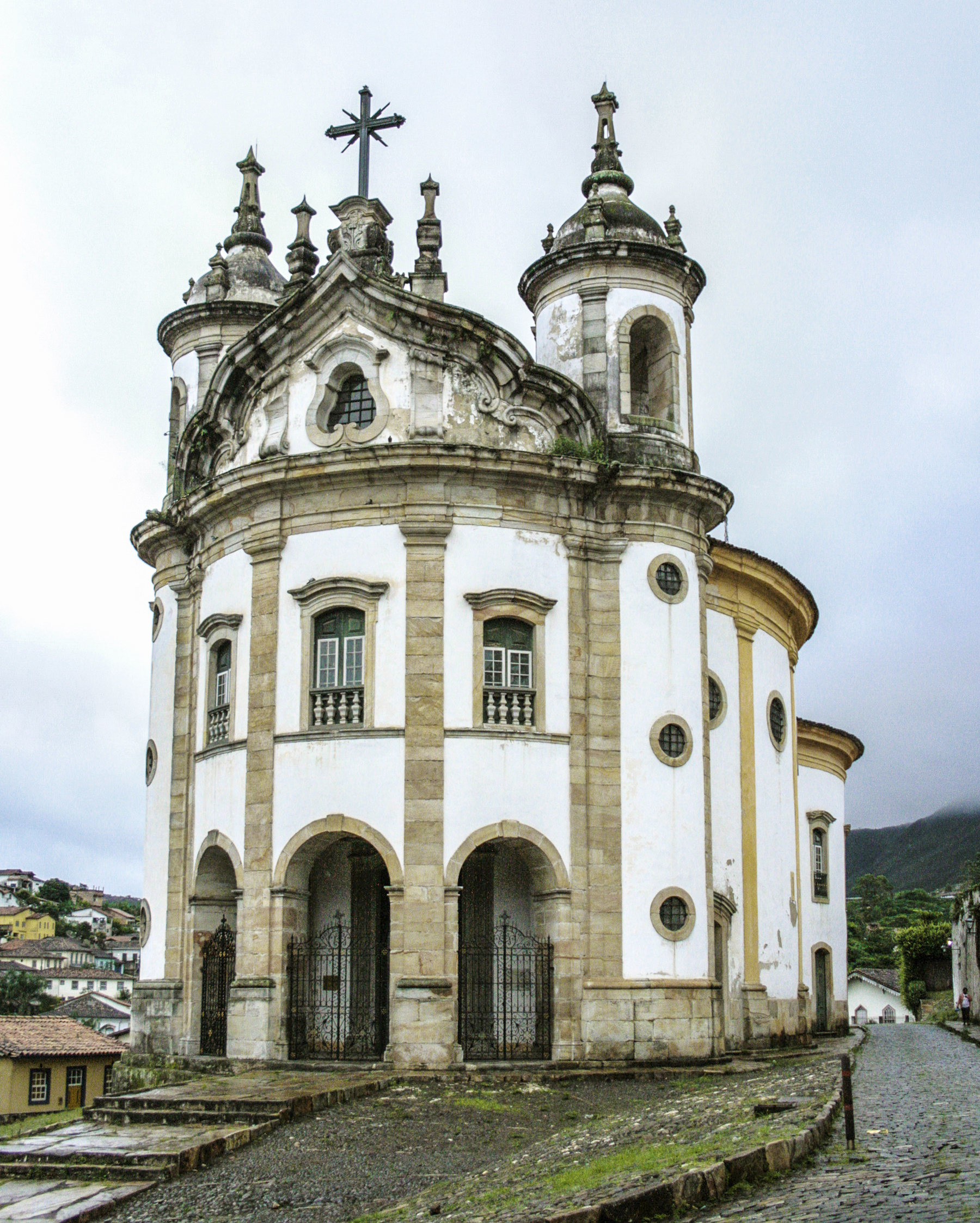
Chiesa del Rosario dei Neri, a Ouro Preto

Il Minas Gerais era un'area di popolamento recente, e gli edifici pertanto furono costruiti con un'estetica più aggiornata, cioè il rococò, e con più libertà. Vi si ebbe una profusione di nuove chiese, a differenza del litorale in cui edifici preesistenti venivano adattati o ristrutturati. Il patrimonio delle chiese del Minas Gerais ha un'importanza speciale sia per la sua ricchezza e varietà sia perché testimonia una fase molto specifica della storia brasiliana, quando la regione fu al centro dell'interesse dei colonizzatori per i suoi grandi giacimenti d'oro e di diamanti.
L'architettura mineira è interessante perché si sviluppa generalmente in un terreno accidentato, pieno di pendii e avvallamenti, che dà una forma attraente alle città. Ma non è questo che rende speciale la regione, poiché l'edilizia segue modelli formali comuni a tutta l'architettura coloniale brasiliana. Invece è fondamentale il fatto che in Minas Gerais nasce il primo nucleo di una società eminentemente urbana in Brasile. Diverse antiche città coloniali di Minas Gerais conservano ancora la ricca architettura dell'epoca. I centri storici di Ouro Preto e Diamantina sono patrimonio dell'umanità; molte altre città conservano preziose chiese e abitazioni. Le caratteristiche distintive dello stile sono più chiaramente enunciate nell'architettura religiosa, nelle chiese che proliferano numerose in tutte le città. Secondo Telles, l'originalità dell'architettura sacra mineira risiede in due elementi:
- «La coniugazione di curve e di rette o di piani, che crea punte e bordi di contenimento, nelle piante, negli alzati e negli spazi interni»;
- «L'organizzazione delle facciate avendo come centro della composizione il portale scolpito in pietra saponaria; portali che costituiscono, visivamente, un nucleo, da dove derivano gli altri elementi: pilastri, colonne, cimase, frontone, tutti convergenti sul portale stesso».[90]

Tuttavia, tali elementi andranno verso a una consumazione verso la fine del ciclo. All'inizio del XVIII secolo le chiese fanno ancora derivare la loro pianta dall'architettura chã, con disegno rettangolare, facciata austera e frontone triangolare, modello esemplificato nella cattedrale di Mariana. Pedro Gomes Chaves introdusse nel 1733 innovazioni importanti nella chiesa matrice di Nostra Signora del Pilar di Ouro Preto, con una facciata su piani disgiunti e una pianta rettangolare, che però ridefiniva lo spazio interno a forma di un decagono. Dagli anni 1750 è la facciata del Santuario di Bom Jesus de Matosinhos. Il frontespizio lavorato pietra saponaria è considerato il primo esempio brasiliano di questa soluzione decorativa, opera probabile di Jerônimo Félix Teixeira. Il santuario si distingue principalmente per il suo impianto scenografico e monumentale, e ospita il più grande e più importante gruppo di sculture di Aleijadinho.
Nella seconda metà del secolo fu costruita la chiesa del Carmelo di Ouro Preto, con una composizione innovatrice della facciata: il piano frontale cede luogo a una parete ondulata, con torri a pareti curve e oculo trilobato. Disegnata da Manuel Francisco Lisboa, il padre di Aleijadinho, il suo piano fu alterato nel 1770 da Francisco de Lima Cerqueira. Aleijadinho scolpì il portale. Aleijadinho, insieme con Cerqueira, divenne l'architetto più importante del barocco brasiliano, e le sue opere sintetizzano la maggior parte delle novità che distinguono il barocco/rococò di Minas Gerais. Il contributo di Cerqueira, a lungo messo in ombra dalla grande fama di Aleijadinho, è stato recentemente rivalutato, attribuendogli un'importanza maggiore a quella di chiunque altro, almeno per l'architettura. La chiesa di San Francesco di São João del-Rei è opera di entrambi, con una navata di pareti sinuose con un profilo che si avvicina a quello di una lira, torri cilindriche e un sagrato monumentale. Più famosa e più originale è la chiesa di San Francesco di Ouro Preto, il cui progetto è di Aleijadinho. La sua facciata è caratterizzata dalla tridimensionalità, con un volume centrale fortemente proiettato, limitato da colonne invece degli abituali pilastri, e che si collega al piano delle torri mediante pareti curve, oltre a sostituire l'oculo con un rilievo e integrare originalmente le torri cilindriche nel corpo dell'edificio, risultante in un insieme che è considerato un gioiello di armonia fra esterno e interno. La sua immagine è divenuta iconica, in quanto probabilmente è la chiesa del barocco mineiro più conosciuta in Brasile e all'estero. Ancora più audace e senza precedenti diretti né nell'architettura brasiliana né in quella portoghese è la chiesa del Rosario dei Neri di Ouro Preto, attribuita ad Antônio Pereira de Sousa Calheiros, con una pianta composta da tre ellissi intrecciate, facciata semiclindrica con un nartece a tre archi, e torri cilindriche. Secondo l'IPHAN, «la chiesa di Nostra Signora del Rosario è considerata dagli specialisti come la massima espressione del barocco coloniale mineiro».
Nonostante tutte le innovazioni, il ricorso a elementi dell'architettura chã o manierista rimase vivo per molto tempo. Per Sandra Alvim: «l'architettura manierista ha grande penetrazione, crea radici e diventa prototipo formale. In ciò che attiene a piante e facciate, guida il carattere rigido delle opere fino al XIX secolo», e secondo John Bury,
«In parallelo alla breve fioritura dello 'stile Aleijadinho', continuò a essere adottato lo stile precedente, poco influenzato dalle innovazioni del rococò. [...] Il modello convenzionale di base della chiesa mineira, con la facciata e le torri adiacenti, rimase più o meno costante per due secoli. Fino almeno alla metà del XVIII l'impostazione fu manierista nello stile gesuitico, e nonostante la nascita del brillante rococò mineiro, che eclissò lo stile precedente nei principali centri urbani della provincia nell'ultimo quarto del XVIII secolo, la severità e la monotonia del Manierismo continuarono a esercitare forte influenza sugli edifici meno ambiziosi dell'epoca. Queste caratteristiche assunsero un ruolo predominante nello stile tradizionale adottato nella costruzione e ricostruzione di chiese, come avvenne su larga scala durante l'Impero. Nella stessa Ouro Preto, capitale di Minas all'epoca coloniale, città natale di Aleijadinho e centro di sviluppo di una variante dello stile rococò che ricevette il suo nome, è una versione rustica dell'architettura manierista quella che si presenta con maggiore insistenza, e si mostra con chiarezza, nonostante i travestimenti, nelle facciate più imponenti della città».

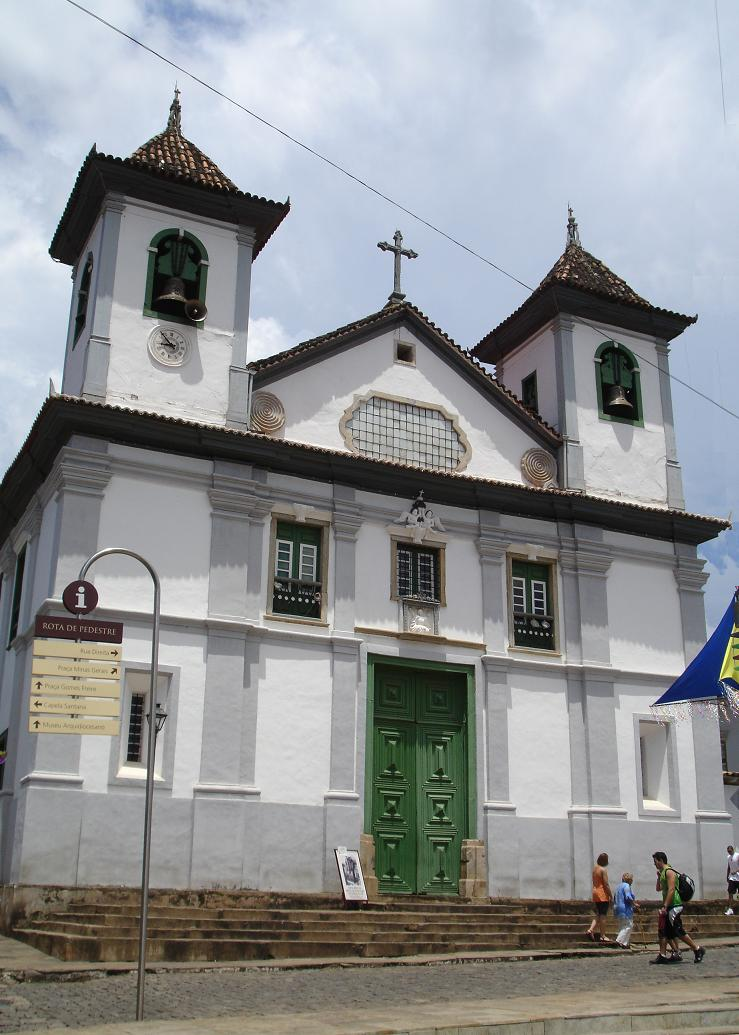
La Cattedrale di Mariana
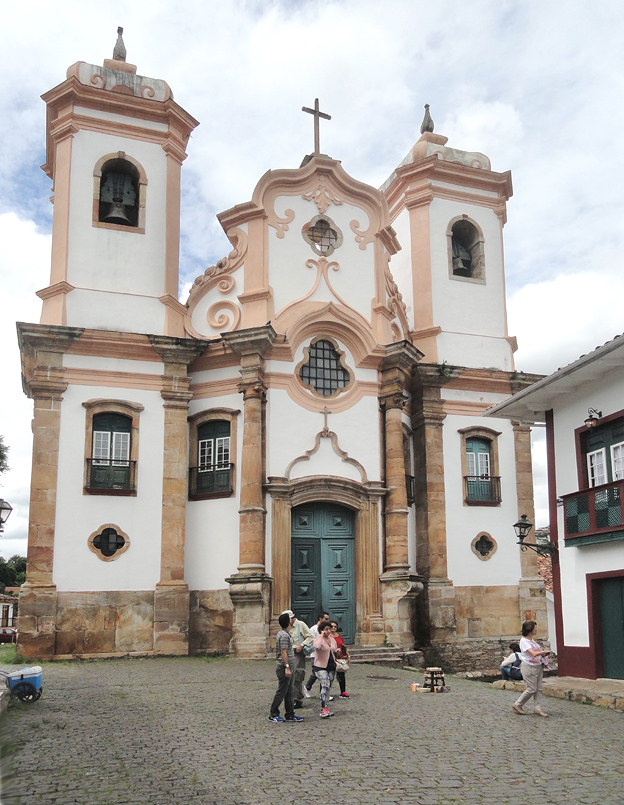
La Matrice di Nostra Signora del Pilar, a Ouro Preto
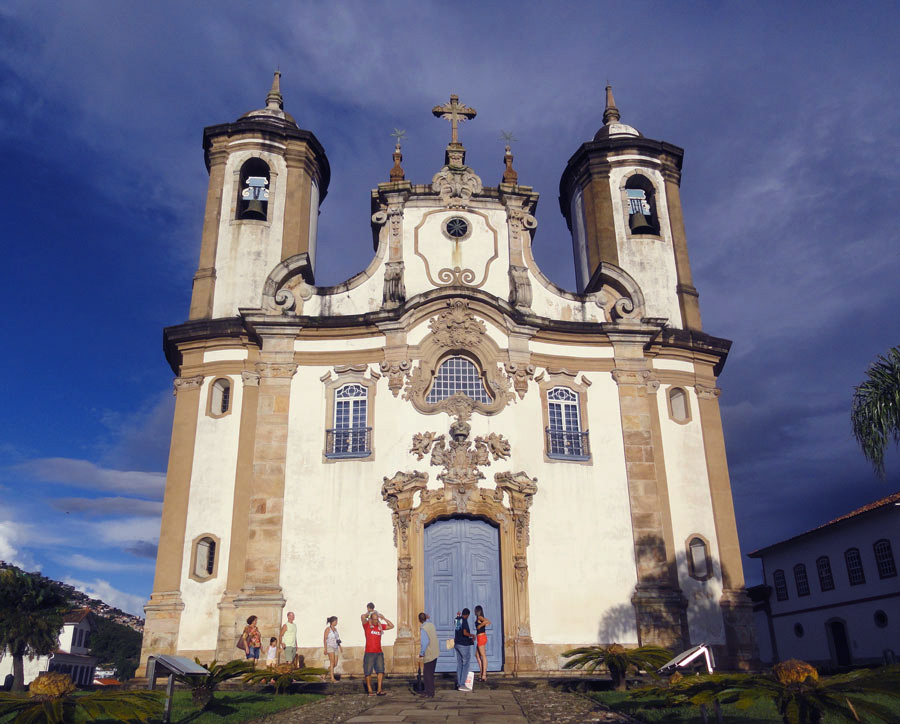
Chiesa di Nostra Signora del Carmelo a Ouro Preto
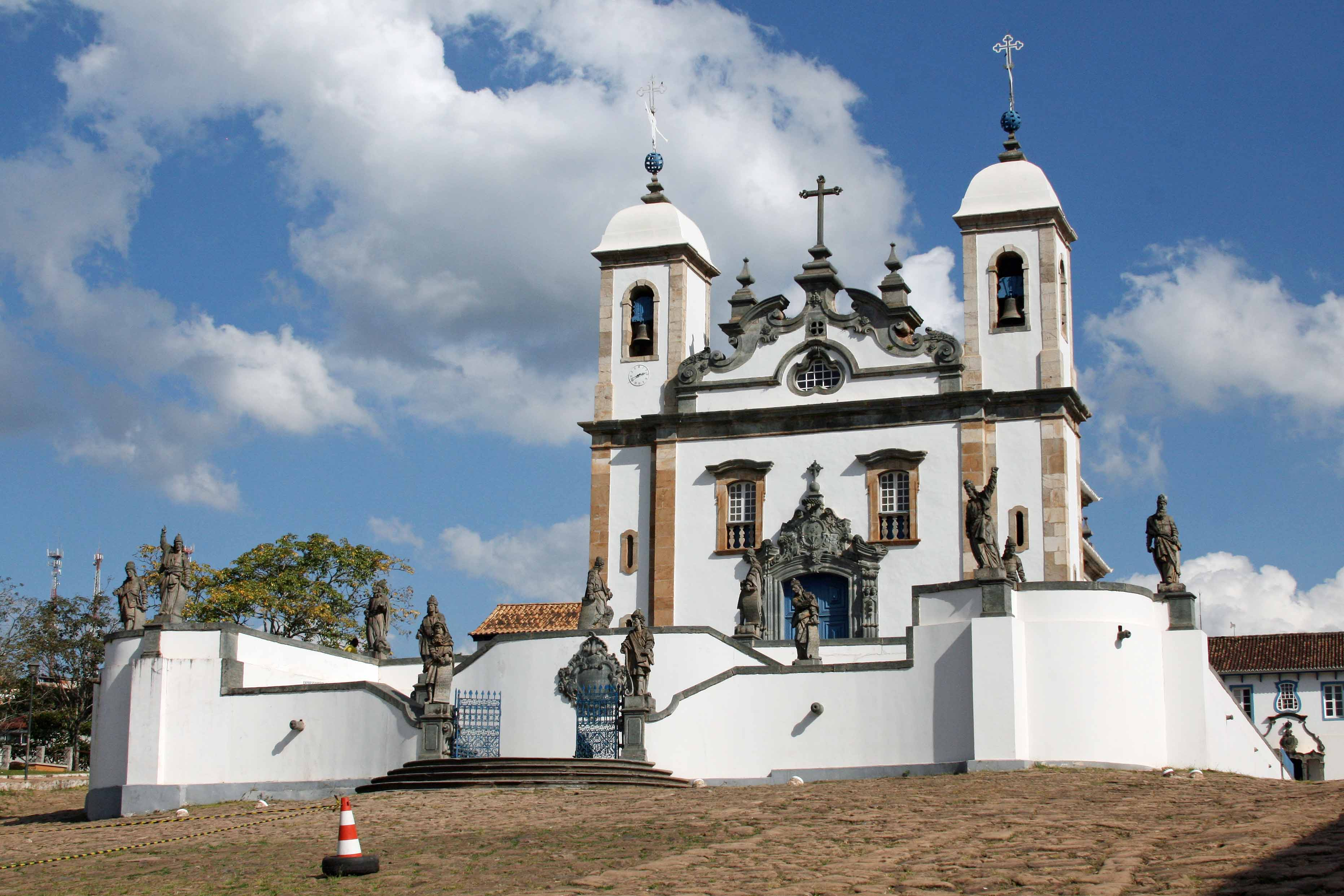
Santuario di Bom Jesus de Matosinhos, Congonhas
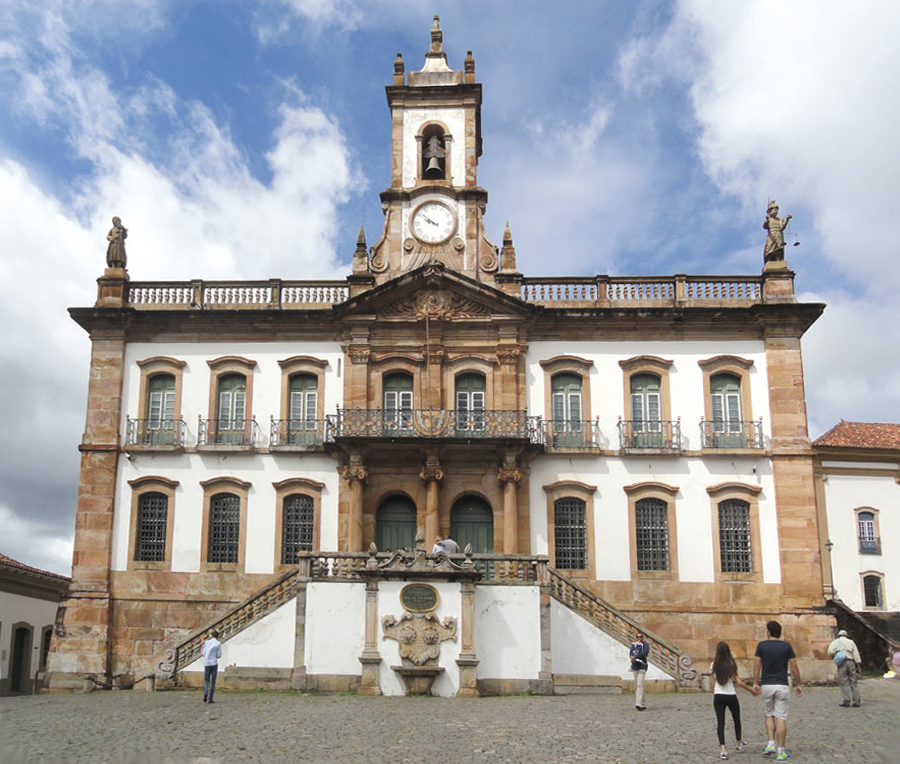
L'antica Casa da Câmara e Cadeia di Ouro Preto, oggi Museu da Inconfidência

## Arti visive

### Sistema di produzione
La condizione sociale degli artisti e le circostanze della loro attività nel Brasile coloniale sono ancora oggetto di disputa. Non si sa esattamente se la loro attività rimaneva subordinata allo statuto delle arti meccaniche e artigianali o se già era considerata parte delle arti liberali. Sembra che fino all'avvento dell'impero predominasse una forma di corporazione simile alla gilda, organizzata nella seguente maniera: il maestro era a capo della gerarchia, era il responsabile finale delle opere e della formazione e abilitazione degli apprendisti; seguiva in ordine gerarchico l'ufficiale, un professionista preparato, ma senza l'esperienza per portare a termine opere di rilievo; poi vi erano gli ausiliari, i giovani apprendisti, e gli schiavi costituivano la base della manovalanza. Ci sono anche buone prove per credere che sebbene ci sia stato un certo progresso nello status sociale degli artisti verso la fine dell'epoca barocca, i lavoratori manuali come loro, in un ambiente in cui erano presenti molti schiavi, subivano ancora un radicato disprezzo da parte dell'élite.

### Gruppi tematici

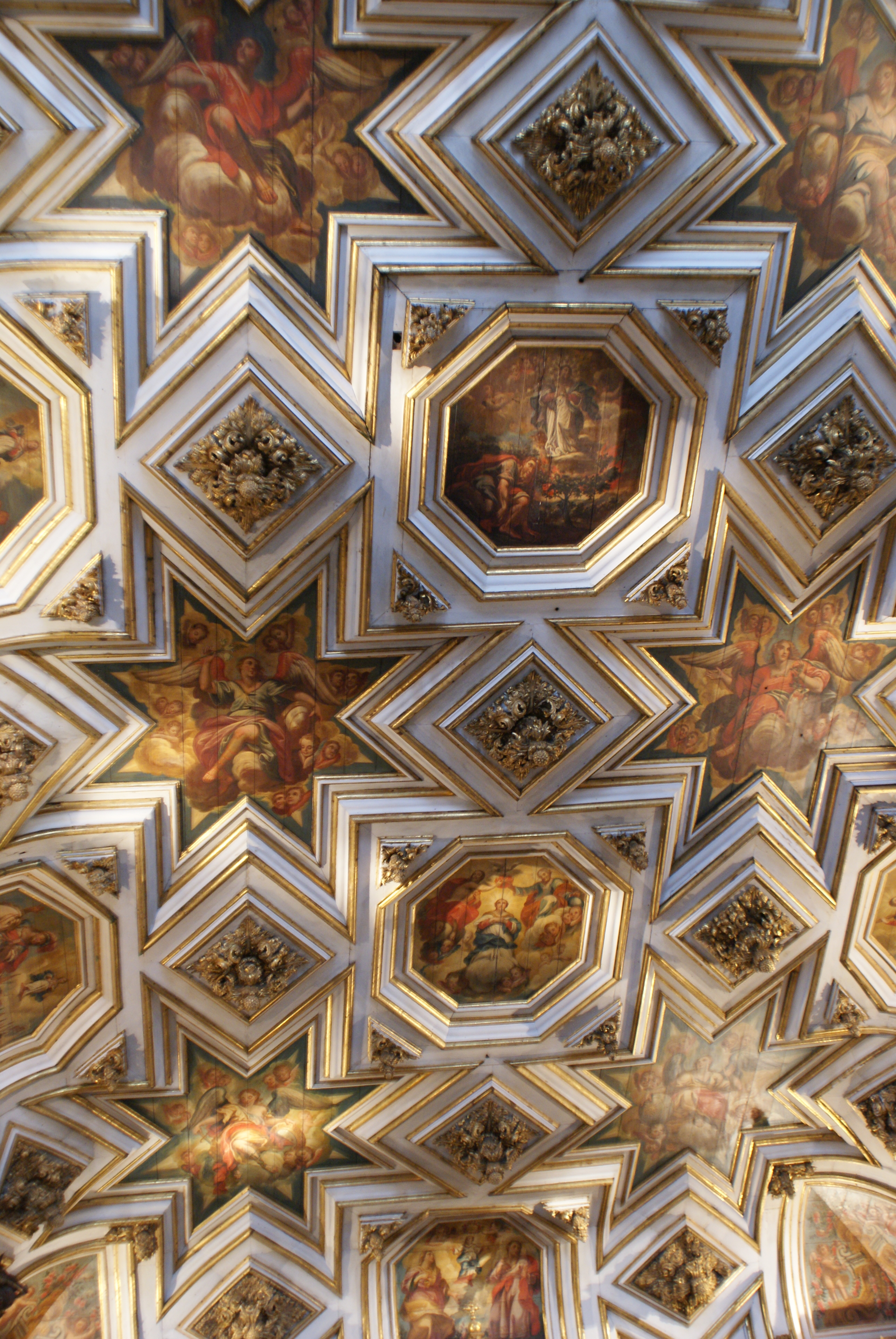
L'usanza di inserire la pittura nelle statue intagliate è ben esemplificato nel soffitto della chiesa di San Francesco, a Salvador.

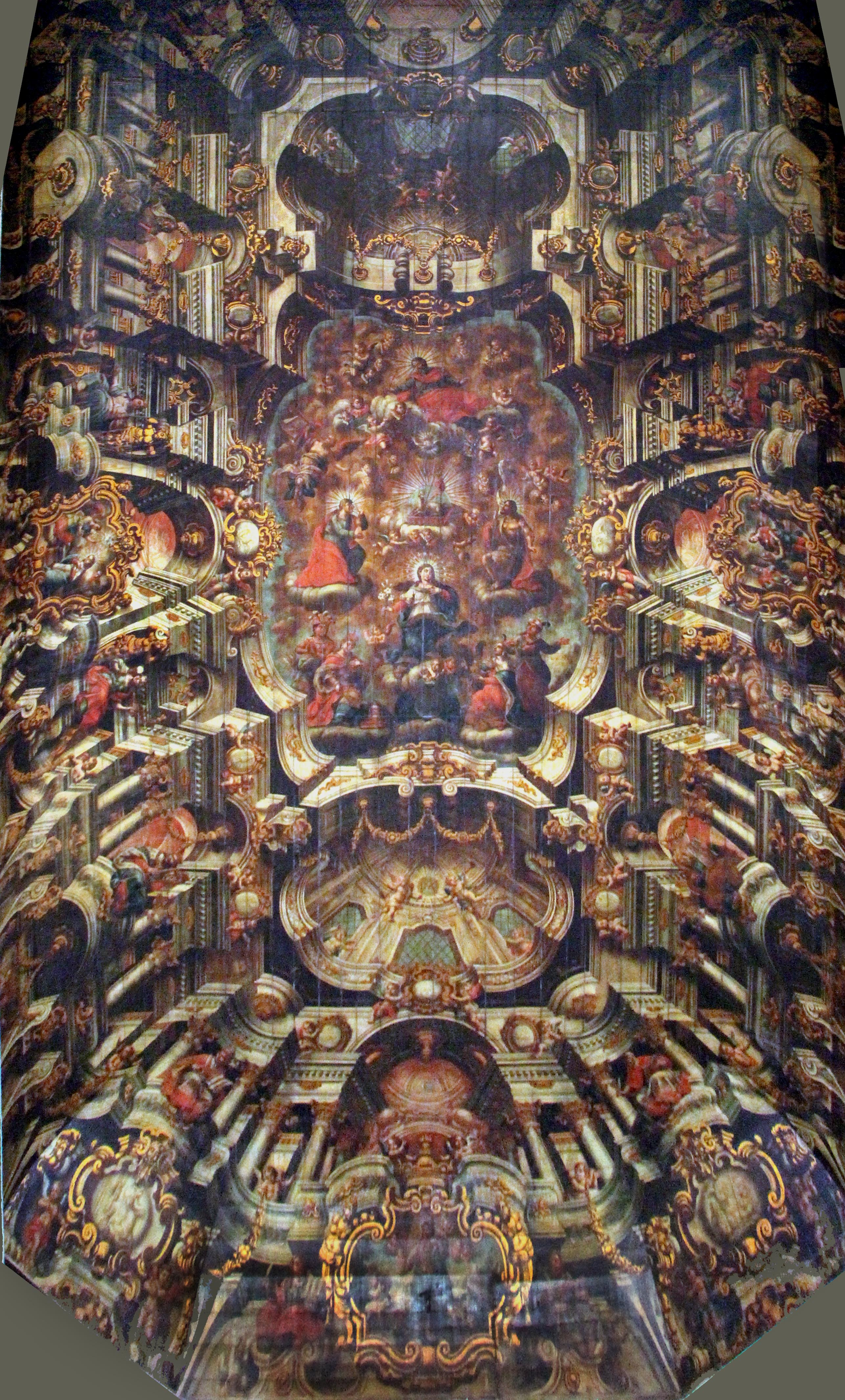
Volta della chiesa di Nostra Signora della Concezione della Spiaggia a Salvador, capolavoro di José Joaquim da Rocha.

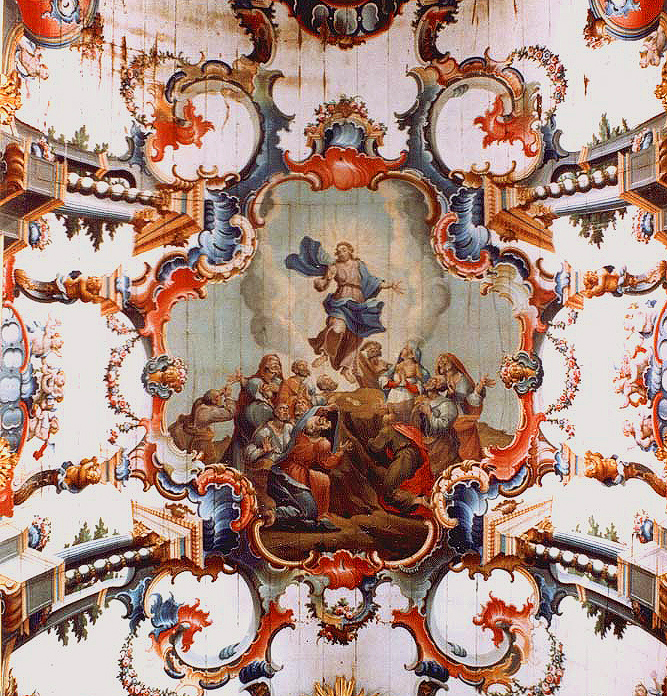
Mestre Ataíde, dettagli dell'Ascensione di Cristo, volta della Matrice di Santo Antônio a Santa Bárbara, una composizione centrale di foggia barocca inserita in una cornice nitidamente rococò mette in evidenza le sovrapposizioni stilistiche che caratterizzarono sia l'opera di questo maestro sia tutto il barocco brasiliano.

La pittura e la scultura barocche si svilupparono come arti coadiuvanti per ottenere l'effetto scenografico totale dell'architettura sacra, la chiesa, ove tutte le specialità univano i loro sforzi alla ricerca di uno stupefacente impatto sinestetico. Poiché l'arte barocca è essenzialmente narrativa, occorre menzionare i principali gruppi tematici rappresentati in Brasile. Il primo è estratto dall'Antico Testamento e offre visualizzazioni didattiche della cosmogonia, della creazione dell'uomo e dei fondamenti della fede attraverso le storie dei patriarchi ebrei. Il secondo gruppo deriva dal Nuovo Testamento e si focalizza su Gesù Cristo e sulla dottrina della salvezza, tematica elaborata mediante molte scene che mostrano i suoi miracoli, le sue parabole, la sua Passione e Risurrezione, elementi che consolidano e giustificano il Cristianesimo e lo differenziano dal giudaismo. Il terzo gruppo presenta i ritratti delle autorità della Chiesa, gli antichi patriarchi, i martiri, santi e sante, i prelati, e infine un gruppo tematico a parte è legato al culto mariano, in cui la madre di Gesù è ritratta secondo le sue molteplici invocazioni.

### Pittura
Come avveniva per tutte le arti, la Chiesa cattolica fu la maggiore committente della pittura coloniale. Per la Chiesa, compiti di base della pittura erano quelli di agevolare la catechesi e di confermare la fede dei credenti. La necessità di essere facilmente comprensibile al popolo incolto significò che il disegno dovesse predominare sul colore. Il disegno, nella concettualizzazione dell'epoca, apparteneva alla sfera della ragione e definiva l'idea da trasmettere, mentre il colore forniva l'enfasi emozionale necessaria a una migliore efficacia funzionale del disegno. In questo modo, tutta la pittura barocca è figurativa, retorica e morale. Ogni scena presentava elementi simbolici che costituivano un linguaggio visivo, ed erano usati come parole nella costruzione di una frase. Il significato di tali elementi era, all'epoca, di dominio pubblico. Le immagini dei santi mostravano i loro attributi iconografici, come gli strumenti dei loro supplizi, oppure oggetti che erano legati alle loro vicende o illustravano le loro virtù. Per esempio, San Francesco poteva apparire circondato da oggetti associati alla penitenza e alla transitorietà della vita: il cranio, la clessidra, il rosario, il libro, la disciplina e il cilicio.
Gran parte dei dipinti barocchi brasiliani fu realizzata a tempera o a olio su tavola o su tela, e inserita nella decorazione in legno intagliato. Sono rimasti alcuni rarissimi esempi della tecnica dell'affresco nel monastero di San Benedetto a Rio de Janeiro e nella chiesa dos Terésios a Cachoeira do Paraguaçu, ma non c'è traccia che la tecnica abbia avuto ulteriore diffusione. Fin dalle origini furono comuni gli ex-voto, che nel XVIII secolo si diffusero ancora di più. Di regola erano di fattura rustica, commissionati dai devoti ad artigiani popolari, o realizzati dagli stessi fedeli, in segno di riconoscenza per qualche grazia ricevuta o in pegno di qualche promessa. Gli ex-voto ebbero un ruolo importante nel primo sviluppo della pittura coloniale perché costituivano una pratica frequente, il che si spiega con lo scenario ancora selvaggio, in cui non mancavano pericoli di varia natura, contro i quali l'invocazione dei poteri celesti per l'aiuto e protezione era una costante.
Del periodo iniziale meritano menzione alcuni dei primi pittori attivi in Brasile di cui si sappia qualcosa: Baltazar de Campos, attivo nel Maranhão, produsse tele sulla Vita di Cristo per la sacrestia della chiesa di San Francesco Saverio; João Felipe Bettendorff, sempre nel Maranhão, decorò le chiese di Gurupatuba e di Inhaúba, e Frei Ricardo do Pilar, attivo a Rio con una tecnica che si avvicina alla scuola fiamminga, fu autore di un celebre Signore dei Martirî. Lourenço Veloso, Domingos Rodrigues, Jacó da Silva Bernardes e Antonio Gualter de Macedo furono attivi in diverse località fra gli stati di Pernambuco e Rio de Janeiro. Frei Eusébio da Soledade, ritenuto il fondatore della scuola di Bahia, può aver studiato con Frans Post e Albert Eckhout, artisti della corte pernambucana di Giovanni Maurizio di Nassau, durante la dominazione olandese del Nord-est.
Il XVIII secolo vide la pittura fiorire in quasi tutte le regioni del Brasile: si gettano i semi delle scuole regionali ed emergono notizie di un maggior numero di artisti. In questa fase circolava già una grande quantità di incisioni europee, che riproducevano opere di maestri celebri oppure offrivano altri modelli iconografici. Queste incisioni furono la principale fonte di ispirazione per i pittori del Brasile coloniale: vari studi documentano la loro appropriazione in massa di tali modelli, che venivano adattati alle necessità e alle possibilità delle circostanze locali. Gli stessi modelli servivano da scuola, giacché non vi erano accademie formali d'arte ed erano pochi gli artisti ben preparati. Di questi, quasi soltanto i missionari educati in Europa, che furono i primi professori di pittura del Brasile. Ciò nonostante, grazie al fatto che il patrimonio iconografico importato aveva caratteristiche molto eterogenee ed era composto da immagini di epoche e stili differenti, la pittura barocca brasiliana ha un carattere altrettanto dinamico e sfaccettato, tanto che non è possibile studiarla in una prospettiva di unità e coerenza formale. Dice Teixeira Leite:
«Tutta la pittura coloniale si vincola a tendenze e stili europei, cercando di imitarli con una comprensibile sfasatura cronologica, e con risorse tecniche limitate. Influenze fiamminghe, spagnole e in minor misura italiane, spesso assorbite attraverso riproduzioni in incisione di opere celebri europee, sono filtrate dalla visione portoghese per formare un insieme rispettabile di opere, in cui un vivido senso cromatico anima a volte un disegno rozzo e improvvisato, di sapore eminentemente popolare».
Contribuì all'arricchimento della pittura settecentesca l'introduzione in Brasile, negli anni 1730, ad opera di Antônio Simões Ribeiro e di Caetano da Costa Coelho, rispettivamente a Salvador e a Rio de Janeiro, delle prime composizioni di prospettiva architettonica illusionistica. Questa tecnica in breve ebbe molti adepti, fra cui si distinse la cerchia di José Joaquim da Rocha e la scuola mineira. José Teófilo de Jesus merita menzione per l'originalità del suo versatile talento: fu un dei maggiori esponenti della scuola di Bahia, affrontò temi mitologici e allegorici, rari nella produzione coloniale. È un buon esempio della vitalità del barocco brasiliano, le cui opere di maggior rilievo apparirono nel XIX secolo, poiché rimase in attività fino al 1847 circa, poco influenzato dal neoclassicismo. A Rio de Janeiro, nel Nord-est, a San Paulo, già a metà del XVIII secolo erano attive scuole regionali. Ma fu in Minas Gerais, altro centro fiorente, che nacque e operò Mestre Ataíde, il massimo rappresentante della pittura barocca brasiliana. Lo si ritiene un pioniere nell'organizzazione di un'estetica nativa; dipinse un soffitto molto lodato nella chiesa di San Francesco di Ouro Preto, oltre ad aver lasciato molte altre opere meritevoli.
Non si può fare a meno di citare l'arte dell'azulejo dipinto, in generale importata dal Portogallo, ove la tecnica aveva grande diffusione, e che diede una nota caratteristica a innumerevoli conventi, chiese e dimore del barocco brasiliano. A partire dal XVII secolo la tecnica si radicò in Brasile, con pannelli decorati principalmente con motivi vegetali e geometrici, somiglianti a quelli adottati nei tappeti, con ricca policromia e forte influenza degli arabeschi mudéjar. Verso la fine del secolo, i colori vanno gradualmente perdendo spazio, e nel XVIII secolo si diffuse il pannello pitturato solo d'azzurro, con tessere di minore dimensione ma con una ricca cornice ornamentale. Ciò derivò dalla porcellana cinese apprezzata dai portoghesi, che era in larga parte monocromatica, e dalle innovazioni nella tecnica di cottura, che rese possibile la produzione di azulejos in scala industriale. In questa fase i pannelli diventano narrativi, con composizioni figurative complesse e una tematica diversificata, spesso con scene profane, storiche, paesaggi e allegorie. Questa iconografia fu in generale ricavata da stampe e incisioni. Alla fine del XVIII secolo tornano i colori, stabiliti in una tavolozza di quattro tinte. Fino alla metà del XVIII secolo gli azulejos furono creati da artigiani anonimi, ma in seguito cominciano ad emergere alcuni nomi, nella cosiddetta "fase dei grandi maestri", fra cui i maggiori sono Bartolomeu Antunes, Valentim de Almeida e soprattutto António de Oliveira Bernardes, considerato il maggiore azulejista del barocco portoghese.

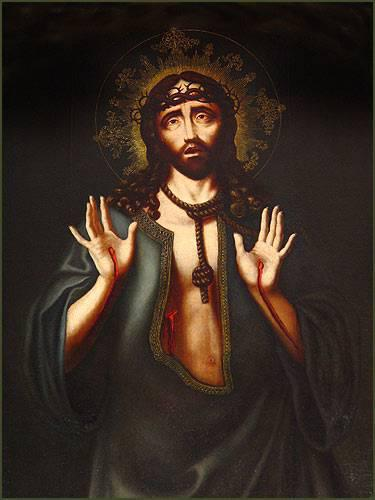
Frei Ricardo do Pilar, dettaglio del Signore dei Martirî, monastero di San Benedetto, Rio de Janeiro
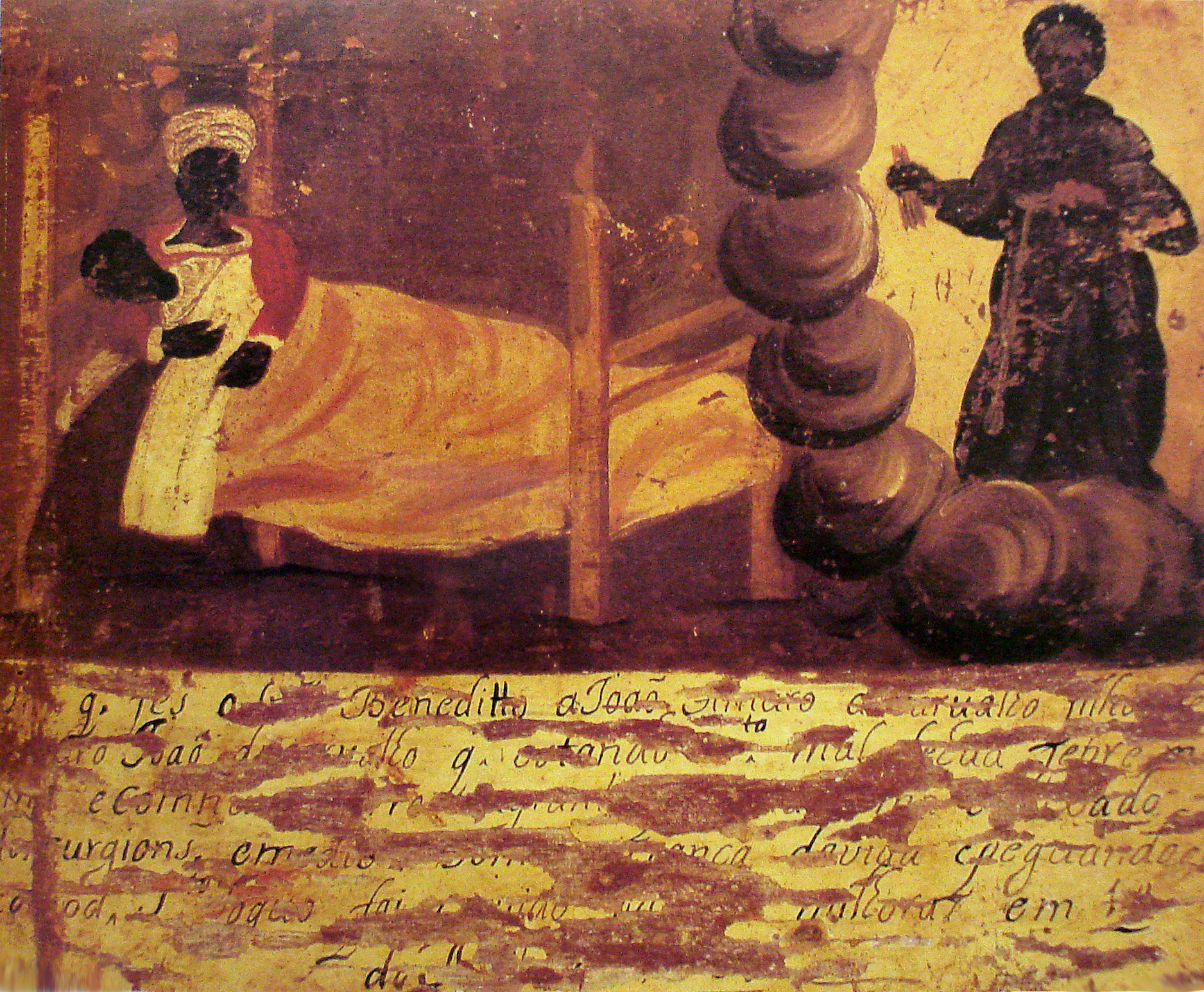
Anonimo, Ex-voto di invocazione a San Benedetto, XVIII secolo. Museu da Inconfidência, Ouro Preto
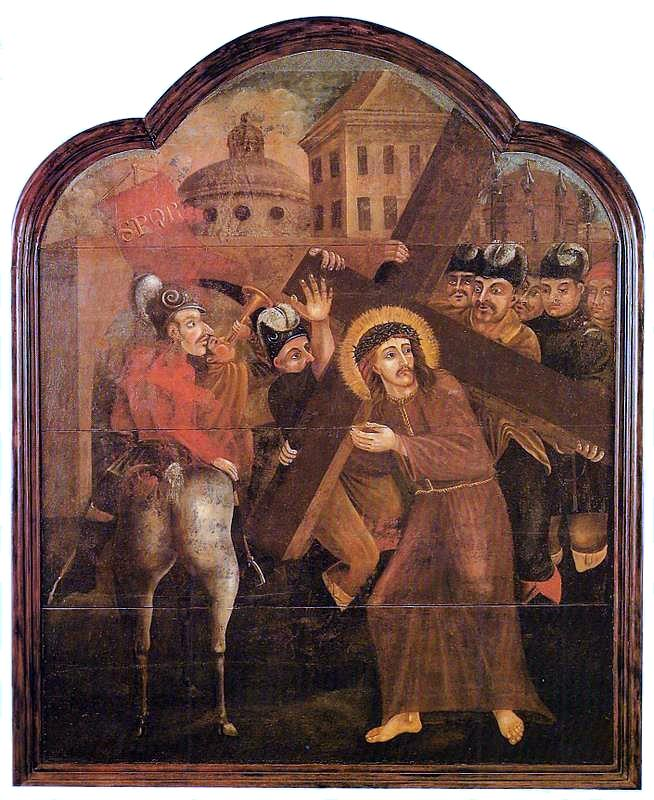
Anonimo, Gesù porta la croce, XVIII secolo, Museu Histórico Nacional
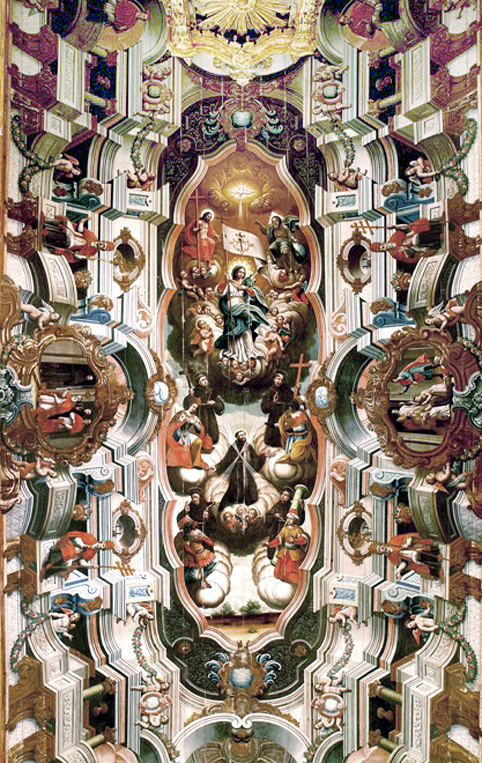
Glorificazione dei Santi Francescani, XVIII secolo, soffitto della chiesa di Sant'Antonio, a João Pessoa
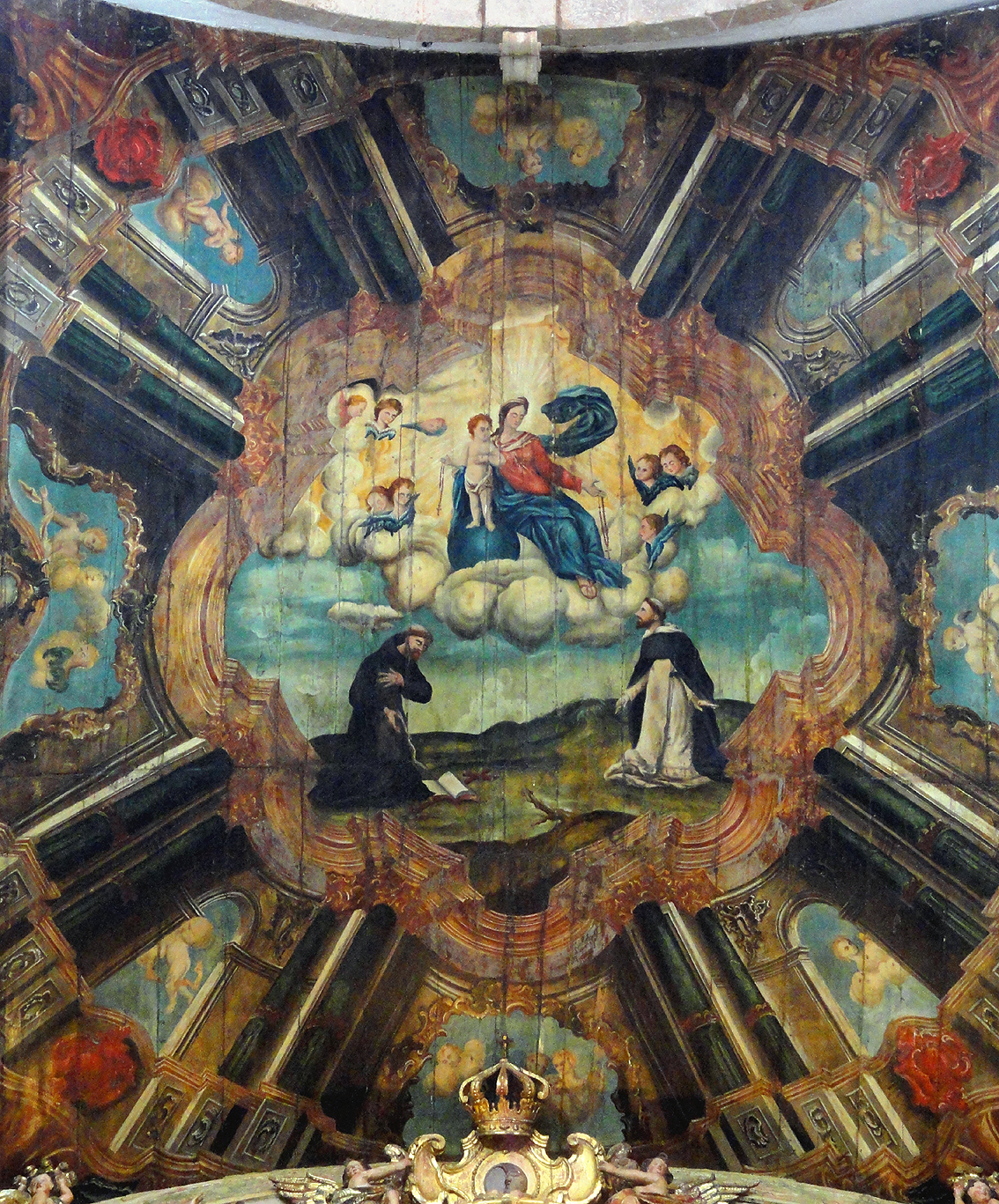
Nostra Signora del Rosario, XVIII secolo, soffitto del presbiterio della chiesa del Rosario dei Neri, a Tiradentes

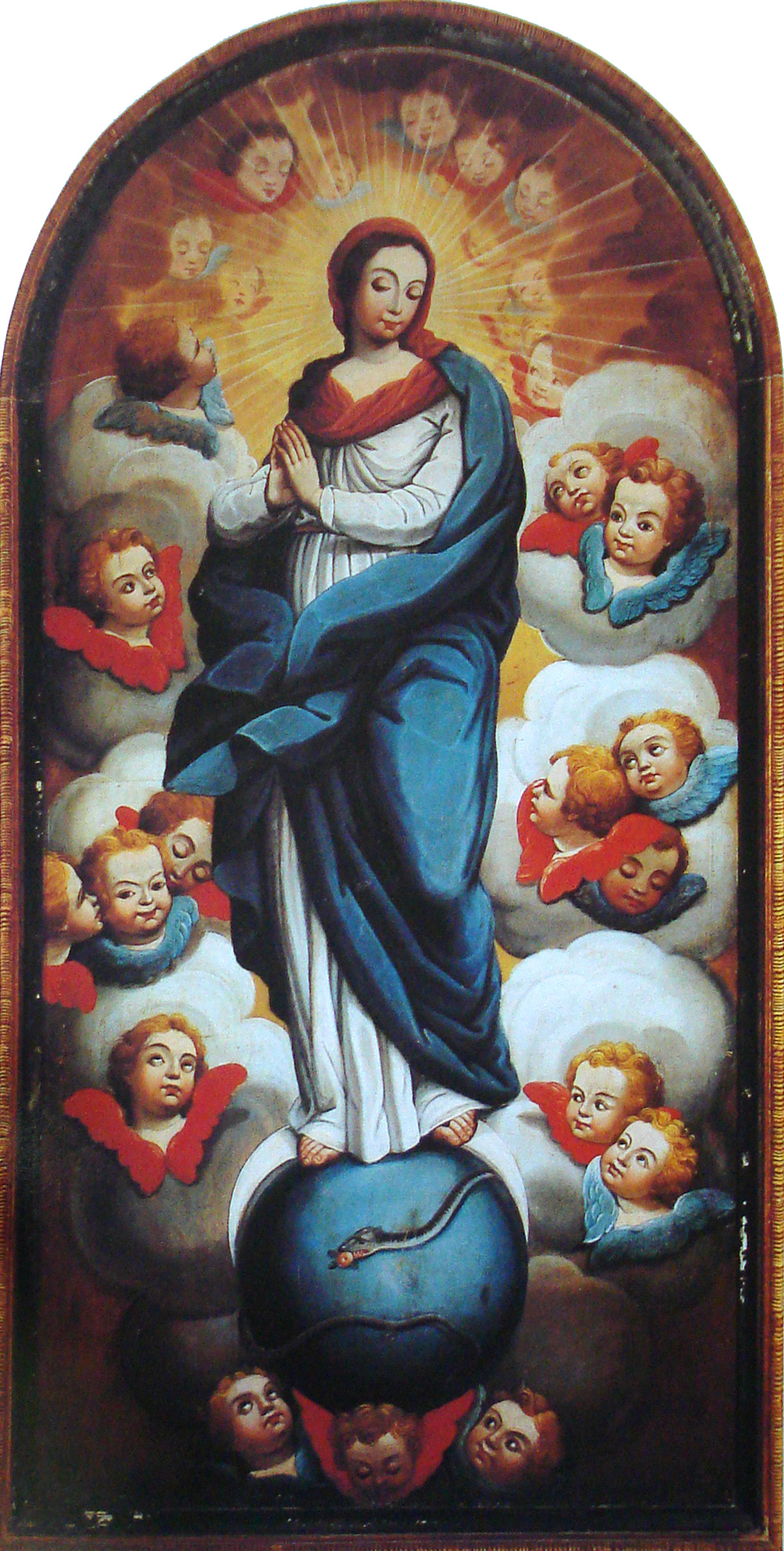
João Nepomuceno Correia e Castro, Immacolata Concezione, Museu da Inconfidência
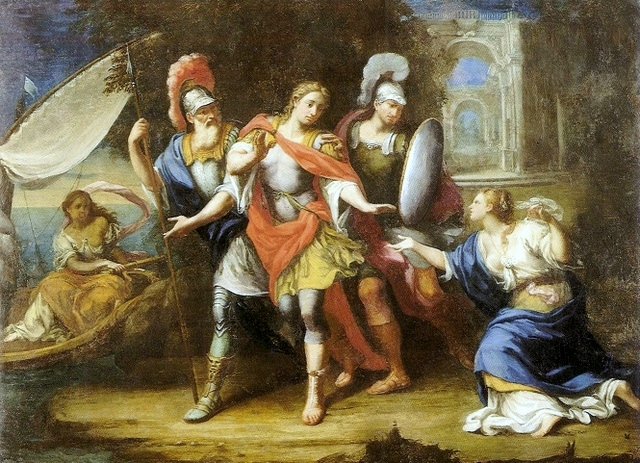
José Teófilo de Jesus, Il ratto di Elena, XVIII secolo, Museu de Arte da Bahia, raro esempio di tema profano
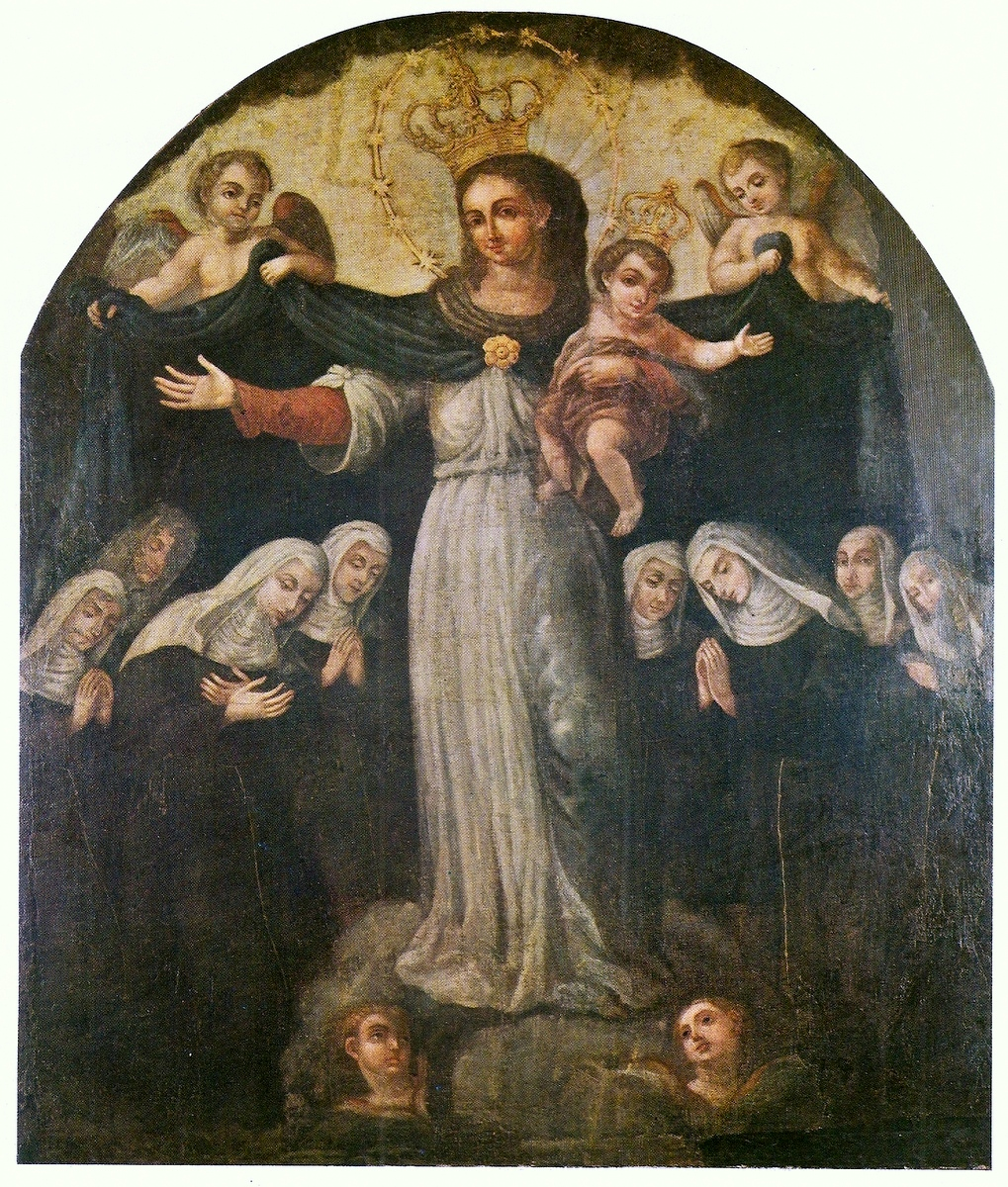
Nostra Signora dell'Aiuto, di scuola fluminense, XVIII secolo, Museu Nacional de Belas Artes
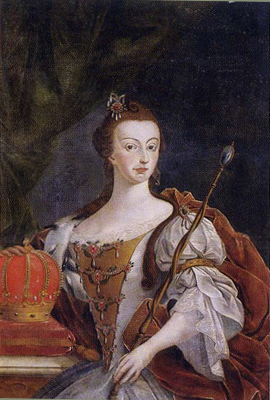
José Leandro de Carvalho: Ritratto di Maria I, uno dei rari ritratti ufficiali in Brasile, Museu Histórico Nacional
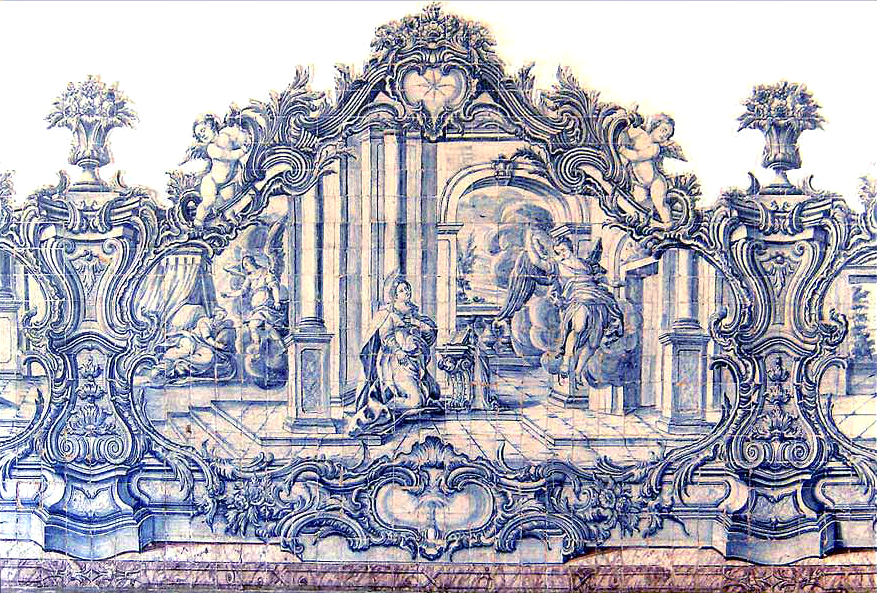
Azulejos al Convento di San Francesco di Olinda

### Statuaria
Il barocco diede origine a una vasta produzione di statuaria sacra. Parte integrante della pratica religiosa, la statuaria devozionale trovava spazio sia in chiesa sia nelle dimore private. Cabral portò con sé una statua di Nostra Signora dei Naviganti, e i primi esemplari di statue furono di importazione portoghese, giunte con i missionari. Lungo tutto l'epoca barocca l'importazione di opere continuò, e molte di quelle ancora presenti nelle chiese e nelle collezioni museali sono di origine europea. Ma dal XVI secolo cominciarono a formarsi scuole locali di scultura, gestite principalmente da religiosi francescani e benedettini, ma con alcuni artigiani laici, che lavoravano principalmente l'argilla. Le prime effigi in argilla cotta prodotte in Brasile di cui esiste notizia sicura sono opera di João Gonçalo Fernandes, datate nel decennio del 1560 e sopravvissute fino a oggi. Fu impiegata una tecnica alla quale gli indigeni potevano contribuire più attivamente, insegnando ai bianchi tecniche di pittura su ceramica e conoscenze su pigmenti naturali come la tabatinga e il tauá che erano impiegati da millenni. Gli indios diedero il loro contributo anche come autori di statue di santi, specialmente nelle riduzioni del Sud e in alcune del Nord-est, e in questi casi spesso si incontrano tratti somatici indios nel volto delle immagini, come si verifica in alcune sculture delle Misiones Orientales. Già i gesuiti avevano dato preferenza al legno, che dalla fine del XVII secolo divenne predominante, e provocò anche modifiche nella conformazione delle opere. La tecnica dell'epoca esigeva che le opere di argilla fossero modellate compattamente, con un rilievo basso e senza parti sporgenti, che si potevano facilmente rompere durante la cottura. Invece il legno rendeva possibile la scultura con forme aperte, svolazzanti e dinamiche, molto più libere nello spazio tridimensionale. La maggior parte della statuaria barocca brasiliana finì per essere creata in legno policromo. L'argilla fu usata soprattutto all'inizio, sebbene non sia mai stata completamente abbandonata, e la pietra fu impiegata raramente, e riservata alla decorazione delle facciate e dei monumenti pubblici.

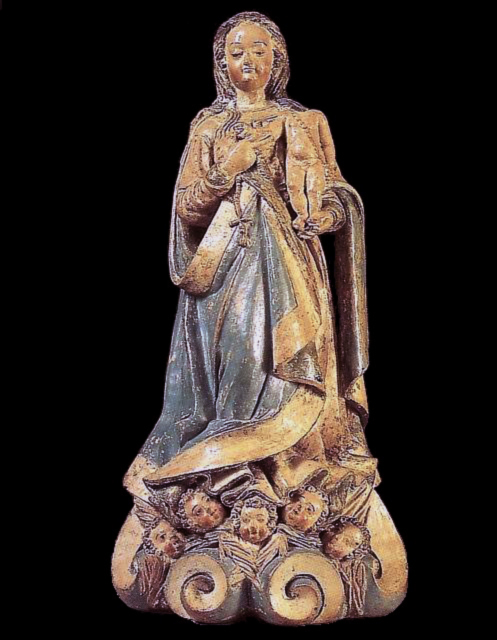
Frei Agostinho de Jesus: Nostra Signora del Rosario, XVII secolo, argilla. Patrimonio Artistico-Culturale dei Palazzi del Governo dello Stato di San Paolo.

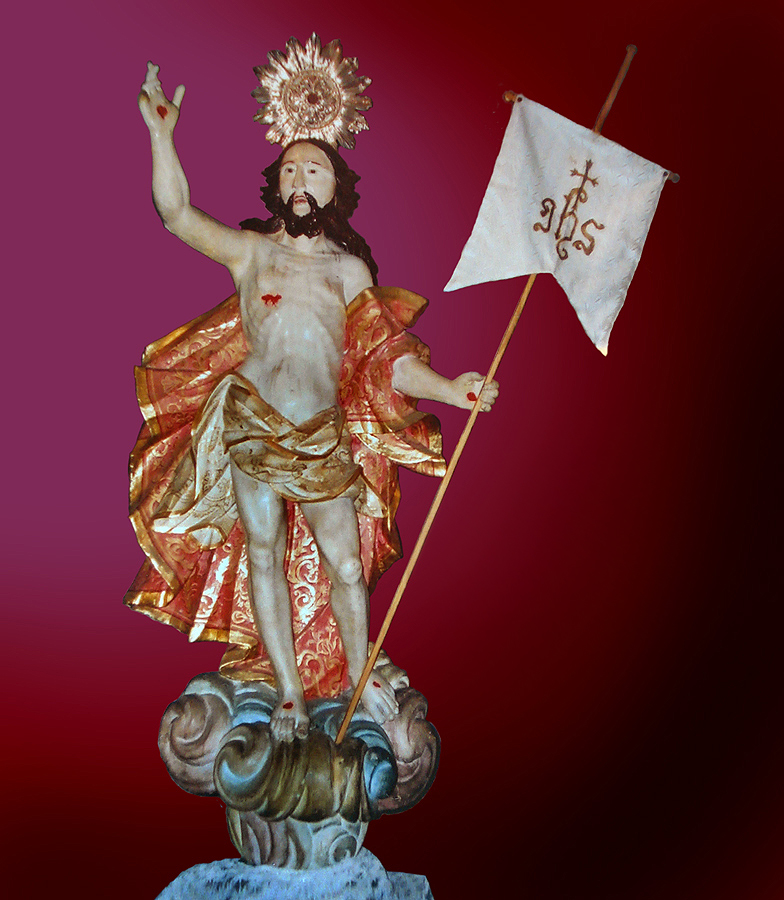
Cristo risuscitato, scuola di Bahia, legno, XVIII secolo. Chiesa di San Francesco, Salvador.

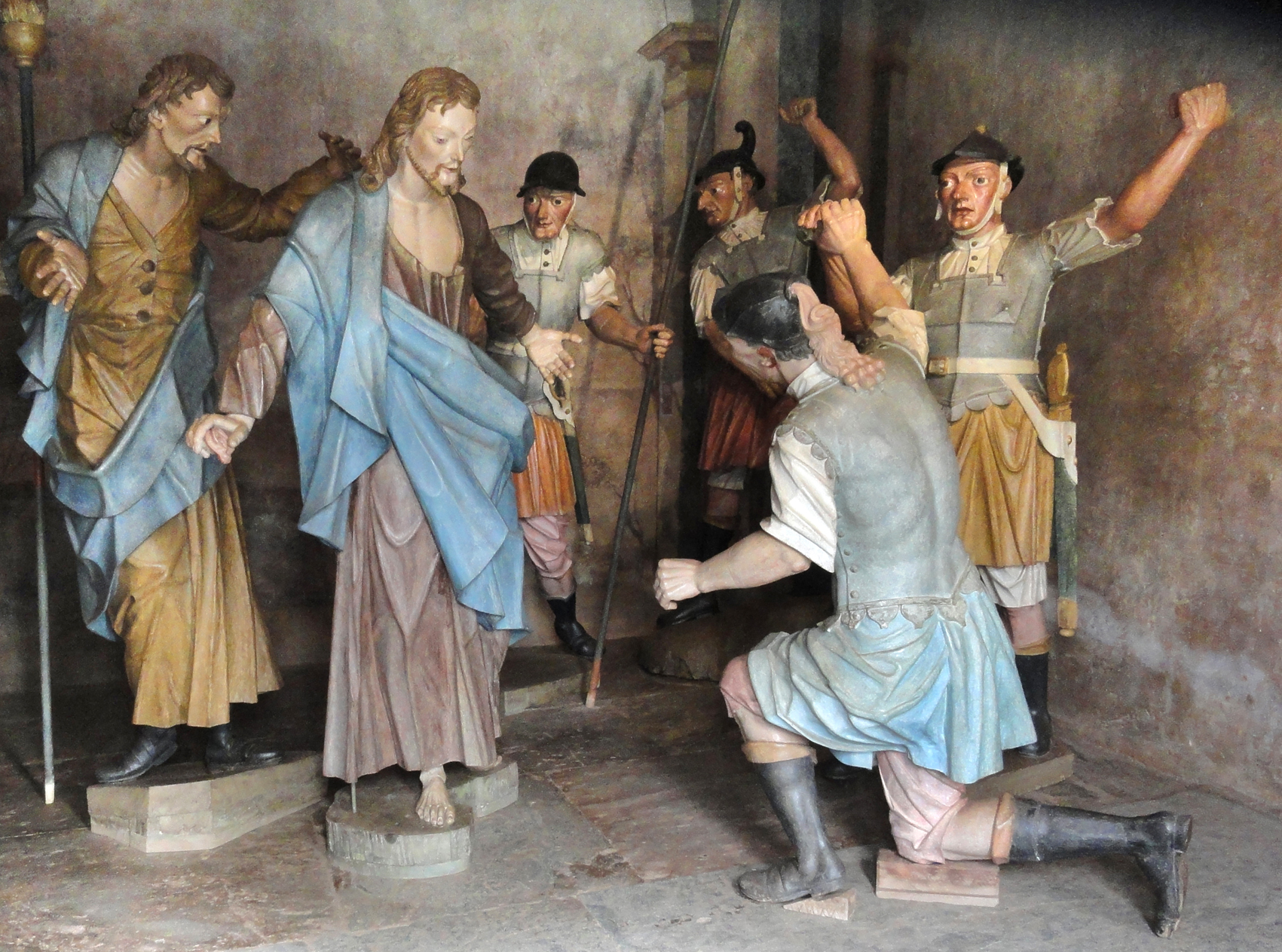
Aleijadinho: Cristo guarisce l'orecchio tagliato di Malco, XIX secolo, legno. Santuario di Bom Jesus de Matosinhos, Congonhas.

Prodotto in Brasile o importato, difficilmente si poteva trovare una casa che non avesse almeno un santo scolpito per devozione: la statuaria divenne un bene di largo consumo, quasi onnipresente, di gran lunga più comune della pittura, con esemplari di grande dimensioni, ad altezza naturale o anche maggiore, fino a opere in miniatura per l'uso pratico durante i viaggi. Salvador specialmente divenne un centro esportatore di statuaria per le località più distanti del paese, e la sua scuola regionale ebbe tanto vigore che non si interruppe se non nel XX secolo. Un'altra scuola del Nord-est importante fu quella di Pernambuco, con una produzione di alta qualità, ma ancora poco studiata. La maggior parte delle opere sopravvissute rimane anonima; di solito non erano firmate e le analisi stilistiche spesso non sono sufficienti per determinare con precisione la loro origine, in quanto l'iconografia seguiva canoni convenzionali che si ripetevano dappertutto e l'interscambio delle opere attraverso il paese era consistente; tuttavia, alcuni nomi furono tramandati dalla tradizione orale o mediante le ricevute del pagamento delle opere. Tra questi, si possono citare Agostinho de Jesus, attivo a Rio de Janeiro e a San Paolo; fra Agostinho da Piedade, José Eduardo Garcia, Francisco das Chagas, il Cabra, Félix Pereira Guimarães e Manuel Inácio da Costa, attivi a Salvador; Veiga Valle, a Pirenópolis; Francisco Xavier de Brito, che operò tra Rio de Janeiro e Minas Gerais, Manoel da Silva Amorim, a Pernambuco, Bernardo da Silva, della scuola di Maranhão, Simão da Cunha e Mestre Valentim, a Rio de Janeiro. Fecero parte della scuola di Minas Gerais Francisco Vieira Servas, José Coelho Noronha, Felipe Vieira, Valentim Correa Paes e Bento Sabino da Boa Morte.
Con la sedimentazione della cultura nazionale verso la metà del XVIII secolo, e con la moltiplicazione di artefici più abili, si nota un crescente raffinamento nelle forme e nella definizione delle opere, e appaiono immagini di grande espressività. Tuttavia, l'importazione di statuaria direttamente dal Portogallo continuò e anzi si accrebbe con l'arricchimento della colonia, in quanto le classi superiori preferivano esemplari meglio rifiniti e di maestri più eruditi. Allo stesso tempo si moltiplicavano le scuole regionali, fra cui si distinsero quelle di Rio de Janeiro, di San Paolo, di Maranhão, di Pará e di Minas Gerais, in cui la partecipazione dell'elemento negro e mulatto fu essenziale e in cui si svilupparono tratti tipici regionali ben distinti, che potevano incorporare elementi arcaizzanti o di varie scuole in sintesi eclettiche. Come scrisse Ailton de Alcântara, «è in questo contesto che uomini umili, ma capaci, avvalendosi della prospettiva formale che apprendevano per mezzo dell'esperienza, orientati appena dalla tradizione orale e dall'esercizio ripetitivo, vanno a essere identificati dall'ambiente in cui vivevano come fabbricatori di santi e di diversi altri oggetti di devozione». Aleijadinho rappresenta il coronamento e la definitiva grande manifestazione della scultura barocca brasiliana, con un'attività densa e magistrale svolta nella regione di Ouro Preto, specialmente al Santuario di Bom Jesus de Matosinhos, a Congonhas, che possiede una serie di grandi gruppi scultorei nelle stazioni della Via Crucis, in legno policromo, e i celebri Dodici Profeti, di pietra saponaria, nell'atrio della chiesa.
Di regola le statue erano dipinte con colori vivaci e non di rado erano dorate; venivano anche decorate con ornamenti accessori come corone e raggiere in argento e oro, che potevano essere tempestati di pietre preziose. Potevano anche avere occhi di vetro, denti d'avorio e vestiti di tessuto. Le grandi estátuas de roca, principalmente i tipi del Signore della Passione e della Mater Dolorosa, che frequentemente si portavano in processione, potevano avere capelli veri, al fine di enfatizzare il loro aspetto realistico, e arti mobili, per rendere possibile il loro uso in rappresentazioni sacre. Per la pittura l'effigie in materiale grezzo riceveva una mano di un preparato a base di argilla e colla, noto come bolo armeno, che ricopriva i pori del legno o dell'argilla e rendeva la superficie liscia per il passo successivo. Se le vesti della figura dovevano essere dorate, erano applicate sullo strato di bolo armeno finissime foglie d'oro, che potevano essere lucide per conferire brillantezza, oppure no, dando luogo a una doratura scura. La placcatura in argento era più rara, e più costosa, poiché non c'erano miniere d'argento in Brasile e il materiale era ottenuto dalla fusione di monete peruviane. Sull'oro o sull'argento era stesa la tinta, olio o tempera oleosa, e per rendere visibile il metallo prezioso sottostante la tinta era rimossa nelle parti necessarie, il che rendeva possibile il disegno di intricati motivi floreali o astratti, che imitavano broccati e bordatura di panni, che davano all'effigie un aspetto sontuoso, secondo il gusto barocco. A questa decorazione particolare si diede il nome di "estofamento". La pittura del volto, delle mani, dei piedi o di altre parti visibili del corpo si chiamava "encarnação", e come il nome suggerisce, intendeva imitare l'effetto della carne umana. Negli esemplari d'avorio, più rari, il materiale poteva essere lasciato apparente.
La statuaria privata spesso era intronizzata in cappelle od oratori, che potevano arrivare a essere mobili lussuosi e molto ornati. Quando un'immagine si deteriorava poteva essere scartata, lanciandola in mare, o in un fiume, interrandola in una chiesa o collocandola in un'edicola di strada. Nelle feste solenni, o per sciogliere un voto, la statuaria più antica poteva essere rinnovata, con la scultura di nuovi dettagli o con una ridipintura. Oppure si potevano aggiungere vestiti di seta e bordature d'oro e di pietre preziose e semipreziose o corone, raggiere e insegne.
Un altro tipo di statuaria che fu molto popolare fu il gruppo del presepio. La tradizione del presepio in Brasile fu introdotta, come pare, da padre José de Anchieta, che, aiutato dagli indios, modellava piccole figure in argille per insegnare loro la dottrina cristiana. Alcuni presepi brasiliani arrivarono a contare decine di figure, con molte scene parallele e uno scenario miniaturizzato per contestualizzarle. A metà del XIX secolo fiorì a San Paolo una scuola di statuaria popolare in argilla che incontrò un'enorme domanda e produsse le cosiddette "paulistinhas", immagini molto semplici per il culto domestico, ma che seguivano i modelli della tradizione barocca. Uno degli artigiani più noti di questa scuola fu Benedito Amaro de Oliveira, il Dito Pituba.

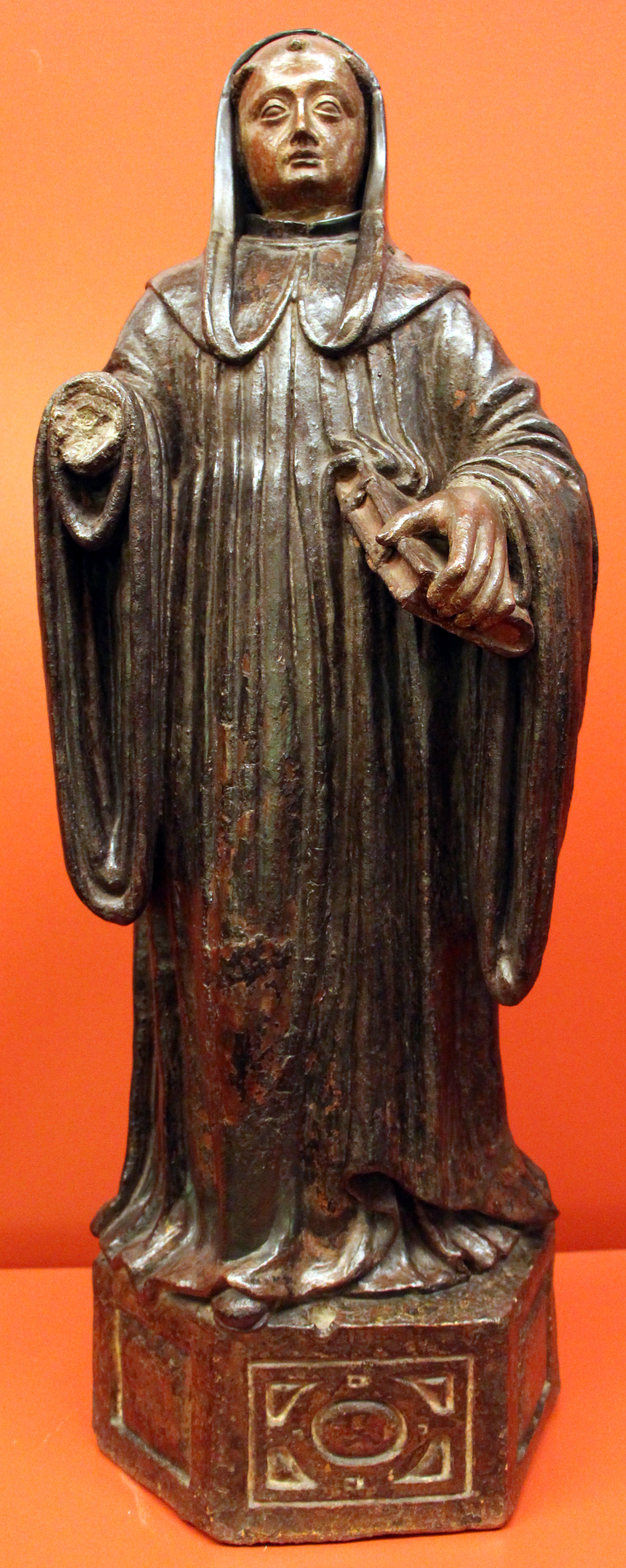
Frei Agostinho da Piedade (attribuito), Santo Amaro, XVII secolo, dall'antica chiesa matrice di Santana de Parnaíba, Museo di Arte Sacra di San Paolo
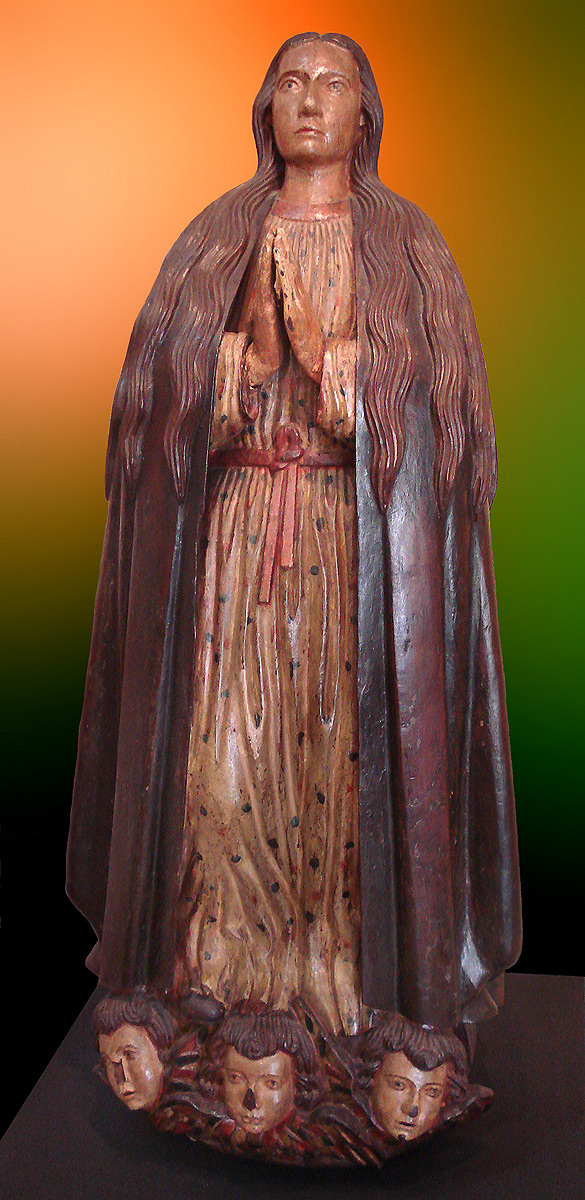
Nostra Signora della Concezione, proveniente dalle riduzioni guaraní, XVIII secolo, Museo Júlio de Castilhos
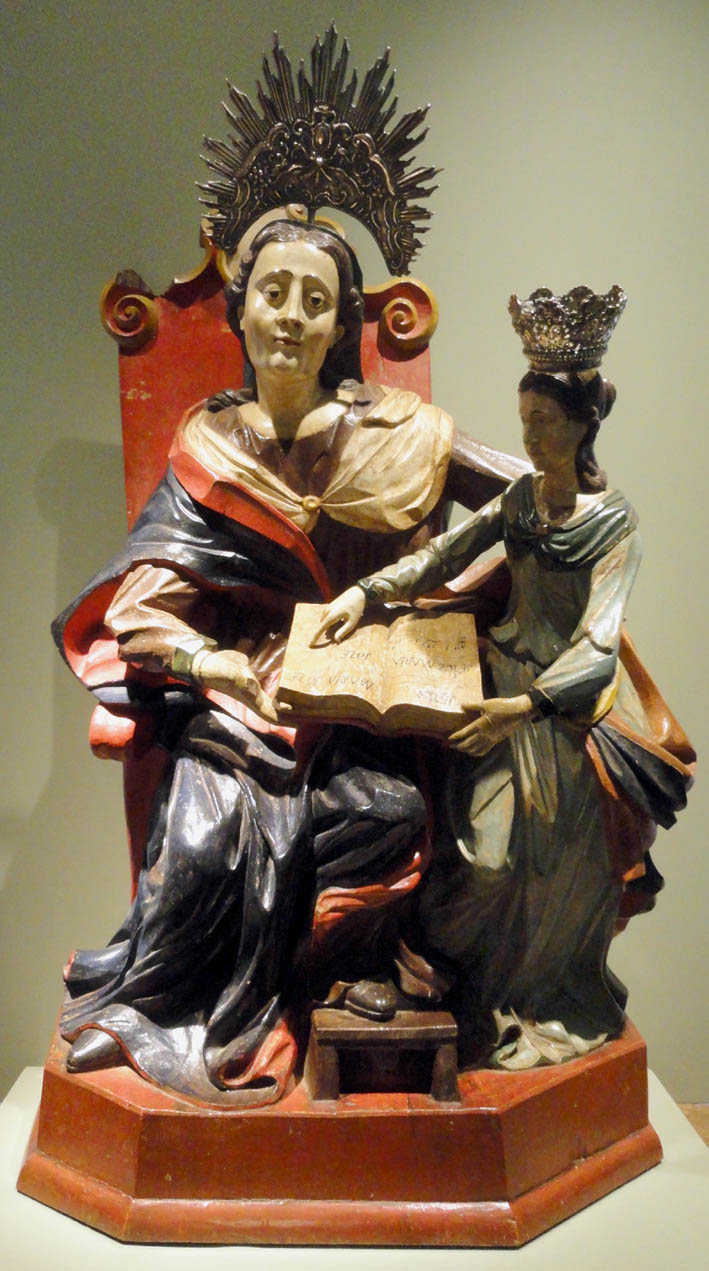
Sant'Anna Maestra, XVIII secolo, Museo di Sant'Anna
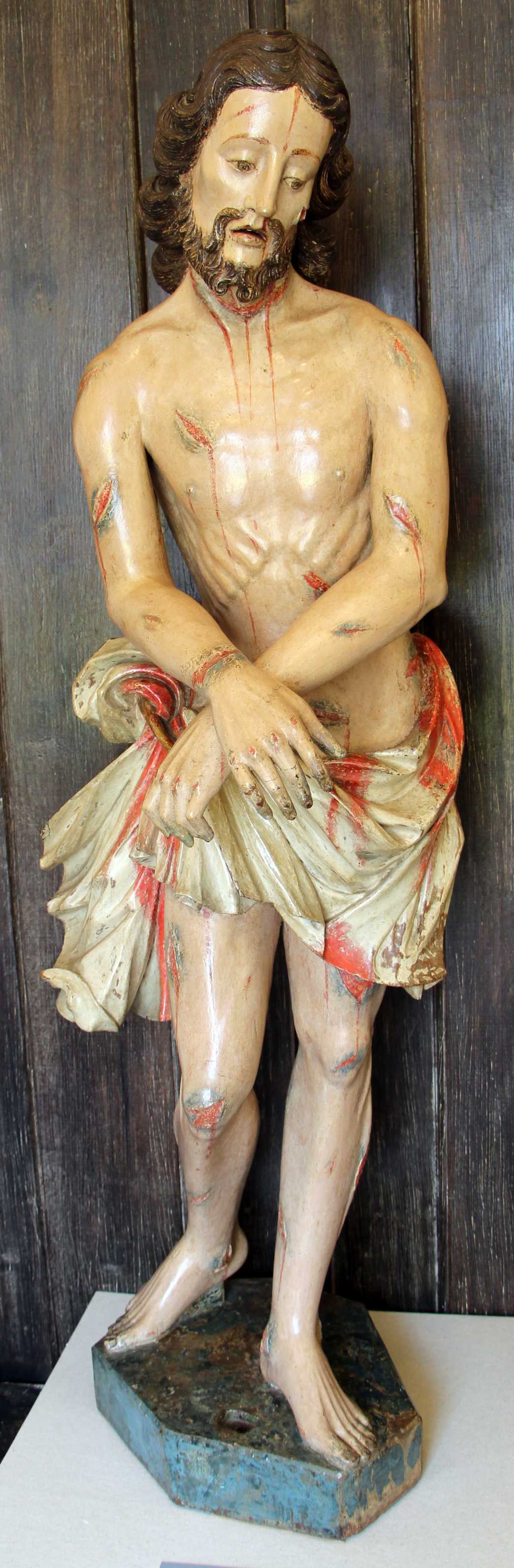
Cristo flagellato, XVIII secolo, Museo di Arte Sacra di San Paolo
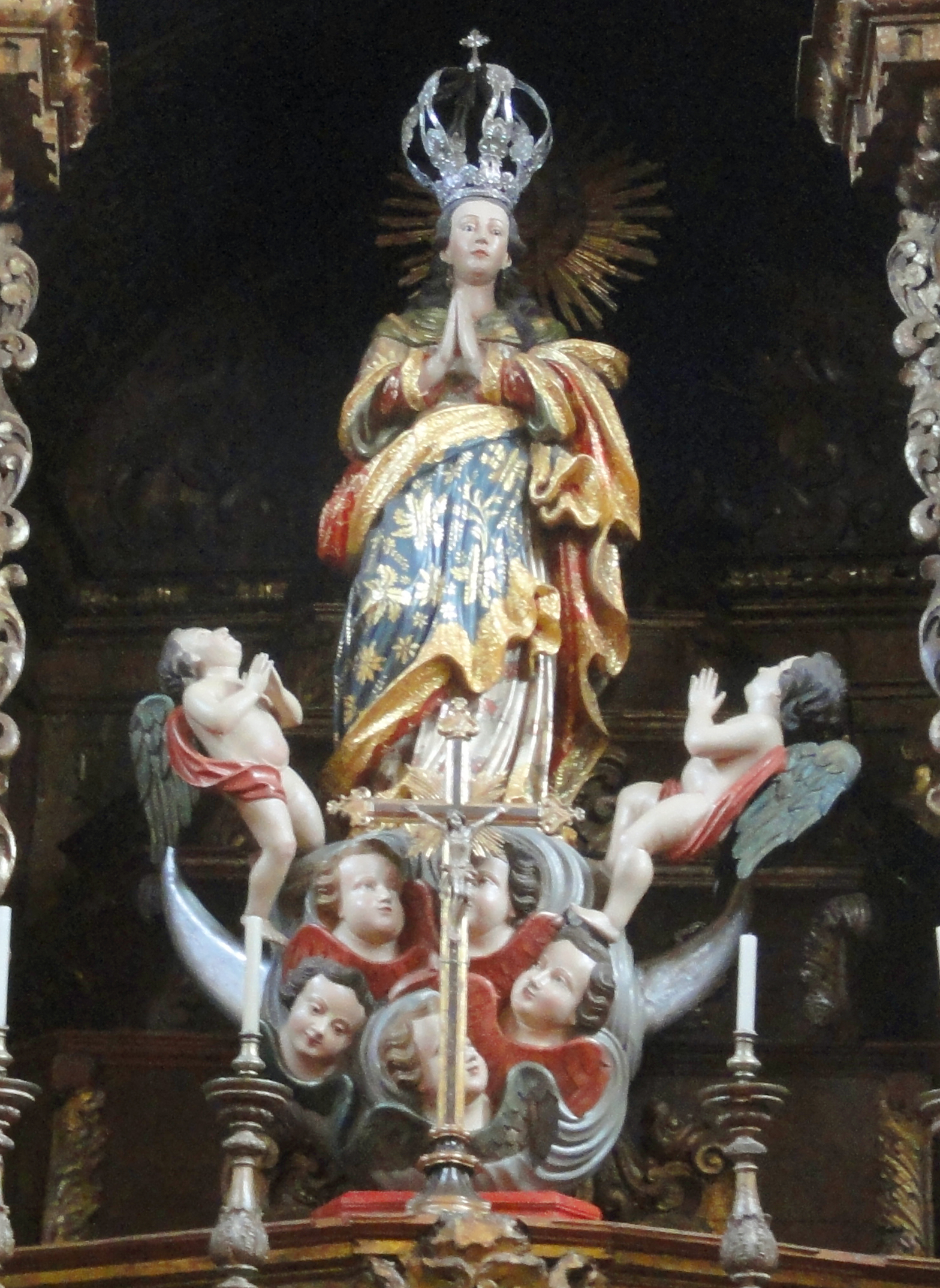
Nostra Signora della Concezione, XVIII secolo, chiesa matrice di Sabará

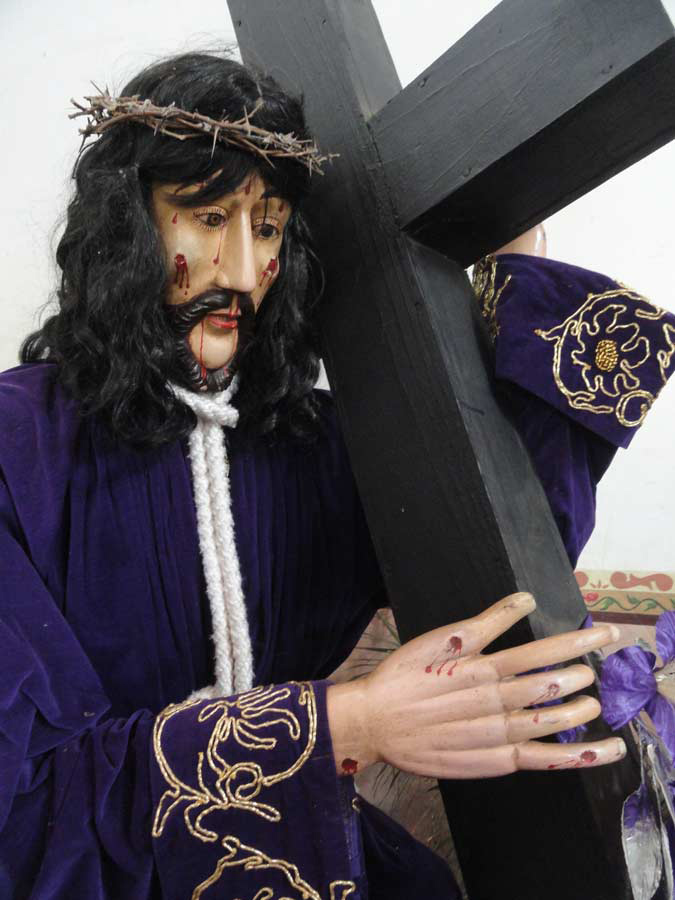
Nostro Signore della Passione, estátua de roca processionale, XVIII secolo, chiesa di San Francesco d'Assisi, Sabará
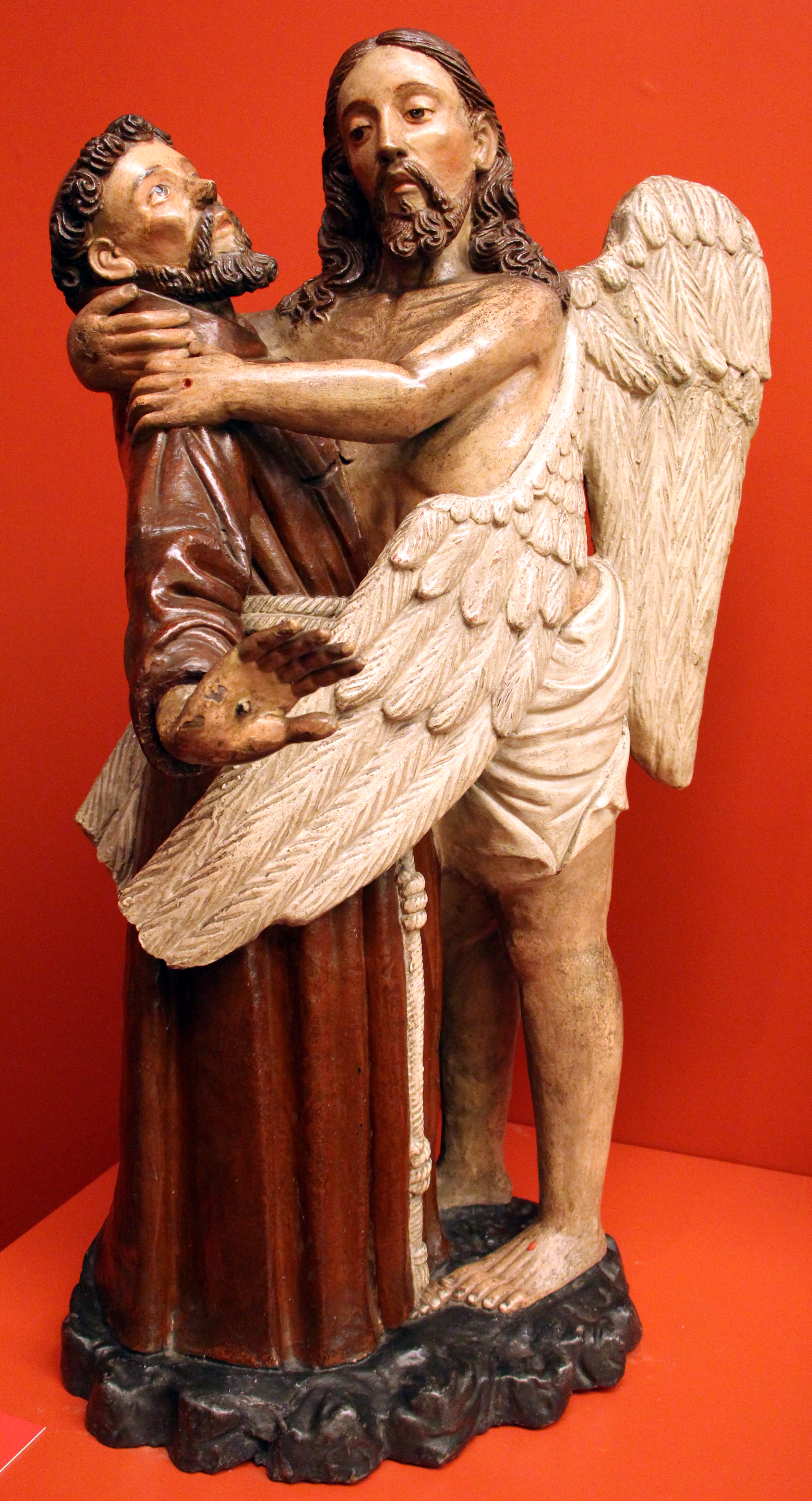
San Francesco riceve le piaghe del Cristo Serafico, XVIII secolo, Museo di Arte Sacra di San Paolo
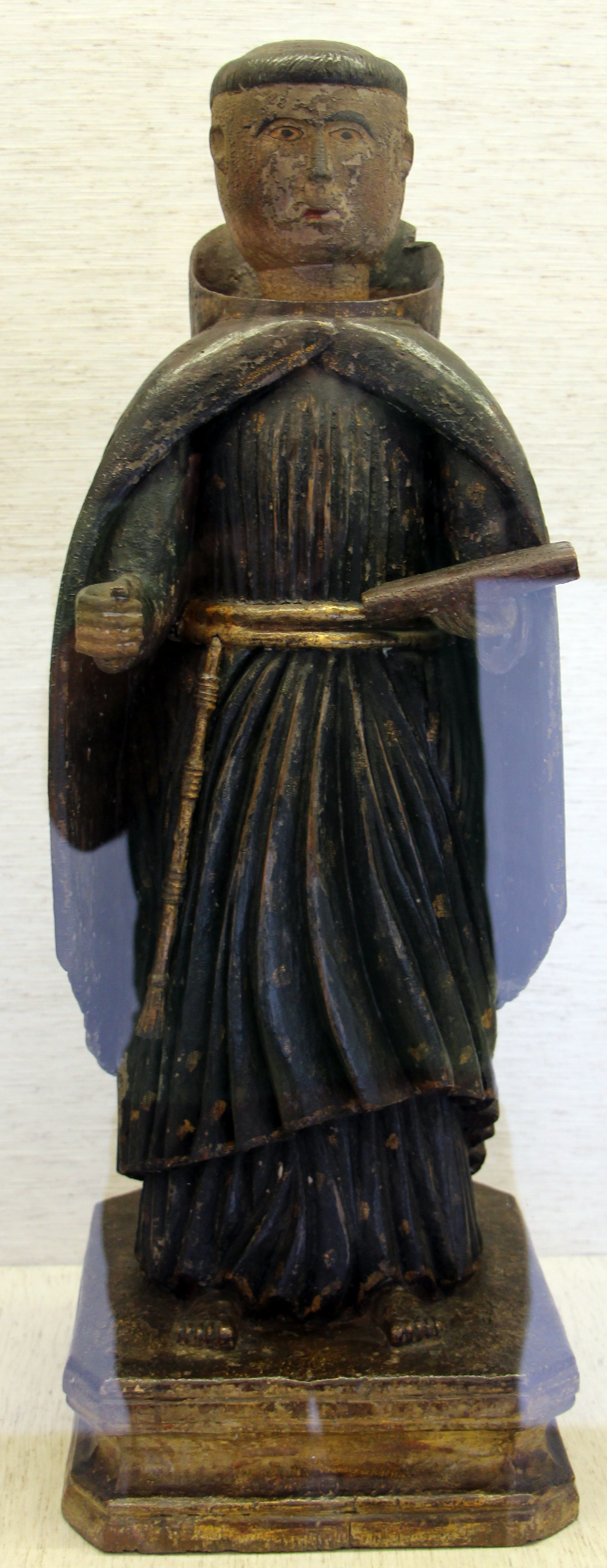
Sant'Antonio, arte popolare, XVIII secolo, Museo di Arte Sacra di San Paolo
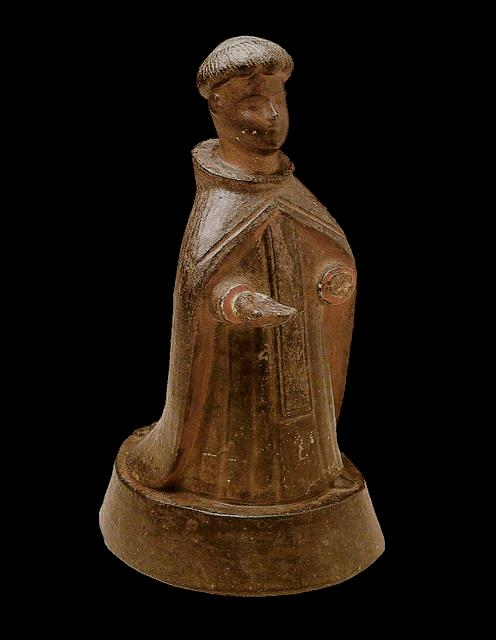
Paulistinha, XIX secolo, Museo di Arte Sacra di San Paolo
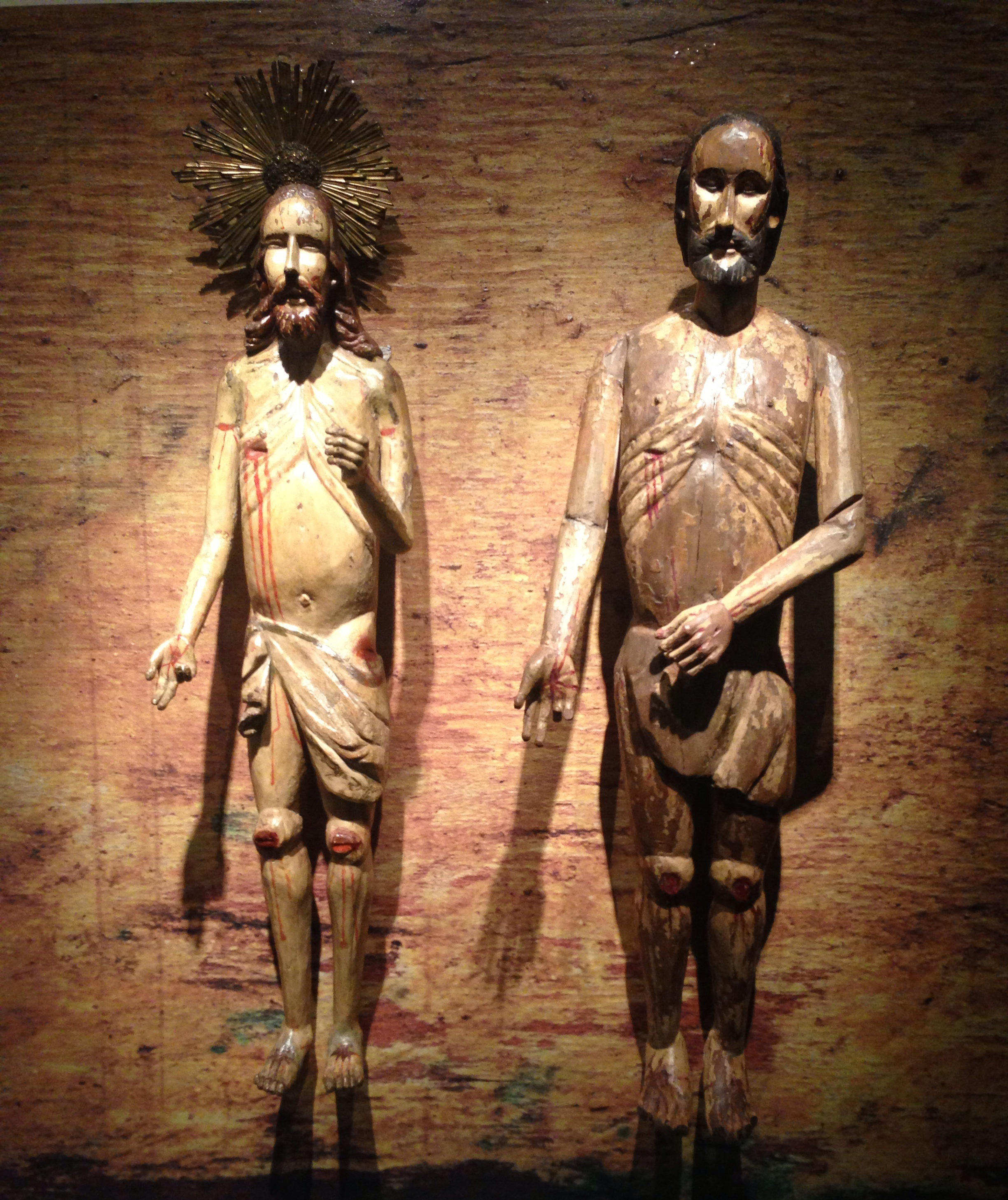
Cristos in grandi dimensioni di Dito Pituba, fine XIX secolo, Museo di Arte Sacra di San Paolo

### Talha douradae altre sculture
La talha dourada, una modalità di scultura essenzialmente decorativa, richiede una trattazione separata per via della sua grande diffusione in Brasile e della sua straordinaria importanza lungo tutta l'epoca barocca. Spesso acquisisce proporzioni monumentali e si modifica in relazione agli spazi architettonici interni. Mentre i volumi strutturali delle chiese rimarranno sempre abbastanza semplici e statici, attestando così la longevità e il vigore della tradizione della architettura chã, fu nella decorazione degli interni, negli altari, ove l'intaglio domina, che il barocco brasiliano può esprimersi con la sua forza totale e divenire più "tipicamente barocco": sontuoso, stravagante, dinamico e drammatico. Fu nel Nord-est, soprattutto a Salvador e a Recife, che diede i primi frutti importanti. Prese avvio dall'eclettismo e dal preziosismo degli altari manieristi della tradizione portoghese, già di enorme raffinatezza e complessità, come provano gli importanti altari della Cattedrale di Salvador e della Cattedrale di São Luís do Maranhão, entrambi di diretta discendenza dal manierismo. La talha barocca si formò elaborando altri arcaismi, come gli archi a tutto sesto concentrici disposti in profondità, comuni nei portali delle chiese romaniche, abbondanti in tutto il territorio portoghese, e le colonnette tortili, già esistenti nel periodo gotico. Gli spazi entro questi elementi strutturali degli altari, così come le loro superfici, furono intagliati con profusa ornamentazione policroma e in foglia d'oro, in forma di rami e ghirlande di fiori, inframmezzati, negli esempi più ricchi, di angeli, blasoni, insegne, passeri, telamoni e cariatidi, con grande omogeneità stilistica.

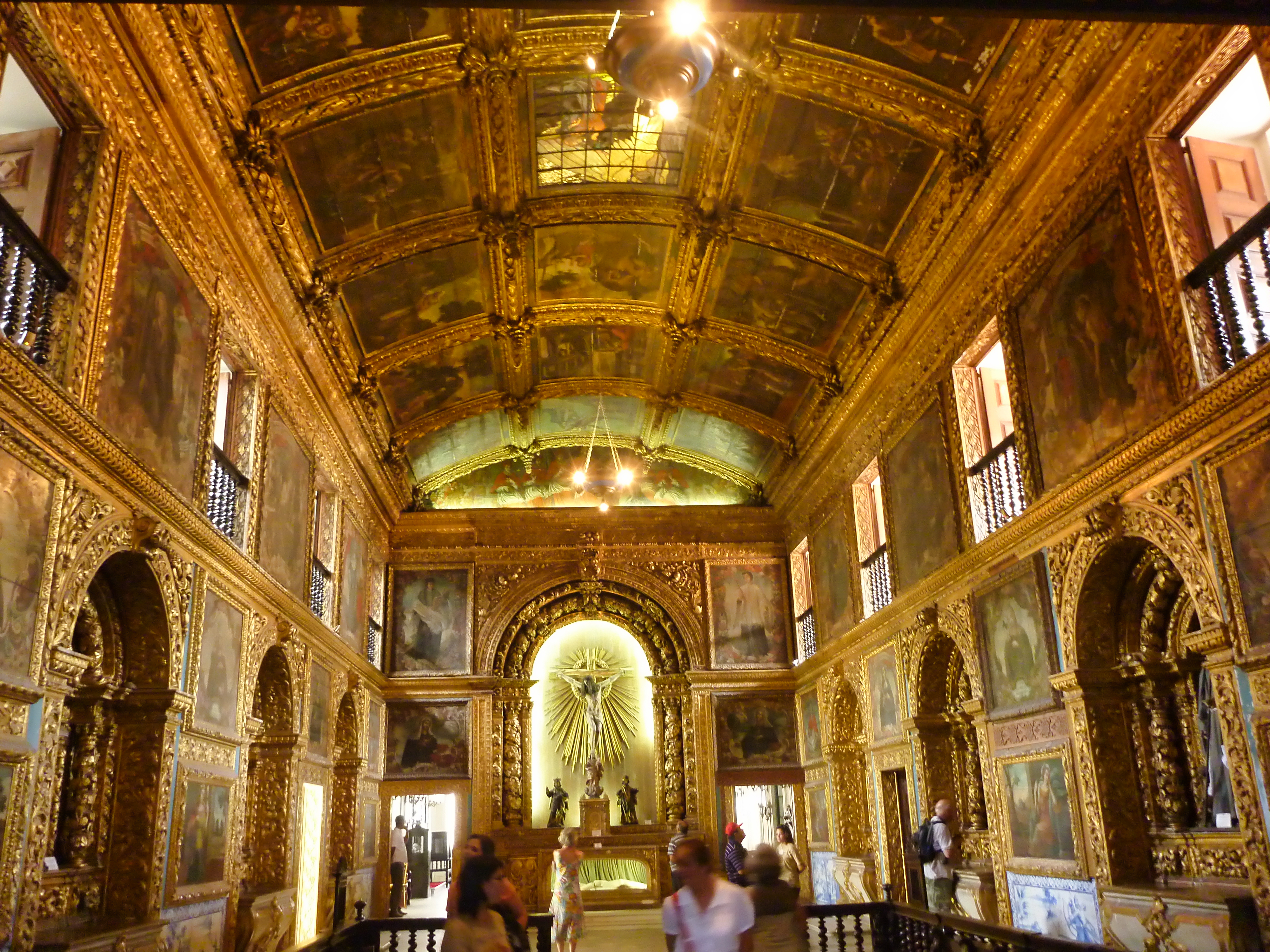
La Cappella Dorata di Recife, un esempio tipico dello stile nazionale portoghese.

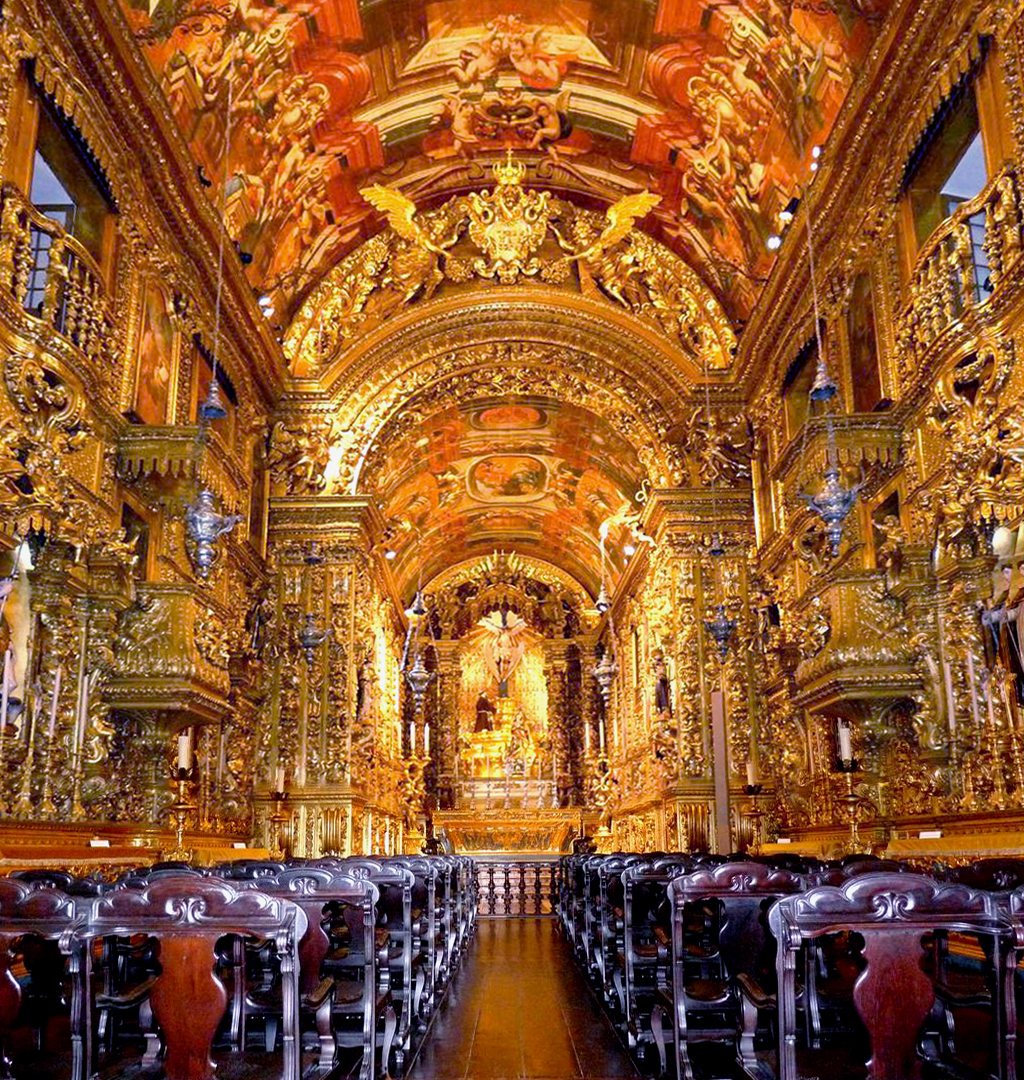
Chiesa del Terz'ordine di San Francesco della Penitenza, a Rio, grande esempio di talha giovannina, opera dei portoghesi Manuel de Brito e Francisco Xavier de Brito.

Questa cornice, che ha un carattere scenografico e equivale concettualmente e funzionalmente agli archi di trionfo dell'Antichità, formava una nicchia, in cui trovava posto un piedistallo per la statua di un santo. Alla base degli altari vi era una cassa o una mensa decorata, che poteva essere sostituita da colonne di sostegno. Gli altari maggiori potevano raggiungere una grande imponenza. A questa conformazione specifica si diede il nome di "stile nazionale portoghese", che divenne il modello dominante per la decorazione degli interni dalla metà del XVII secolo fino all'inizio del secolo successivo. Naturalmente, vi erano varie interpretazioni del modello, e i differenti ordini religiosi adottarono variazioni proprie che divennero tipiche; i gesuiti tendevano a essere più sobri, mentre i francescani preferivano un lusso fastoso. Nell'epoca in cui è in auge lo stile nazionale la talha di regola si proiettava poco nello spazio, seguendo da vicino la conformazione dell'architettura. Nei tetti, lo stile nazionale si cristallizzò nella formula dei cassettoni, un'opera di intaglio con aree poligonali vuote, in cui si inserivano pitture. Illustrative di questa tappa sono la Cappella Dorata di Recife, una delle prime in questo stile, e la chiesa di San Francesco di Salvador, una delle più ricche del Brasile; la sua lussuosa talha dourada copre interamente tutte le superfici interne, con un marcato effetto d'insieme.
Successivamente si assiste a una nuova tendenza, chiamata barocco giovannino, caratterizzata dall'esplosione della talha, che assume rilievi di grande profondità e sporge dalla parete, con carattere statuario e architettonico, e presenta cariatidi, angeli e ghirlande, coronamenti con soprapporte, falsi cortinaggi, dossali, cupole concave o a bulbo, e si moltiplicano i motivi decorativi in rilievo fino al punto di eclissare gli elementi strutturali o pervertire la loro logica originaria e di dissolverli nell'ornamentazione. Avviene anche l'introduzione del bianco nella pittura dei fondali, che dà maggior vivacità e contrasto alla policromia del legno. Un eccellente esempio dello stile giovannino si trova nella chiesa del Terz'Ordine di San Francesco, a Rio de Janeiro.
Nella seconda metà del XVIII secolo divenne predominante l'influenza francese, che generò una tendenza rococò, più lieve ed elegante, più aperta e rarefatta, la cui maggior fioritura si ebbe in Minas Gerais, e si caratterizzò per gli altari con coronamento di grandi composizioni scultoree e con elementi ornamentali a forma di conchiglie, lacci, ghirlande e fiori, con fondi bianchi e dorature nelle parti in rilievo. Nel Nord-est il rococò di ritrova nelle ricche decorazioni di molte chiese, come la Matrice di Sant'Antonio a Recife, e a Rio de Janeiro sono notevoli la chiesa del Terz'ordine carmelitano, Santa Croce dei Militari e Santa Rita. In un gran numero di casi in tutto il Brasile la talha rococò sostituì la talha barocca preesistente, e lungo i due secoli seguenti si verificheranno frequenti ammodernamenti nelle decorazioni degli interni, in modo che una significativa parte dell'aspetto primitivo delle chiese barocche brasiliane rimarrà sfigurato.
Degna di nota è anche la vasta produzione di altre forme di scultura ornamentale, il mobilio intagliato e i portali e frontoni in pietra, che raggiunsero in molti casi alti livelli di raffinatezza e di complessità. Sopravvive anche una ricca collezione di oggetti liturgici di carattere scultoreo prodotti in metallo, generalmente in argento: candelieri, lampadari, turiboli, navicelle, tabernacoli, croci processionali e ostensori.

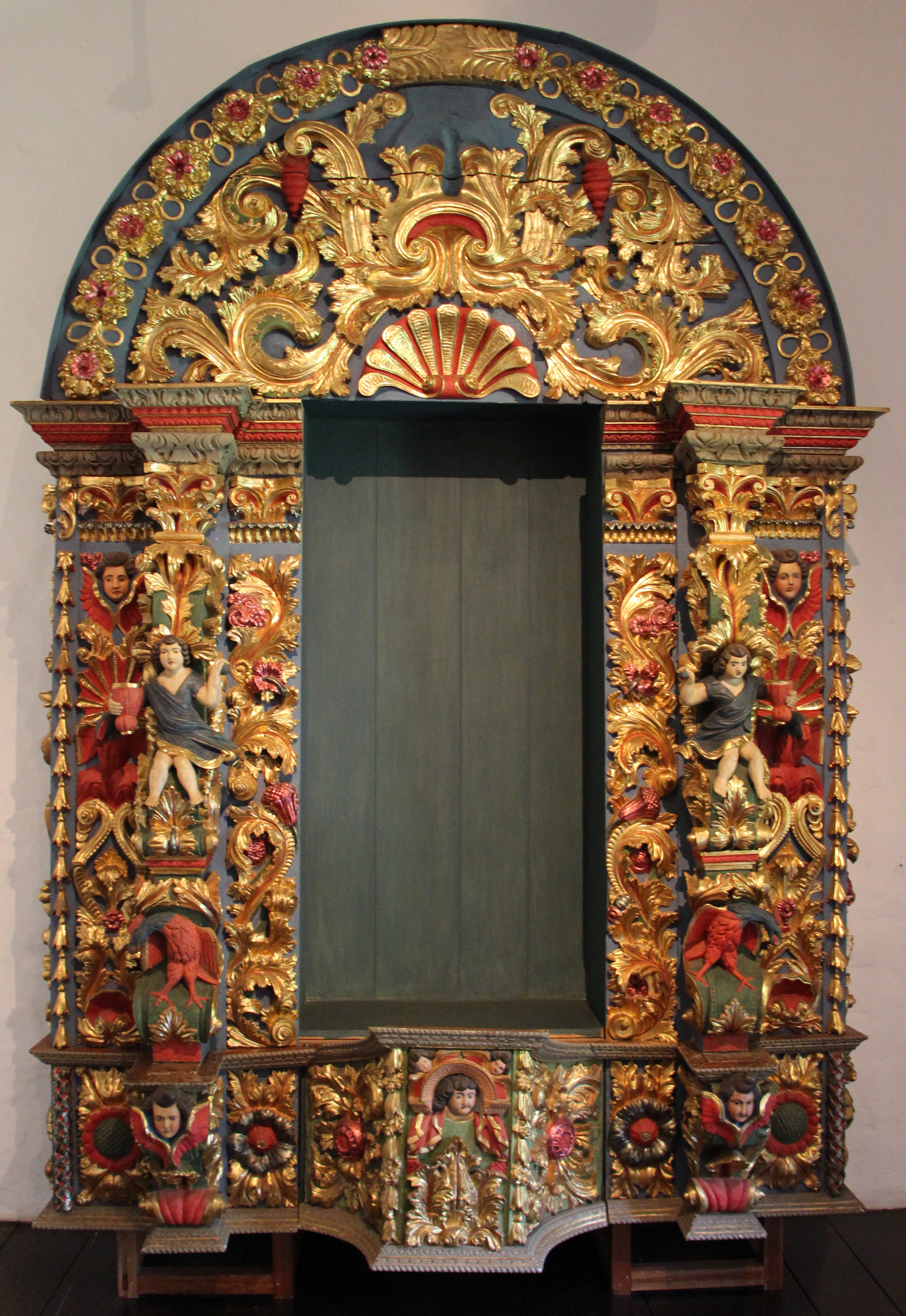
Altare dell'antica Matrice di Santo Amaro, con reminiscenze manieriste, Museo di Arte Sacra di San Paolo
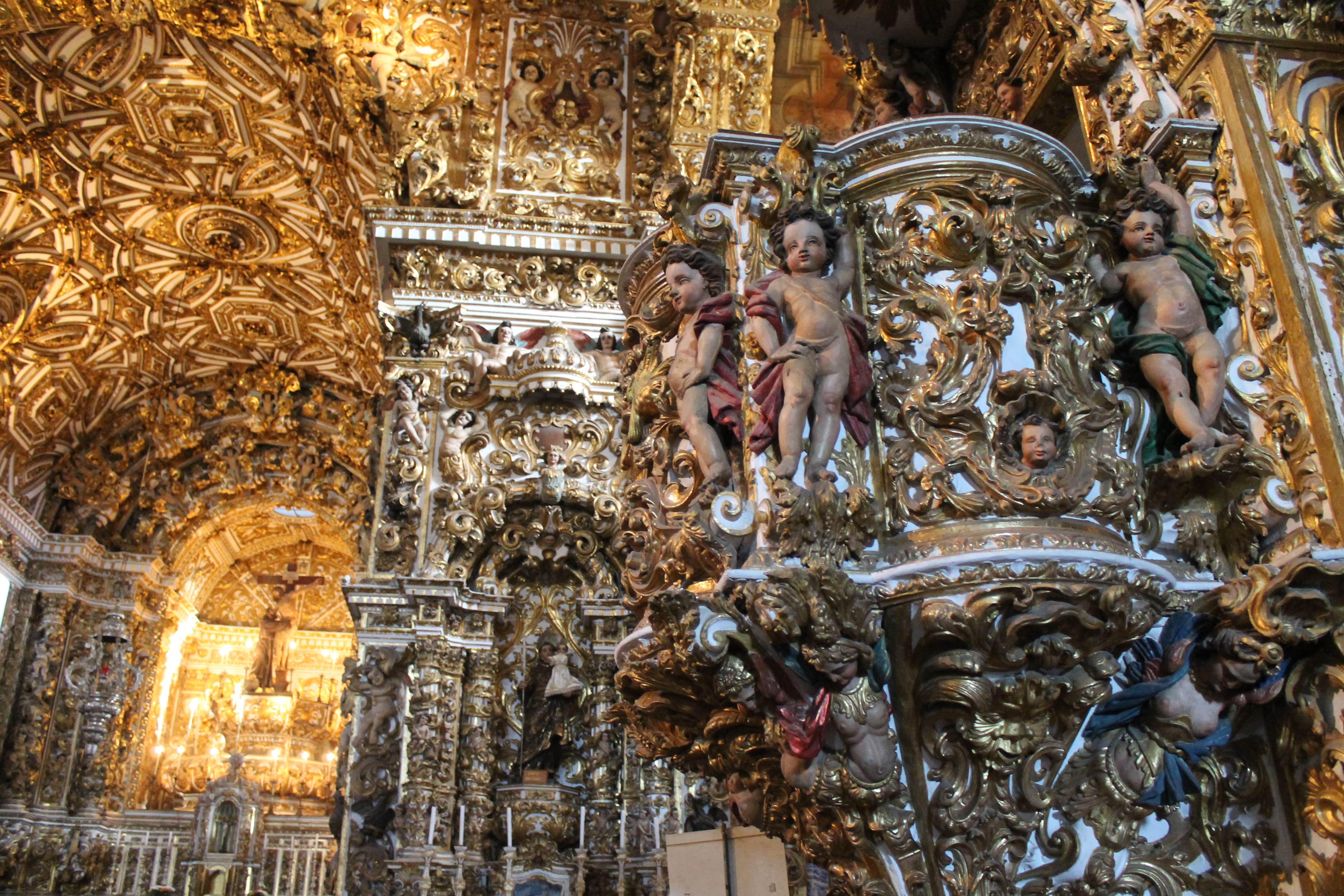
Dettaglio dell'interno della chiesa di San Francesco di Salvador
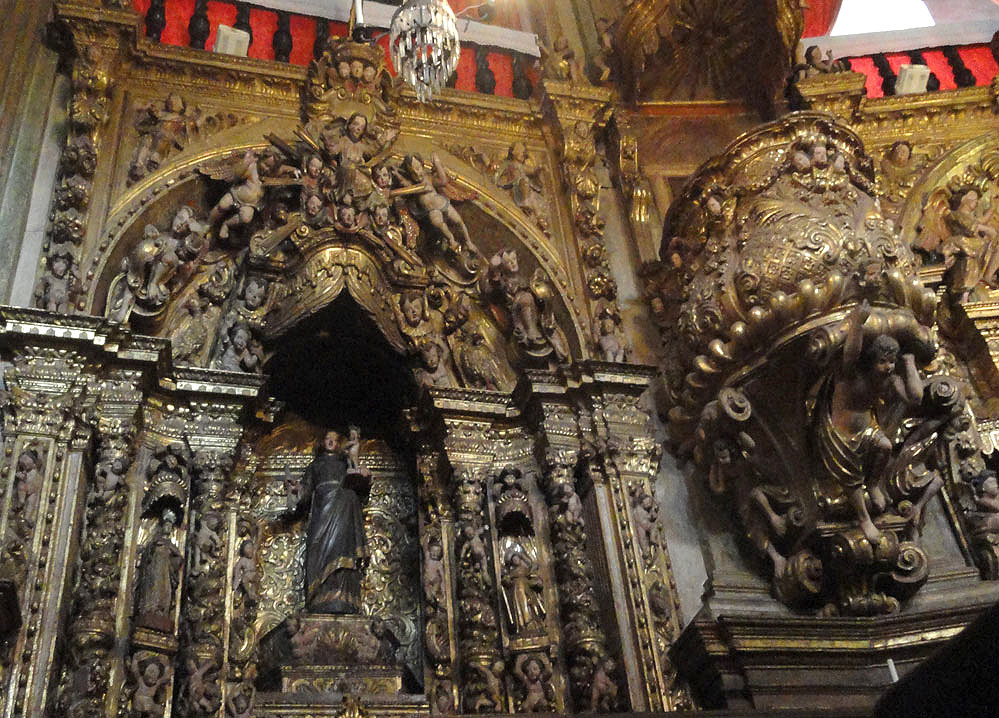
Altare laterale e pulpito della chiesa matrice di Nostra Signora del Pilar a Ouro Preto
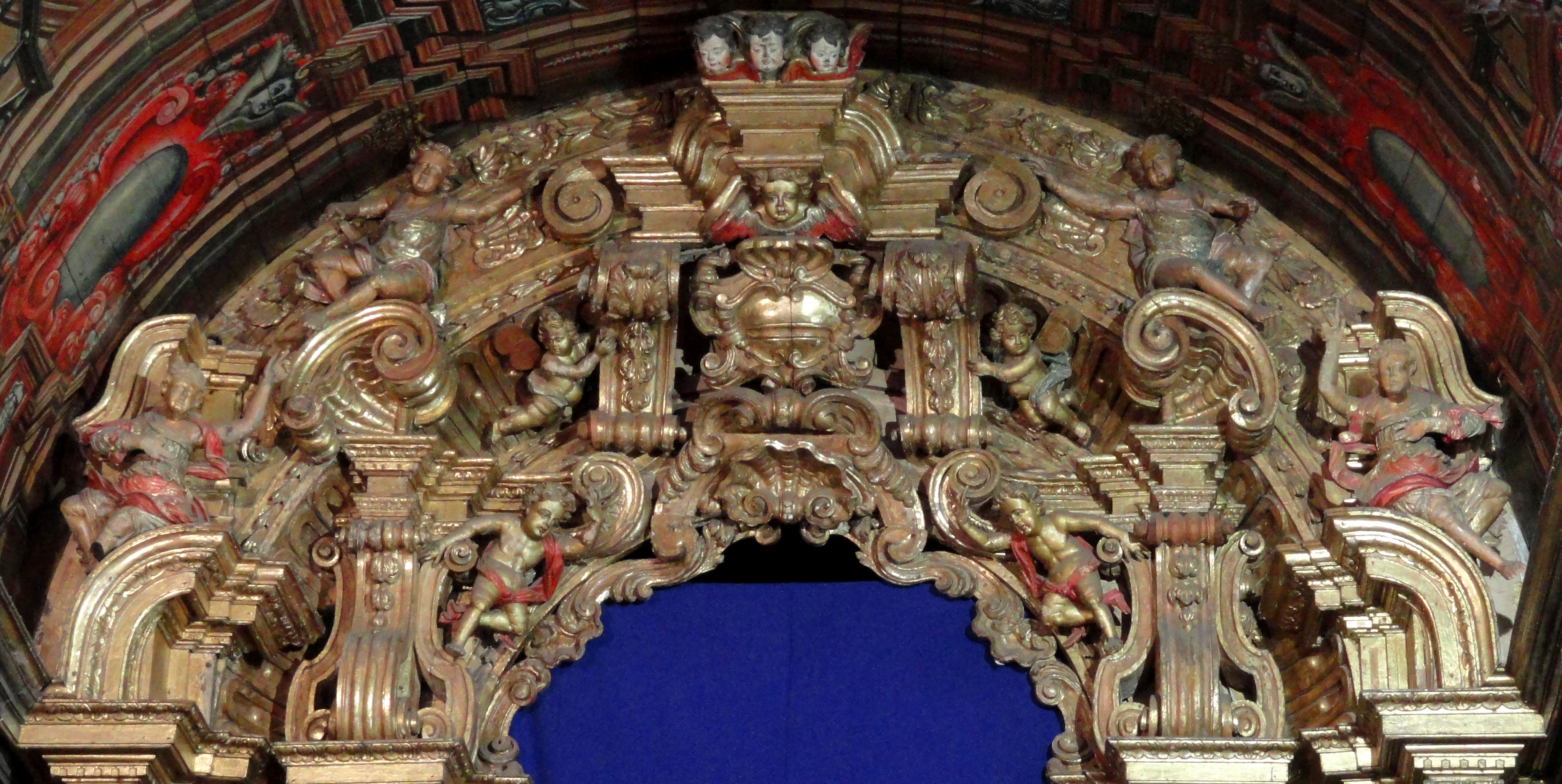
Frontespizio dell'altar maggiore della Cappella di Padre Faria a Ouro Preto
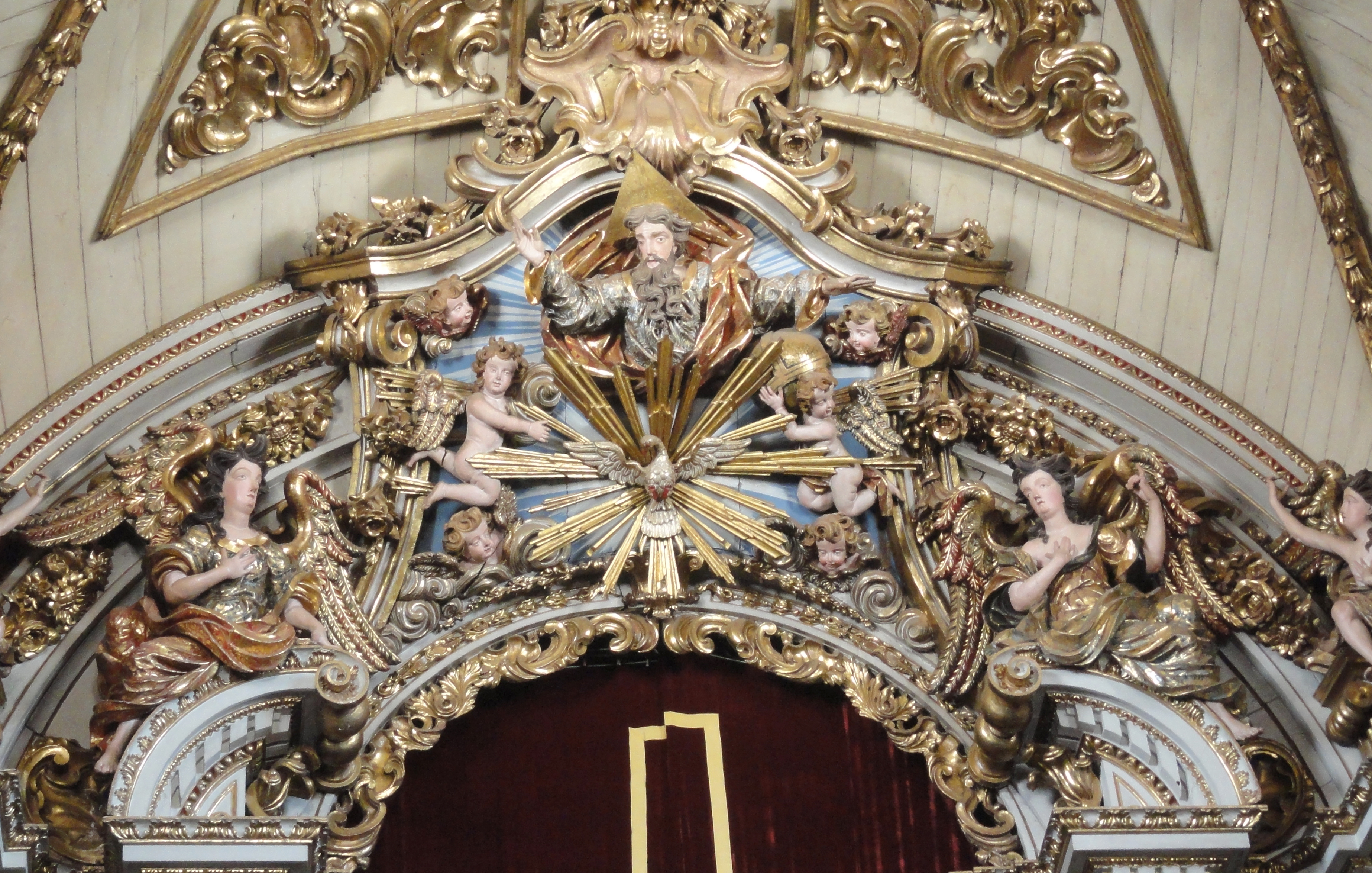
Frontespizio dell'altar maggiore della basilica cattedrale di Nostra Signora del Pilar a São João del-Rei

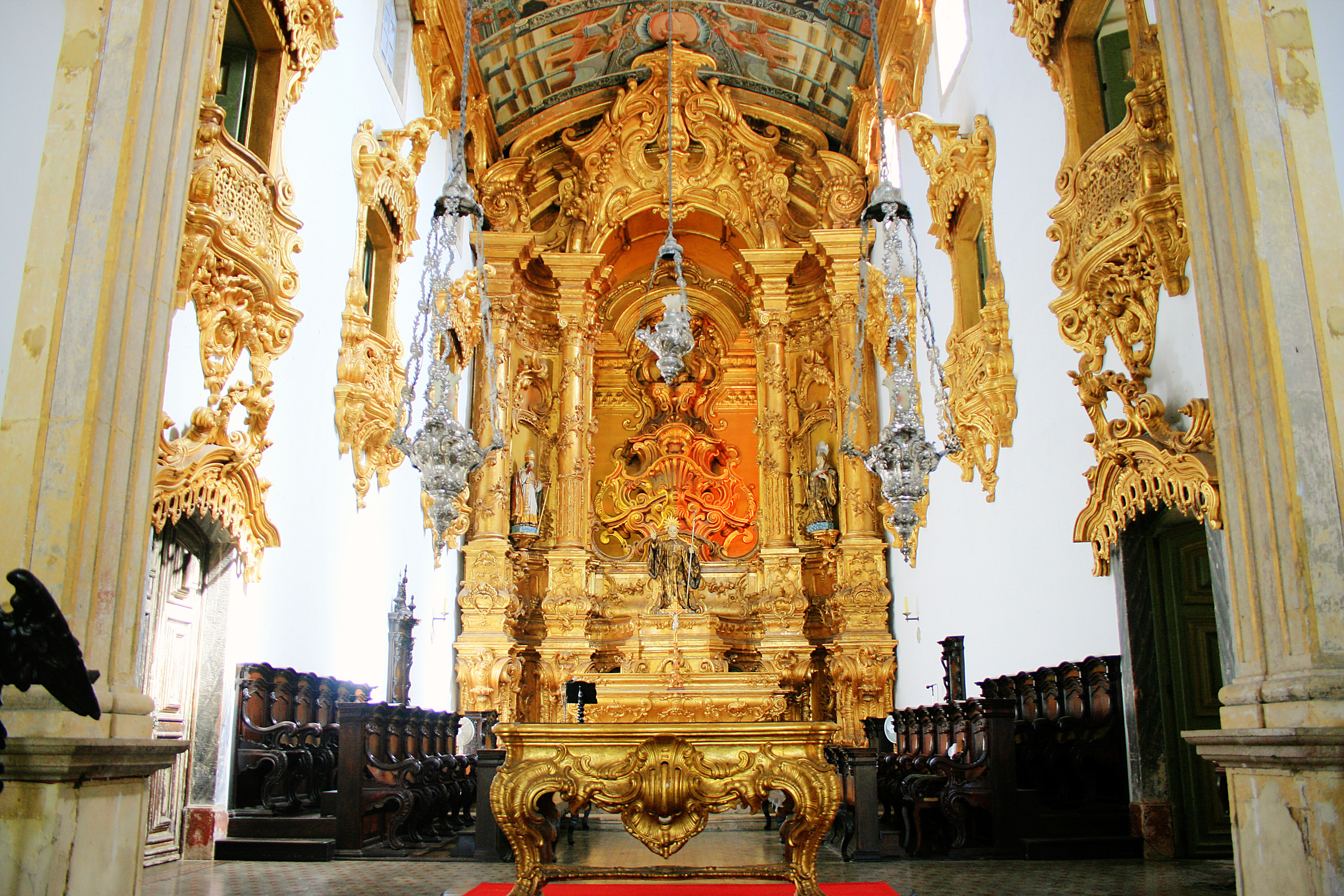
Altar maggiore della basilica di San Benedetto a Olinda
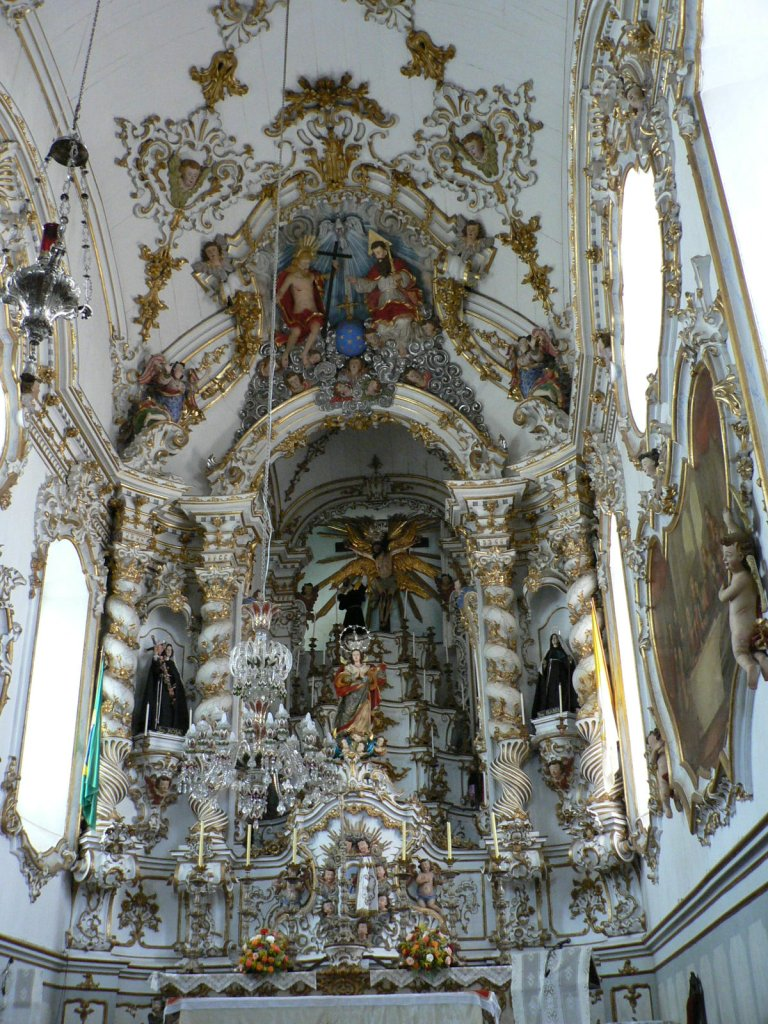
Un tipico altare rococò nella chiesa di San Francesco d'Assisi a São João del-Rei, opera di Aleijadinho
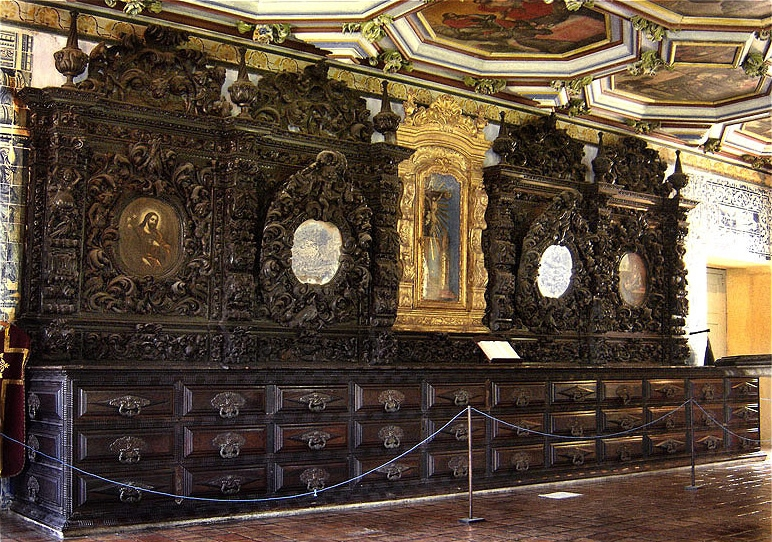
Importante mobile intagliato nel Convento di San Francesco di Olinda
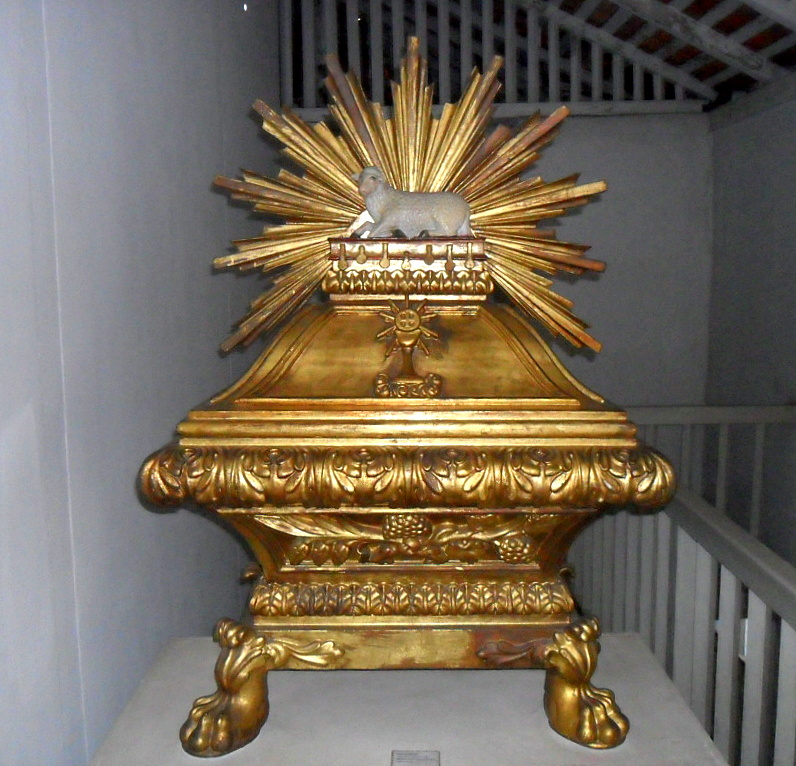
Urna in legno intagliato e dorato, XVIII secolo. Collezione del Museo di Arte Sacra dei Gesuiti, Embu
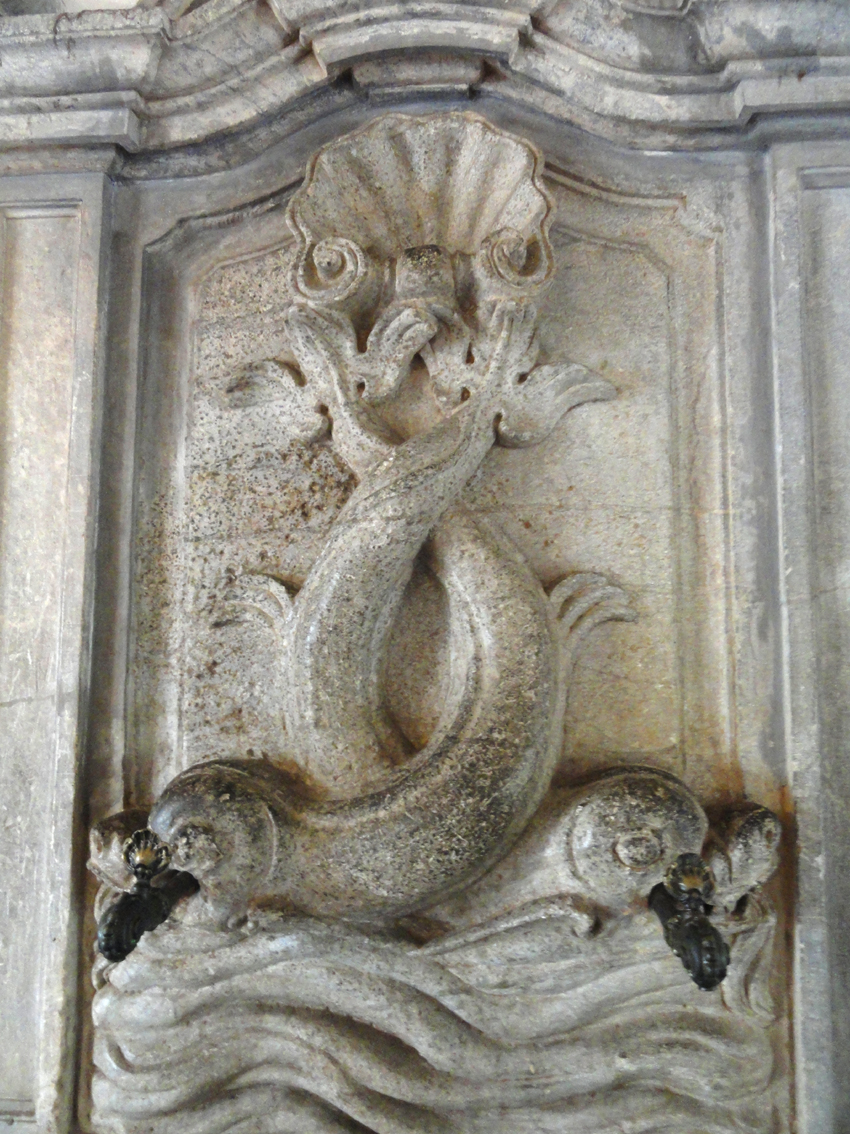
Dettagli del lavabo in pietra nella chiesa matrice di Nostra Signora del Pilar a Ouro Preto

## Letteratura

### Contesto educativo e linguistico
Per la sua natura di colonia, in Brasile la cultura letteraria faticò a svilupparsi. Il Portogallo non si prendeva cura dell'istruzione nelle colonie. Non vi erano biblioteche né scuole pubbliche e la Chiesa forniva ai laici soltanto un'istruzione elementare, di conseguenza l'istruzione era priva di un approfondimento del gusto letterario. Inoltre, gran parte della popolazione era analfabeta e la trasmissione della cultura era basata pressoché interamente sull'oralità; la stampa era proibita; i manoscritti erano rari poiché la carta era costosa. Circolavano soltanto quei libri che avevano passato la censura governativa: principalmente vite di santi, catechismi, qualche innocente romanzo cavalleresco, lunari e almanacchi, compendi di latino, logica e legislazione.
La scarsa letteratura prodotta durante il periodo barocco fu dovuta principalmente ai sacerdoti, alcuni dei quali di elevata erudizione, o nell'ambito di qualche famiglia nobile o abbiente, agli ufficiali di governo, che potevano concedersi il lusso di studiare in Europa, e la sua fruizione non oltrepassava questo circolo ristretto. Ciò che poté fiorire in questo angusto contesto ricalcò in linea generale il barocco letterario europeo, e fu caratterizzato dalla retorica esuberante, dall'appello alle emozioni, dal linguaggio polisemico, dall'asimmetria, dal gusto per le figure retoriche e per i contrasti, e dall'uso intensivo di concetti e immagini relativi alle altre arti e ai vari sensi corporali, nella ricerca di un effetto di sinestesia.

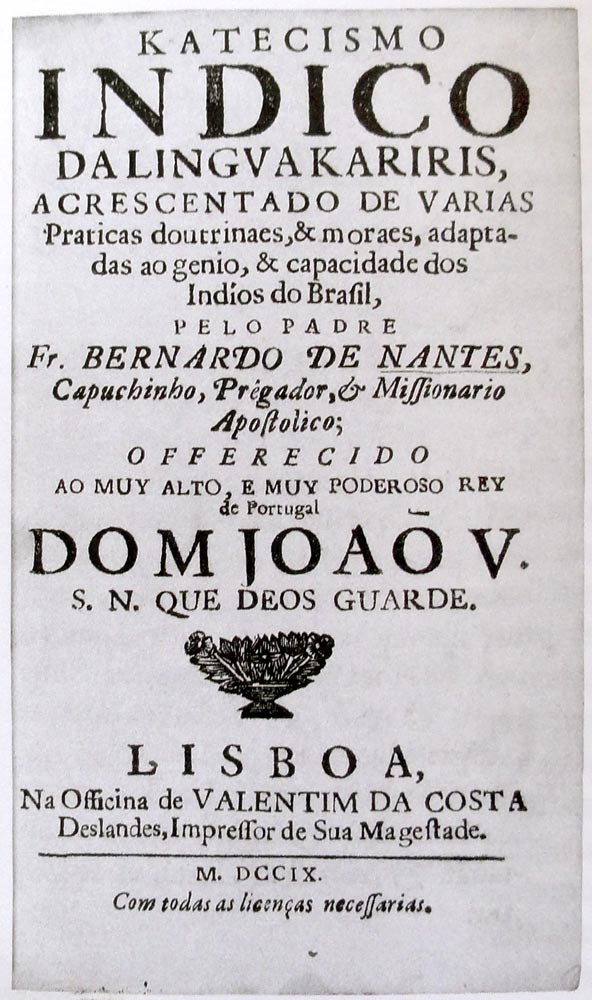
Copertina di un Catechismo in lingua kariri, scritto da Bernardo de Nantes, 1709

Fino alla metà del XVIII secolo, quando il marchese di Pombal introdusse una grande riforma dell'educazione e cercò di omogeneizzare il panorama linguistico portoghese, il portoghese era poco parlato in Brasile. Nel contesto di un territorio conquistato, i cui abitanti originari si esprimevano in una moltitudine di altri idiomi, i primi colonizzatori europei dovevano imparare le lingue locali e finirono per utilizzarle ampiamente in pubblico e nell'ambiente domestico, in cui erano sempre presenti indios schiavi e meticci, dando spesso origine a idiomi ibridi, come la lingua generale paulista, che predominò nel Sud del Brasile, e il nheengatu, che fu la lingua franca dell'Amazzonia per lungo tempo. Questa mescolanza si verificò anche nel campo pastorale e diede frutti letterari in opere originali o traduzioni fatte dai missionari per gli indios: omelie, poemi e sacre rappresentazioni, catechismi, dizionari e grammatiche. Durante l'Unione iberica, e sotto l'influenza delle vicine colonie spagnole, da dove venivano molti in cerca di migliori opportunità, lo spagnolo ebbe pure una significativa circolazione nel Sud del Brasile e a San Paolo, ma al contrario delle lingue indigene, non mise radici e si estinse rapidamente. In alcuni punti del litorale, durante un breve periodo, si udirono anche l'olandese e il francese. Le lingue degli schiavi africani invece furono severamente represse, ma poterono sopravvivere timidamente in forma dissimulata, usate nelle feste e nei riti africani praticati di nascosto dai bianchi. Infine la lingua erudita dell'epoca rimaneva il latino, la lingua ufficiale della Chiesa, del diritto e della scienza, l'unica usata nel sistema educativo superiore. Poco spazio vi era quindi per coltivare il portoghese con intensità e pertanto si ridusse quasi esclusivamente all'ambito ufficiale, ed eccettuati rari scrittori pionieri, fu solo alla metà del XVIII secolo che la letteratura brasiliana in portoghese cominciò ad acquisire una forma più ricca e più nitidamente nativa, che fu accompagnata dalla crescita delle città litoranee, dalla nascita delle prime accademie letterarie e dal ciclo dell'oro in Minas Gerais, ma allo stesso tempo cominciava una transizione verso l'arcadia, che impresse allo stile i valori classicisti dell'economia e della semplicità.

### Poesia
Nel campo della poesia, si distinguono il precursore Bento Teixeira con la sua epica Prosopopeia, ispirata alla tradizione classico-manierista di Camões, seguito da Manuel Botelho de Oliveira, autore della Música do Parnaso, il primo libro stampato di un autore nato in Brasile, una collettanea di poemi in portoghese e spagnolo con un rigoroso orientamento cultista e concettista, affine alla poesia di Góngora, e successivamente il frate Manuel de Santa Maria, anch'egli della scuola di Camões. Ma il maggior poeta del barocco brasiliano è Gregório de Matos, di grande vena satirica, ed egualmente penetrante in religione, filosofia e amore, spesso dotato di una cruda carica erotica. Fece anche uso di una lingua colta e piena di figure retoriche, senza tralasciare di esibire influenze classiciste e manieriste. Fu soprannominato "La bocca dell'Inferno" per le sue critiche mordaci ai costumi dell'epoca. Nella sua lirica religiosa i problemi del peccato e della colpa sono importanti, così come il conflitto della passione con la dimensione spirituale dell'amore. Si veda come esempio di sonetto A Jesus Cristo Nosso Senhor:
da vossa alta clemência me despido;

porque, quanto mais tenho delinquido,

vos tenho a perdoar mais empenhado.
Se basta a vos irar tanto pecado,

a abrandar-vos sobeja um só gemido:

que a mesma culpa, que vos há ofendido

vos tem para o perdão lisonjeado.
Se uma ovelha perdida, e já cobrada

glória tal e prazer tão repentino

vos deu, como afirmais na sacra história,
eu sou Senhor, a ovelha desgarrada,

cobrai-a; e não queirais, pastor divino,

perder na vossa ovelha, a vossa glória.»

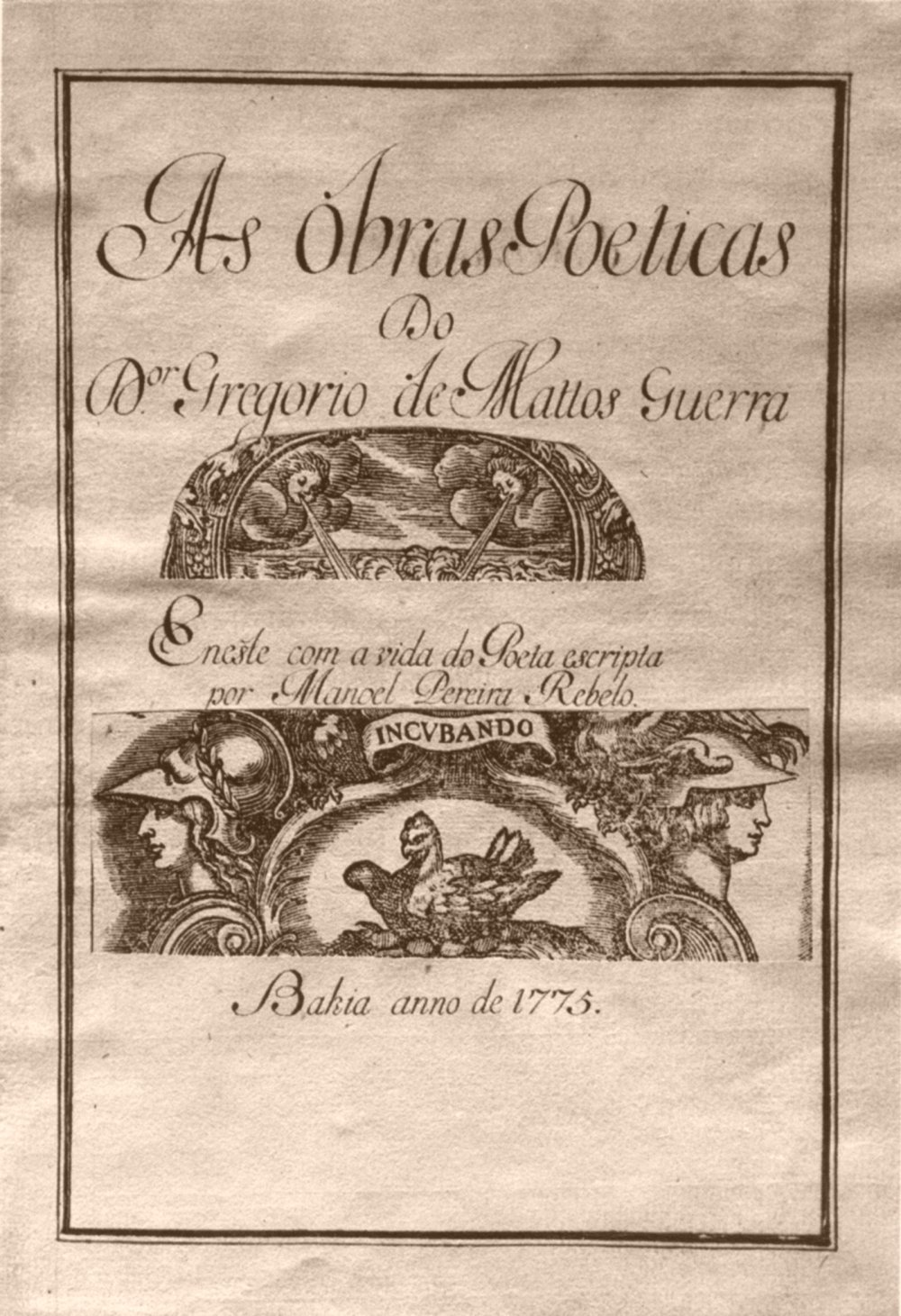
Frontespizio delle Obras Poéticas di Gregório de Matos, 1775

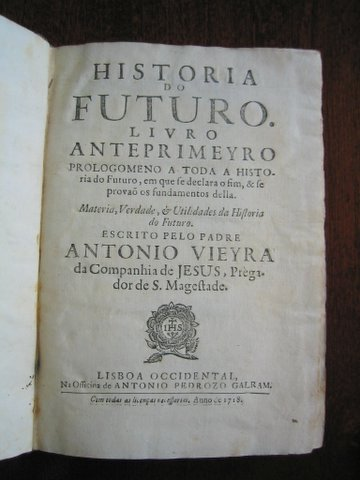
Frontispício dell'Historia do Futuro, del padre António Vieira (1718).

dalla vostra alta clemenza m'allontano;

perché, quanto più ho delinquito,

vi ho a perdonare più impegnato.
Se basta a irarvi tanto mio peccato,

per placarvi avanzi un solo gemito:

ché la stessa colpa, che v'ha offeso

vi ha per il perdono rallegrato.
Se una pecora perduta e ritrovata

gloria tale e sì repentina gioia

vi diè, come ci dite in sacra istoria,
io son Signore, la pecora sviata,

portatela; e non vogliate, pastor divino,

perdere nella vostra pecora, la vostra gloria.»
(Gregório de Matos, A Jesus Cristo Nosso Senhor)

#### Prosa
Nella prosa il massimo esponente fu il padre António Vieira, con le sue omelie, delle quali è notevole l'Omelia della Prima Domenica di Quaresima, in cui difese i nativi dallo schiavismo, paragonandoli agli ebrei schiavi in Egitto. Sullo stesso tono è l'Omelia 14 del Rosario, in cui condanna la schiavitù degli africani, paragonandola al calvario di Cristo. Altri brani importanti della sua oratoria sono l'Omelia di Sant'Antonio ai pesci, l'Omelia del Mandato, ma forse la più celebre è l'Omelia di Sessagesima, del 1655. In queste non solo difende gli indios, ma soprattutto attacca i suoi rivali, i domenicani, per mezzo di un'abile concatenazione di immagini evocative. La sua scrittura era animata dall'anelito di stabilire un impero portoghese e cattolico retto dallo zelo civico e dalla giustizia, ma la sua voce fu interpretata come una minaccia all'ordine costituito, il che gli causò problemi politici e gli attirò sospetti di eresia. Fu autore anche della prima narrativa utopica scritta in portoghese, l'História do Futuro, in cui cercò di ravvivare il mito del Quinto Impero, un impero cristiano e portoghese che avrebbe dominato il mondo. Il suo stile può essere saggiato in questo frammento dell'Omelia di Sessagesima:
«Il grano seminato dal Predicatore Vangelico, dice Cristo, ch'è la parola di Dio. Le spine, le pietre, le vie, ed il buon terreno, in cui cadde il grano, sono i diuersi cuori degli vomini. Le spine son'i cuori degli vomini imbarazzati di pensieri, di ricchezze, di delizie, ed in questi rimane affogata la parola di Dio. Le pietre son'i cuori duri, ed ostinati, ed in questi seccasi la parola di Dio, e se nasce, non vi si radica. Le vie son'i cuori inquieti ed agitati dalle tante cose del mondo, che vanno, e vengono, passano, e ripassano per essi, ed in questi la parola di Dio dà tanti passaggi vien calpestata, poiche ò si trascura ò si dispregia. Finalmente la terra buona sono i cuori buoni, ò gli vomini di buon cuore, ed in questi fermasi, e fruttifica la parola di Dio, con tanta fecondità ed abbondanza, che rende cento per vno. Et fructum fecit centuplum».
Altri nomi della prosa del periodo sono storici o cronisti, stimolati dal grande interesse che l'esotismo del Brasile suscitava fra gli europei, avidi di novità meravigliose. Fra loro si possono citare Sebastião da Rocha Pita, autore di una História da América Portuguesa, Nuno Marques Pereira, il cui Compêndio Narrativo do Peregrino da América è considerato una delle prime narrative di impronta letteraria del Brasile, nella forma di un'allegoria moralizzante, e il frate Vicente do Salvador, autore della Historia do Brazil, dove si legge questo passaggio che riguarda la scoperta:
Ali desembarcou o dito Capitão com seus soldados armados, pera peleijarem; porque mandou primeiro hum batel com alguns a descobrir campo, e derão novas de muitos Gentios, que virão; porem não foram necessarias armas, porque só de verem homens vestidos, e calçados, e brancos, e com barba - do que tudo elles caressem - os tiverão por divinos, e mais que homens, e assim chamando-lhes Carahibas, que quer dizer na sua lingoa cousa divina, se chegaram pacificamente aos nossos.»
Qui sbarcò il detto Capitano con i suoi soldati armati, per combattere; perché per prima cosa inviò una scialuppa con alcuni a scoprire il campo, e gli diedero notizie di molti Gentili, che videro; però non furono necessarie armi, perché solo al vedere uomini vestiti, e calzati, e bianchi, e con barba - tutto ciò che a loro mancava - li ritennero divini, e più che uomini, e così chiamandoli Carahibas, che vuol dire nella lor lingua cosa divina, se ne vennero pacificamente verso i nostri.»
(Vicente do Salvador,  Historia do Brazil, Libro I, Capitolo I, Biblioteca Nacional, 1889)

## Musica

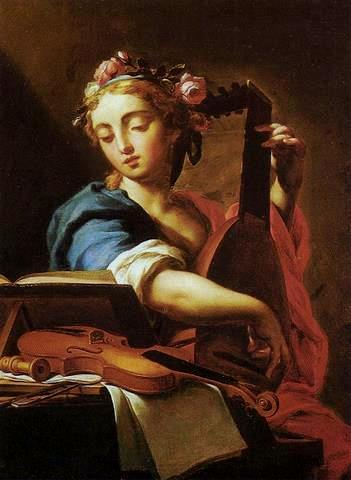
Francisco da Silva Romão, Santa Cecilia, Museo d'Arte di Bahia.

La musica è l'arte la cui traiettoria durante il periodo barocco è fra le meno conosciute e che lasciò di sé meno tracce: quasi tutto andò perduto. Della produzione musicale nativa sopravvivono solo opere notevoli a partire dalla fine del XVIII secolo, ossia, quando il barocco già stava cedendo il passo alla scuola neoclassica. Non che la colonia non avesse avuto una vita musicale nei secoli precedenti; la ebbe invece, e importante, ma le partiture andarono perdute, e rimangono non più di 2 500 composizioni note, secondo la stima di Régis Duprat, in maggioranza datate verso la fine del periodo, ma testimonianze letterarie non lasciano dubbio sull'intensa attività musicale brasiliana dall'inizio dell'epoca barocca, specialmente nel Nord-est. Alla fine del XVIII secolo vi erano più musici nella colonia che in Portogallo, il che dimostra l'intensità della pratica musicale in Brasile.
Le prime attività musicali registrate nel paese erano legate alla catechesi e vedevano la partecipazione attiva degli indios. In alcune riduzioni del Sud giunse a fiorire una ricca vita musicale, ma in generale la musica praticata dai missionari fra i nativi era abbastanza semplice e prevedeva essenzialmente il canto omofonico, che molte volte faceva parte di rappresentazioni teatrali a scopo didattico. Poco dopo fu introdotto un accompagnamento elementare composto da flauti e da viole de arame. Con lo sviluppo della colonia, condizioni materiali migliori propiziarono un arricchimento generalizzato: sorsero cori, orchestre e scuole. Fu quando divennero molto più importanti, musicalmente, i negri e i mulatti, che giunsero a predominare fra i musici della colonia. Sono note diverse relazioni ammirate di viaggiatori sulle orchestre di negri e mulatti che suonavano alla perfezione brani eruditi europei. Molti di loro, oltre a eseguire, componevano, e fra loro vi furono alcuni dei maggiori compositori del periodo; tuttavia non si possono reperire tracce della loro cultura etnica originaria de sua etnia nella loro produzione, tutta orientata verso i modelli europei.
Poiché la Chiesa era la grande patrona delle arti, era naturale la proliferazione di confraternite musicali, che a mano a mano acquisiscono enorme importanza nella vita musicale della colonia. Alcune confraternite divennero molto ricche, arrivando a disporre di orchestre complete e a possedere chiese proprie sfarzosamente decorate. Sebbene le confraternite si organizzassero autonomamente, la musica che eseguivano nasceva da commissioni e restava sempre sotto la tutela della Chiesa, che attribuiva a ciascuna confraternita l'incarico di accompagnare musicalmente feste e cerimonie specifiche, tramite l'ingaggio di un maestro principale per tutto l'anno. Questa forma di ingaggio era chiamata estanco, e equivaleva a un monopolio. Alla fine del XVIII secolo comparvero le aste per i contratti.
Le forme della musica sacra colta in Brasile corrispondeva a quelle europee: messe, litanie, mottetti, salmi, responsori, inni, e avevano, come le altre arti barocche, una natura funzionale: dovevano stimolare la devozione dei fedeli ed erano un importante elemento catalizzatore ed evocativo in un culto spettacolarizzato, nello scenario sontuoso delle chieses o nelle colorite e movimentate feste all'aria aperta.
Nel frattempo, anche la musica profana conobbe una fioritura ricca e sofisticata. Si rendeva presente in molte occasioni domestiche, nelle feste civili, nelle cerimonie ufficiali, mescolandosi alla musica popolare. È documentata la rappresentazione di opere complete a Bahia e nel Pernambuco già alla fine del XVII secolo, e nel secolo seguente nei teatri di Rio de Janeiro (1767) e di San Paolo (1770), con un repertorio soprattutto italiano. Si distinse il portoghese Antônio Teixeira, che musicò le satire di Antônio José da Silva, o Judeu, di grande diffusione e successo, ancorché scritte in Portogallo. Fra quelle sopravvissute, la più antica partitura vocale profana scritta in Brasile in portoghese è la cantata accademica Heroe, egregio, douto, peregrino, che consta soltanto di un recitativo e un'aria ed è opera di un compositore anonimo: nel 1759 fu eseguita per salutare con una musica elegante ed espressiva il dignitario portoghese José Mascarenhas e presentava le avversità che l'illustre personaggio aveva affrontato. Talvolta è attribuita a Caetano de Melo de Jesus, maestro di cappella della Cattedrale di San Salvador. La trascrizione di un passo del suo libretto è un buon esempio della retorica tipica dell'epoca, impiegata nell'encomio dei potenti:
que vos fosse molesta e que importuna

a hospedagem, Senhor, desta Bahia.

Sabem os céus e testemunha sejam,

que dela os naturais só vos desejam

faustos anos de vida e saúde,

de próspera alegria, pela afável virtude

de vossa generosa urbanidade,

com que a todos honrais, desta cidade!

(...)

Oh! Quem me dera a voz, me dera a lira

de Anfião e de Orfeu, que arrebatava os montes

e fundava cidades, pois com elas erigira

um templo que servisse por memória

e eterno monumento à vossa glória!

(...)

Oh! Se também tivera o canto grave

da filomela doce e cisne suave,

vosso louvor, sem pausa, cantaria,

com cláusula melhor, mais harmonia.»

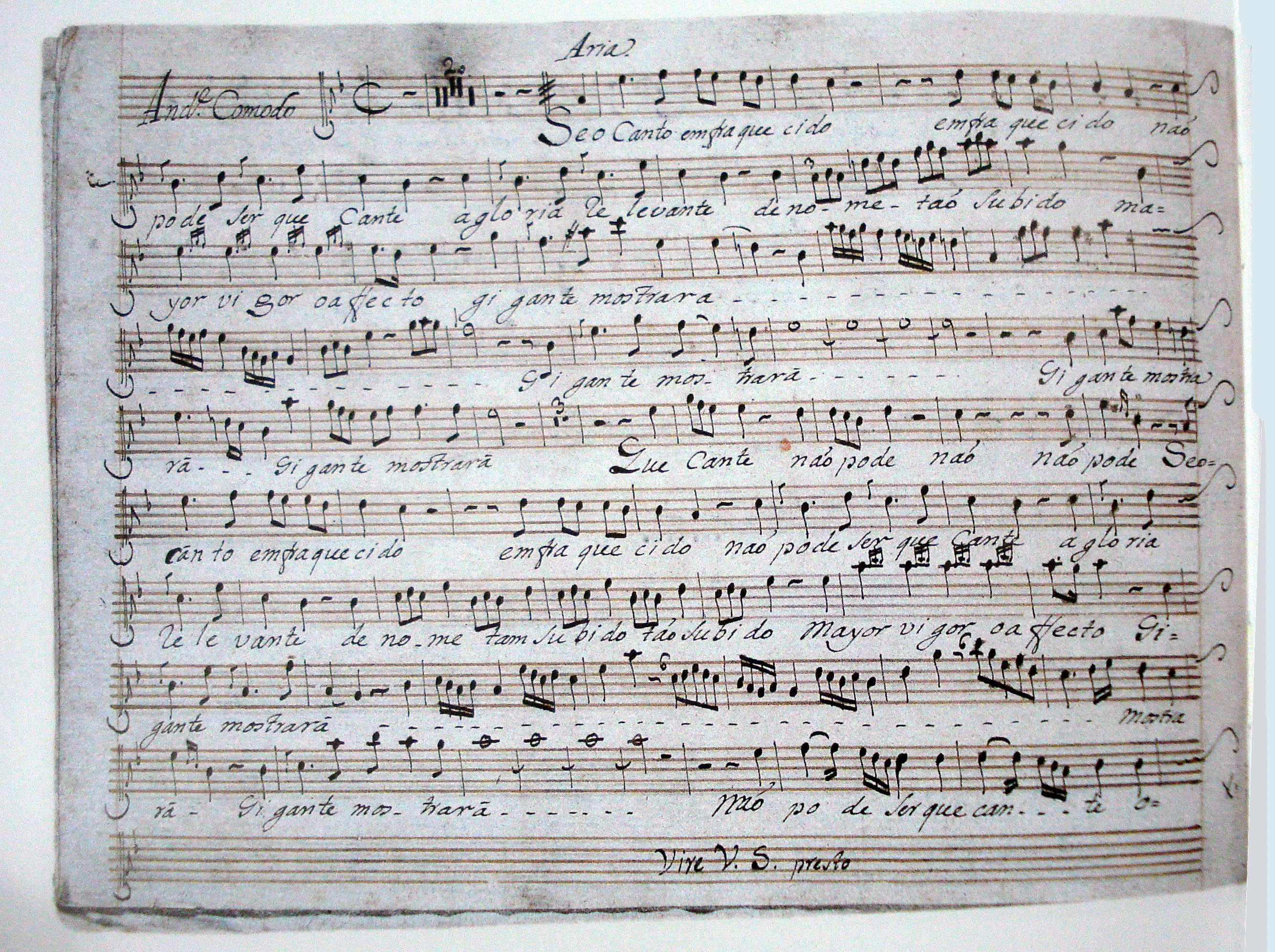
Prima pagina della parte vocale dell'aria della cantata accademica Heroe, egregio, douto peregrino

che vi fosse molesta e che importuna

l'ospitalità, Signor, di questa Bahia.

Sallo il ciel e testimonio sia,

ch'i suoi nativi v'augurano solo

fausti anni di vita e salute,

di prospera allegria, per l'affabil virtute

di vostra generosa urbanità

con cui onorate tutti qui in città!

(...)

O chi mi darà la voce, chi la lira

d'Anfione e d'Orfeo, che atterrava i monti

e fondava città, poiché con quelle costruirei

un tempio che servisse per memoria

ed eterno monumento in vostra gloria!

(...)

Oh! Se pure avessi il canto grave

di filomela dolce e cigno soave,

la vostra lode, senza sosta, cantarìa,

con clausola migliore e più armonia.»
(Coro e Orchestra Armonico Tributo. Libretto del CD América Portuguesa, 1999)

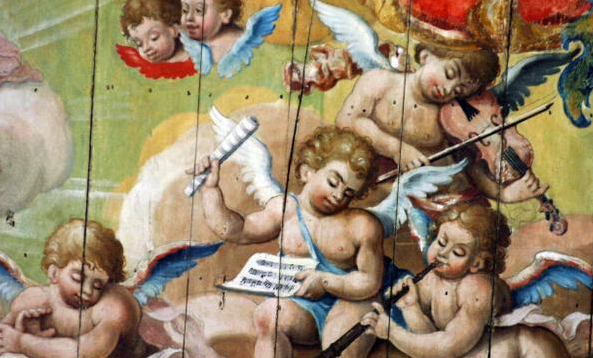
Mastro Ataíde: Angeli musicanti, dettagli del tetto della chiesa di San Francesco a Ouro Preto

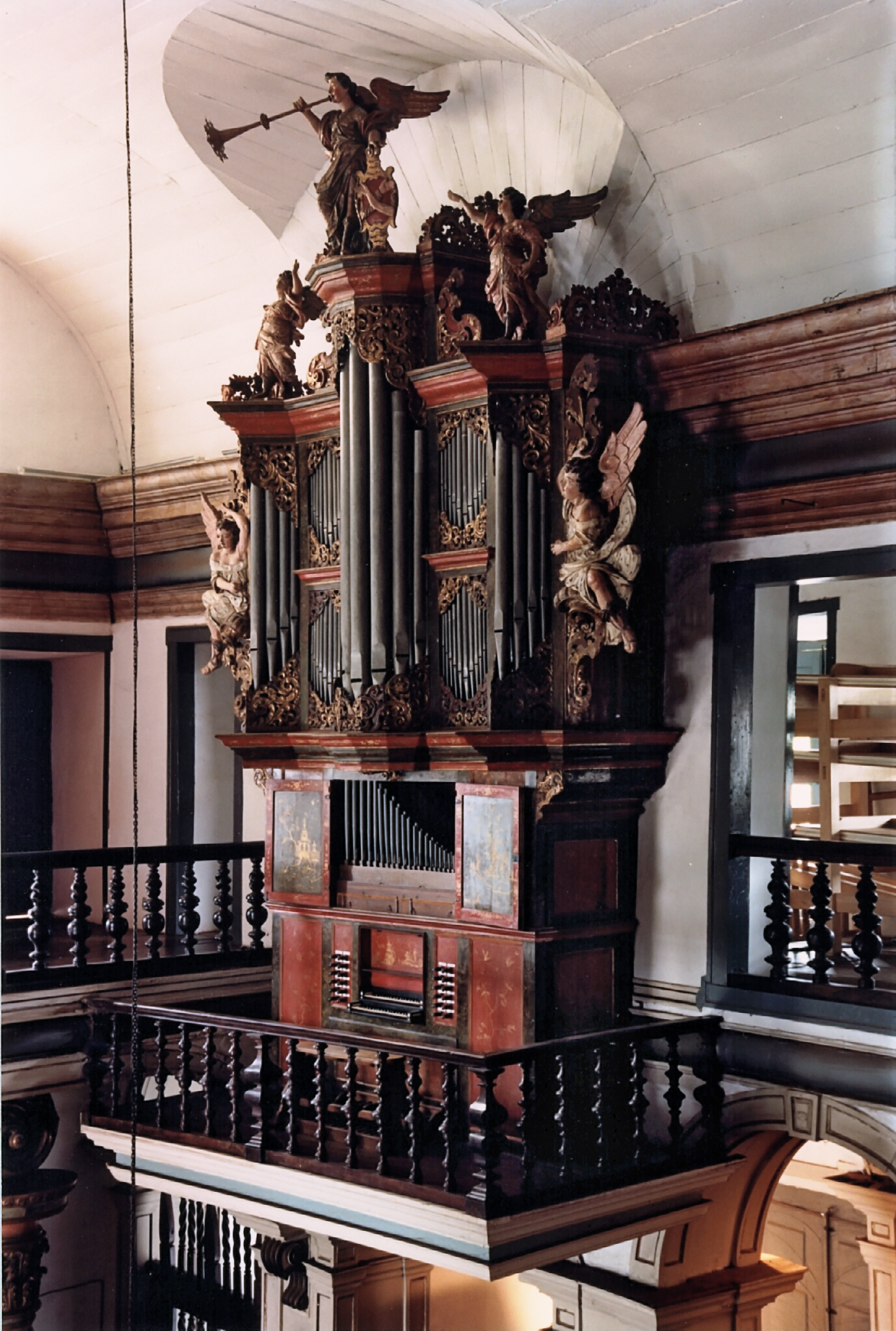
Organo della Cattedrale di Mariana, forse costruito da Johann Heinrich Hulenkampf a Lisbona nel 1723 e trasportato in Brasile nel 1753.

Occorre menzionare altri nomi importanti. A São Luís, a partire dal 1629 è segnalata la presenza di Manuel da Motta Botelho come maestro di cappella. Il frate Mauro das Chagas operava un poco prima a Salvador, e dopo di lui vennero José de Jesus Maria São Paio, frei Félix, Manuel de Jesus Maria, Eusébio de Matos e diversi altri, soprattutto João de Lima, il primo teorico musicale del Nord-est, polifonista, polistrumentista e maestro di cappella della cattedrale di Salvador tra il 1680 e li 1690, che successivamente ricoprì lo stesso ruolo a Olinda. Una delle figure principali della scena musicale di Salvador fu il frate Agostinho de Santa Mônica, di grande fama durante la sua vita, autore di più di 40 messe, alcune per più cori e altre composizioni. Caetano de Melo de Jesus fu l'altra grande personalità della musica di Salvador, autore di una Escola de Canto de Órgão ("canto de órgão" significava canto polifonico), in due volumi, ancora inedito, oggi ritenuto come uno dei più notevoli trattadti di teoria musicale scritti in lingua portoghese nella sua epoca, in competizione con quelli di celebri musicologi europei: si distingue per la sua estensione, ampiezza enciclopedica ed erudizione «nei vari dominî della conoscenza che, partendo dalla base pedagogica del trivio e quadrivio, abbraccia virtualmente la conoscenza filosofica e umanistica disponibile all'epoca per un consumato Maestro di Cappella di una cattedrale», come affermò la ricercatrice Mariana de Freitas.
Gli altri centri principali dell'epoca, Recife, Belém e San Paolo, riuscirono a mantenere un'attività consistente solo a partire dal XVIII secolo. Nonostante il relativo ritardo, la qualità della loro vita musicale giunse a un livello che interessò gli stessi specialisti della Madrepatria. Diversi suoi musici furono citati nel Dicionário de Músicos Portugueses di José Mazza, fra cui José Costinha, Luís de Jesus, José da Cruz, Manoel da Cunha, Inácio Ribeiro Noia e Luís Álvares Pinto. Molti storici classificano l'opera Amor mal correspondido, prodotta a Recife nel 1780 da Luís Álvares Pinto, come il primo dramma rappresentato pubblicamente in Brasile da un autore nativo; e sebbene la pièce non fosse stata composta per essere cantata (esiste però un coro figurato per la musica), possiede una trama simile alla miglior opera seria dell'epoca.
La produzione della Scuola di Minas, attiva a partire dalla metà del XVIII secolo, è molto meglio documentata, ma non può essere più classificata come barocca, poiché già incorpora molti tratti neoclassici, o è interamente neoclassica. Fra i compositori che conservano un poco più nitidamente soluzioni formali, tecniche e sonorità del barocco vi sono Lobo de Mesquita, probabilmente il maggiore di tutti i mineiros e a cui si attribuisce la paternità di circa trecento opere, quaranta delle quali sopravvivono. Sono celebri l'Antifona di Nostra Signora, il Tratto per il Sabato Santo e la Messa in si bemolle, e diverse altre. Furono importanti anche Inácio Parreira Neves, Manoel Dias de Oliveira e Francisco Gomes da Rocha, quest'ultimo autore di duecento composizioni, fra cui la Novena di Nostra Signora del Pilar. Nello stesso gruppo estetico, sebbene di diversa provenienza geografica, si collocano André da Silva Gomes, prolifico compositore, autore di un'Arte Explicada do Contraponto e maestro di cappella della cattedrale di San Paolo, uno degli autori di cui sono note più composizioni, e Damião Barbosa Araújo, di Bahia, di cui pure resta una raccolta apprezzabile di composizioni.
Questo patrimonio di musica coloniale — fino a tempi recenti poco conosciuto e disprezzato — fu a lungo dimenticato in archivi parrocchiali e oscure collezioni private, finché non ricevette l'attenzione dei musicologi e degli interpreti dopo l'opera pionieristica di Curt Lange a metà del XX secolo, e oggi sono presenti in modo relativamente assiduo in concerti in Brasile e all'estero, con una buona discografia a opera di gruppi di musica di ricostruzione storica. Le ricerche recenti continuano ad arricchire la conoscenza moderna, in un campo ove vi è ancora molto da riscattare e da scoprire.
- Manoel Dias de Oliveira: Surrexit Dominus Vere - Mottetto per la Processione della Resurrezione (versione strumentale midi)

## Teatro e feste
Le prime manifestazioni teatrali importanti in Brasile avvengono nell'epoca di transizione dal Manierismo al Barocco e nascono come strumento di catechesi. Tali sono le rappresentazioni di José de Anchieta, il primo e maggiore drammaturgo del XVI secolo in Brasile. La sua produzione si inserisce nella concezione gesuita della catechesi scenica, sistematizzata dal padre Francisco Lang nella sua Dissertatio de actione scenica. Per formulare i suoi precetti Lang si basò sulla tradizione teatrale italiana, sulle antiche rappresentazioni sacre medievali e sulle prescrizioni degli Esercizi spirituali di sant'Ignazio di Loyola, che prevedeva la "composizione di luogo" per una migliore efficienza della meditazione spirituale. Nel caso di Anchieta, il teatro di Gil Vicente fu un altro riferimento importante.

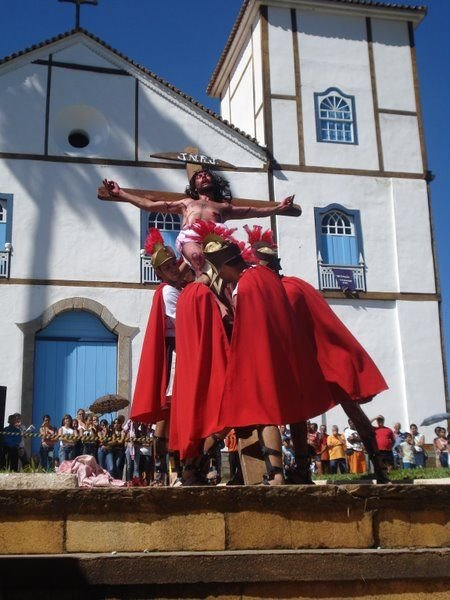
Rappresentazione scenica moderna della Via Crucis davanti alla chiesa matrice di Pirenópolis, nelle stesse fogge dell'antica pratica teatrale barocca all'aria aperta.

Gli intrecci erano tratti in genere dalla Bibbia e dall'agiografia cattolica; la storia della Passione di Cristo lungo la Via Crucis era della massima importanza. I frammenti di Anchieta evidenziano già una delle caratteristiche del teatro religioso barocco che permarrà nei secoli successivi: il sincretismo, con personaggi tratti da diversi periodi storici e mescolati a figure leggendarie. Nell'Atto di San Lorenzo, ad esempio, compaiono insieme gli imperatori romani Decio e Valeriano, angeli, i santi Sebastiano e Lorenzo, una vecchia, bambini e demoni locali e in questa mescolanza appare chiaro fin da subito, come ha detto Karnal, il proposito di «relativizzare il tempo e lo spazio in funzione del riferimento divino, che è eterno e assoluto. Di fronte a Dio tutte le cose sono concomitanti e nonostante l'esistenza di una storia di salvezza, i veri valori non sono storici o lineari». Nel XVII secolo la forma del teatro sacro si evolve, si arricchiscono gli scenari e gli accessori di scena, e il pubblico bianco già non è più principalmente quello indio, ma tutta la popolazione.
Inizialmente non vi erano edifici teatrali e le rappresentazioni erano usualmente all'aria aperta, nelle piazze di fronte alle chiese, o lungo le processioni, con l'ausilio di scenari mobili installati su carri allegorici che accompagnavano i fedeli. Le processioni vedevano una viva partecipazione popolare, in un movimento integrato fra attori e pubblico. Spesso si faceva uso di marionette o di immagini sacre di tipo speciale, le estátuas de roca, vestite come persone e articolate in modo da potersi adattare all'azione che si rappresentava e in cui disimpegnavano un ruolo evocativo fondamentale. Era in queste occasioni, come si espresse Sevcenko, che il Barocco rivelava tutta la sua forza agglutinante, la sua energia stravagante e il potere del suo incanto:
La notte si davano rappresentazioni teatrali, recite, canti, danze e mascherate. Le coreografie formali dei minuetti e delle contraddanze nei saloni si convertivano in moresche e lundu nelle verande e da queste ai congo, batuque e cucumbi nelle case di campagna e nelle aie. Le danze notturne si incaricavano così di dissolvere le rigide segregazioni gerarchiche lungamente ritualizzate durante il giorno, rimescolando le carte per il successo dei destini individuali. Nelle vertigini dei volteggi e delle acrobazie, ciascuno incorpora un asse intorno a cui gira il mondo, e si lancia negli imprevisti delle contingenze guidato solo dalla verità profonda della fantasia.»

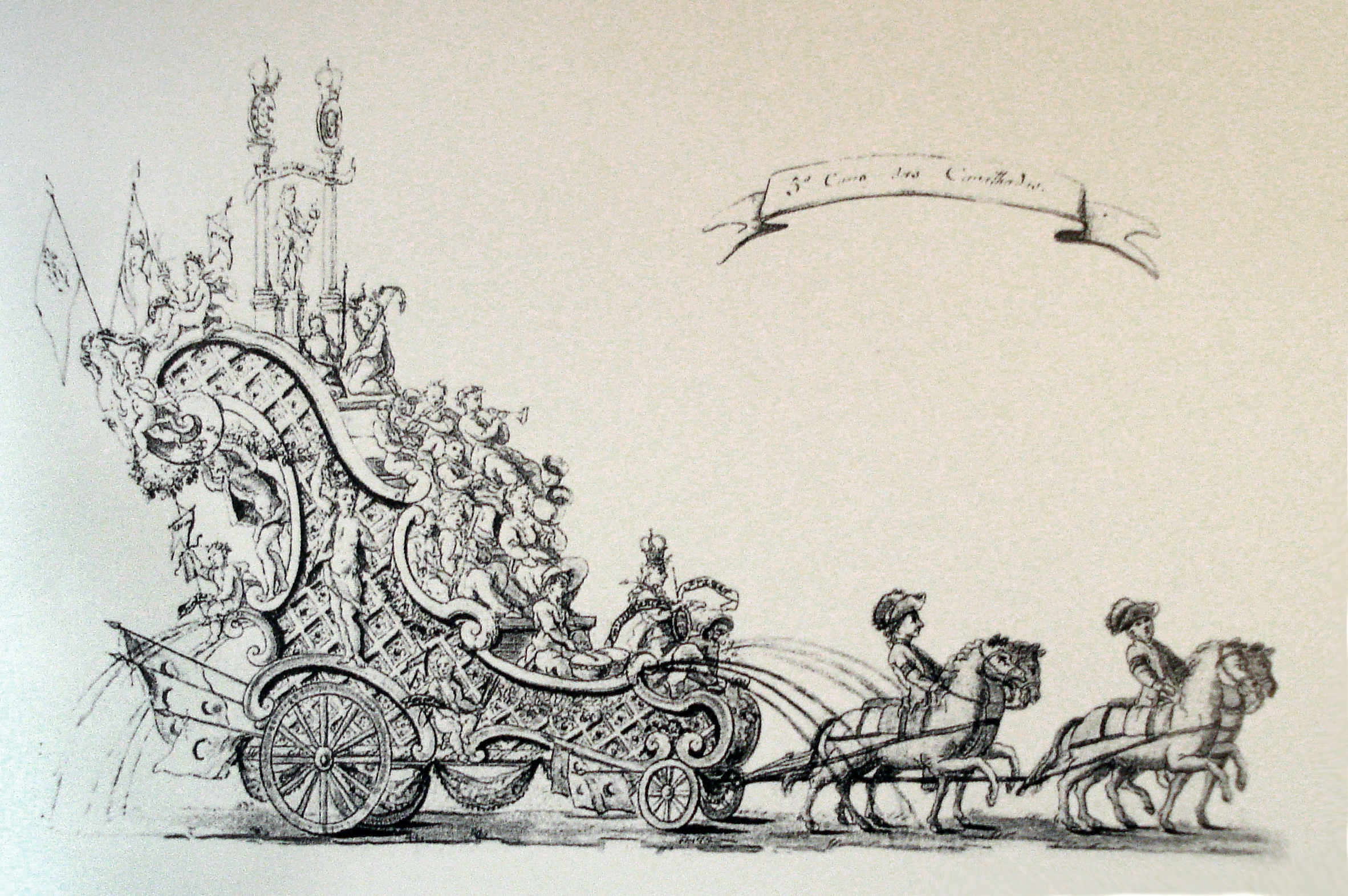
Antônio Francisco Soares, Carro allegorico costruito a Rio de Janeiro nel 1786 per i festeggiamenti locali commemorativi del matrimonio degli Infanti del Portogallo.

Oltre alle rappresentazioni sacre organizzate dalla Chiesa e dalle confraternite, il teatro era presente nella vita ufficiale in forma di elogi alle autorità civili e militari e altre occasioni cerimoniali, in generale con testi retorici mescolati ad allegorie classiche e a riferimenti biblici. Ma il teatro profano sorgeva anche come intrattenimento spontaneo, sia nello spazio pubblico sia in quello privato: le marionette erano di uso frequente e l'improvvisazione era una prassi. Salvador fu il primo palco di questo teatro popolare; presto altri centri assistettero agli stessi spettacoli, in cui era frequente uso del portoghese mescolato allo spagnolo e ai dialetti indigeni.
Sebbene questo teatro del popolo brillasse per spontaneità e presentasse un carattere eminentemente folcloristico, spesso ricorreva a copioni giunti di fresco da Lisbona, dato che in Brasile la stampa era proibita. Questi copioni, tradotti e redatti in forma oscura e dilettantesca in Portogallo, erano generalmente adattamenti molto mal fatti di famose opere erudite e si vendevano a basso prezzo come letteratura di cordel. Poiché erano già stati adulterati e popolarizzati, si prestavano a molti altri adattamenti e improvvisazioni per fare fronte alle contingenze in ogni occasione.

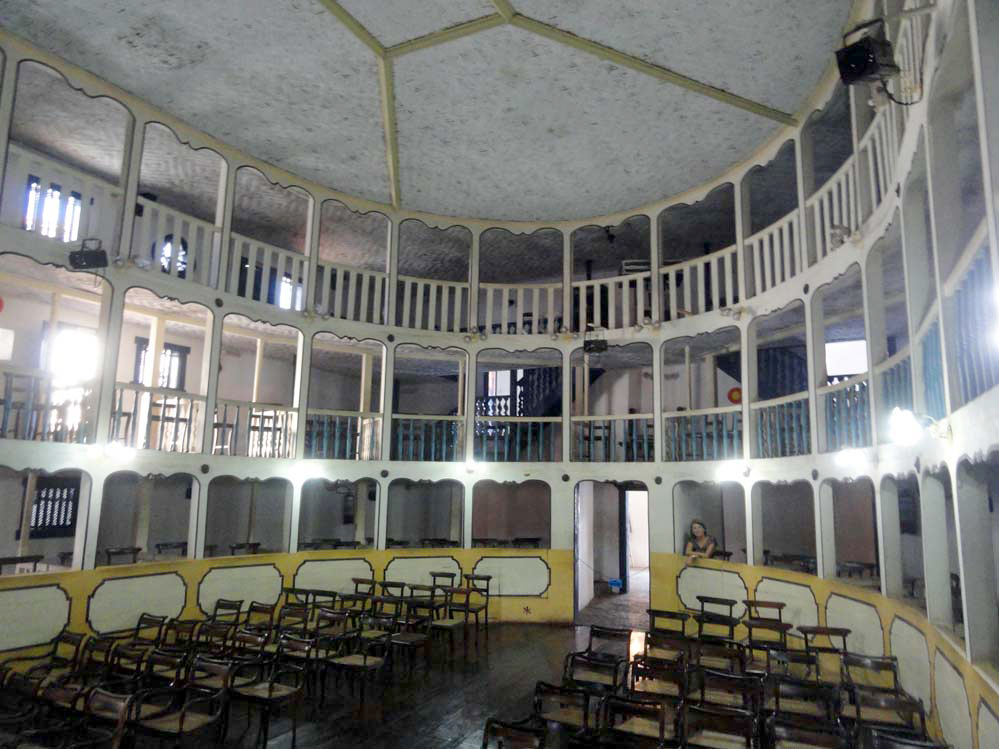
Interno del Teatro Municipale di Sabará

Il teatro profano erudito cominciò a crescere solo dopo la stabilizzazione e l'arricchimento della colonia, la padronanza della norma linguistica e l'avanzamento della colonizzazione nell'interno. In questa fase, a partire dalla metà del XVIII secolo, ebbe inizio il formarsi di diversi locali per gli spettacoli lungo il litorale e in alcuni centri dell'interno, come Ouro Preto e Mariana. Servivano principalmente per le rappresentazioni musicali: opere, melodrammi e commedie. Contemporaneamente nasceva la tendenza alla professionalizzazione del teatro brasiliano, fino ad allora su base dilettantistica e popolare, che accompagna il passaggio dai carri di Tespi a un uditorio fisso.
Il repertorio era in genere ancora importato dall'Europa, con opere di Molière, Goldoni, Corneille, Voltaire, però comparvero alcune produzioni brasiliane e le satire in musica di António José da Silva, o Judeu, ottennero un'enorme popolarità. Nonostante la grande importanza del teatro nel Brasile barocco, gli attori, tra i quali vi erano numerosi mulatti, facevano parte delle classi più basse della società.
Dei teatri barocchi in Brasile, il più antico ancora esistente è il Teatro municipale di Ouro Preto, del 1770, che è anche il più antico teatro delle Americhe ancora in uso. A Sabará si conserva un altro teatro importante, il secondo più antico fra i teatri brasiliani ancora attivi. A Rio de Janeiro vi furono teatri più antichi, come l'Opera del padre Boaventura, eretta probabilmente nel 1747. I resoconti descrivono la ricchezza dei suoi scenari e figurini, l'uso delle marionette, e le sue complesse macchine di scena, che erano essenziali per produrre gli effetti speciali che caratterizzavano la scenografia barocca. Lo stesso padre Boaventura era regista degli spettacoli. Un altro teatro sorse a Rio de Janeiro nel 1755, il Teatro di Manoel Luiz, in cui fu attivo uno dei primi scenografi professionali del Brasile, Francisco Muzzi: il repertorio comprendeva pezzi di Molière, Goldoni, Metastasio, Maffei, Alvarenga Peixoto e specialmente i pezzi di Antônio José da Silva. Fu in funzione fino al trasferimento della corte portoghese in Brasile.
L'eredità scenica del barocco perdura tuttora nelle espressioni popolari sincretistiche di lunga e ricca tradizione che sopravvivono in diversi luoghi del Brasile, come le ladainhas, i congados, i ternos de Reis, e anche nel moderno carnevale, una festa associata al calendario liturgico e una delle espressioni popolari contemporanee che fanno rivivere la scenografia sfarzosa del teatro e delle feste barocche.

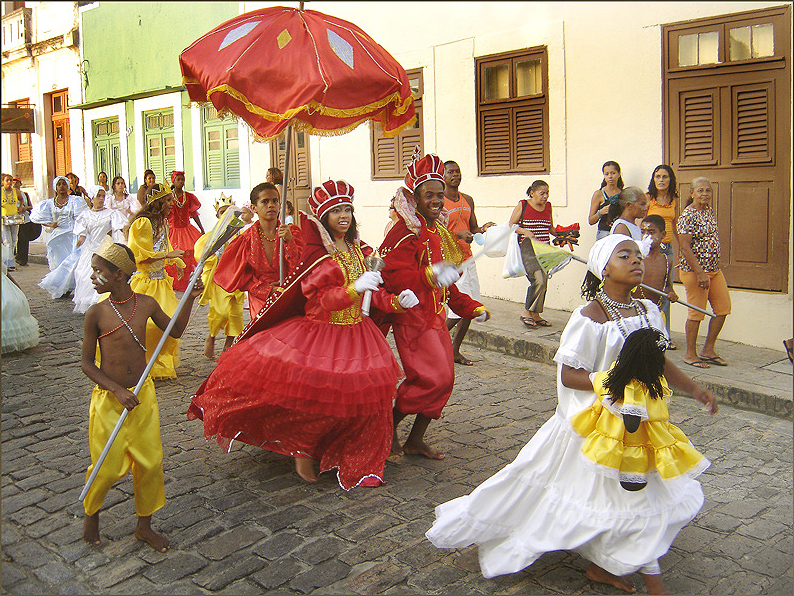
Sfilata di maracatu a Olinda, con figurini che rimandano al periodo coloniale
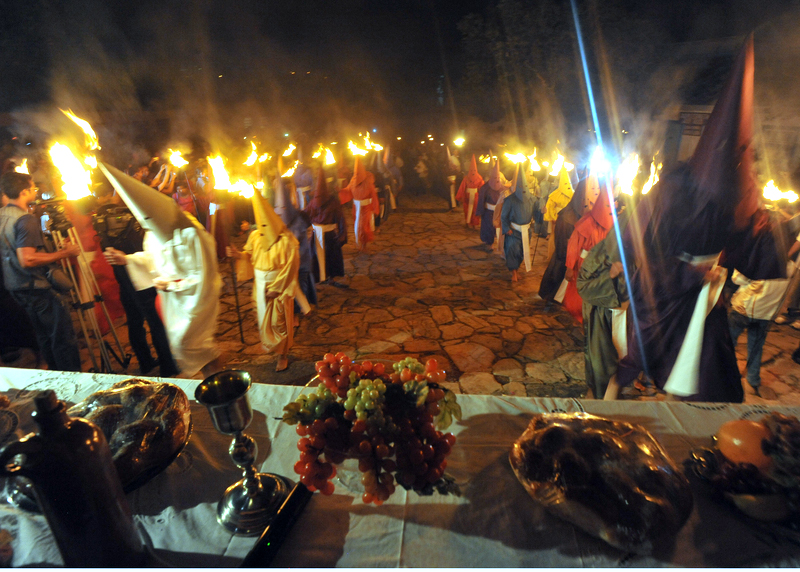
La Processione del Fogaréu a Goiás, tradizione che risale al XVIII secolo
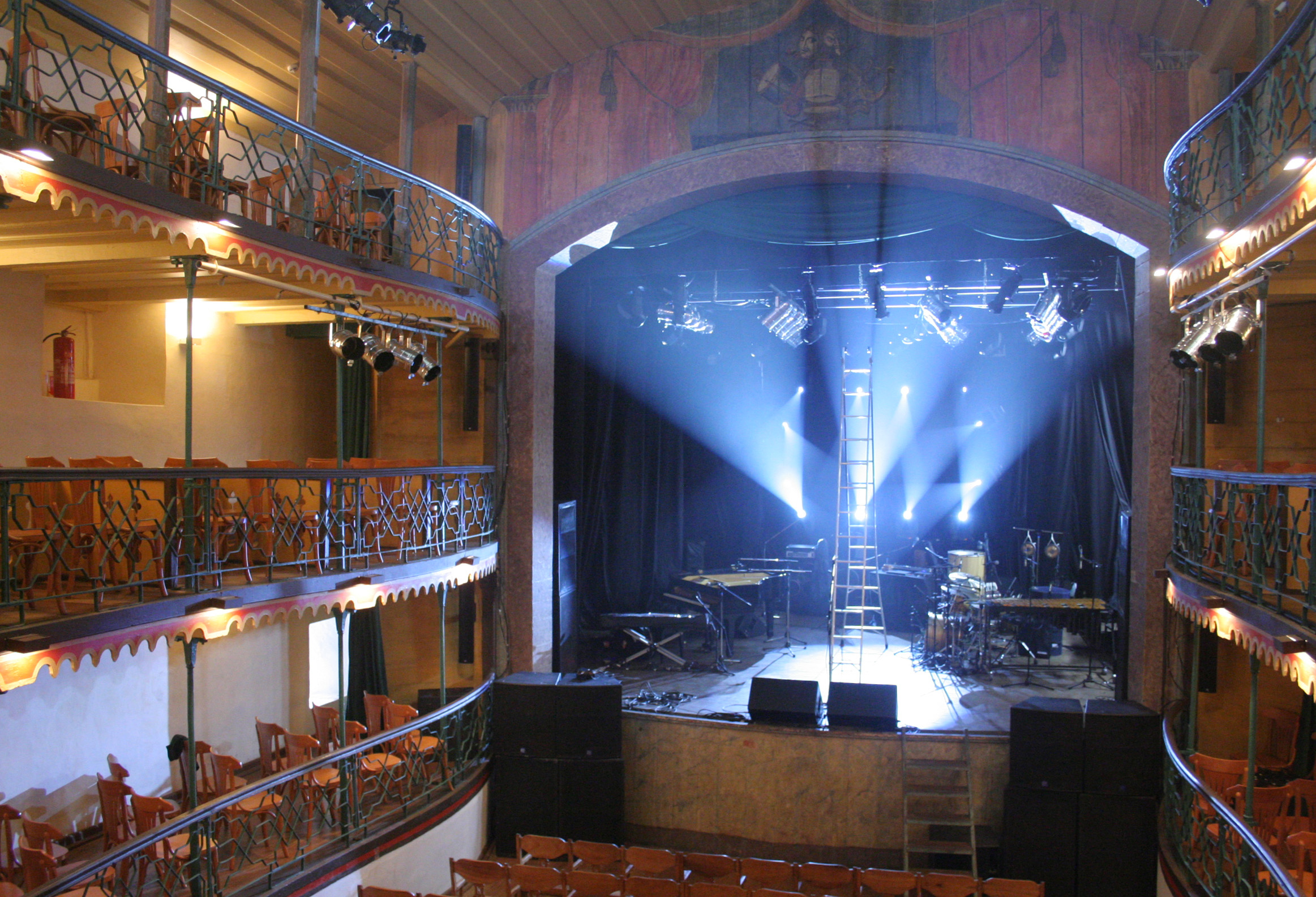
Interno del Teatro di Ouro Preto
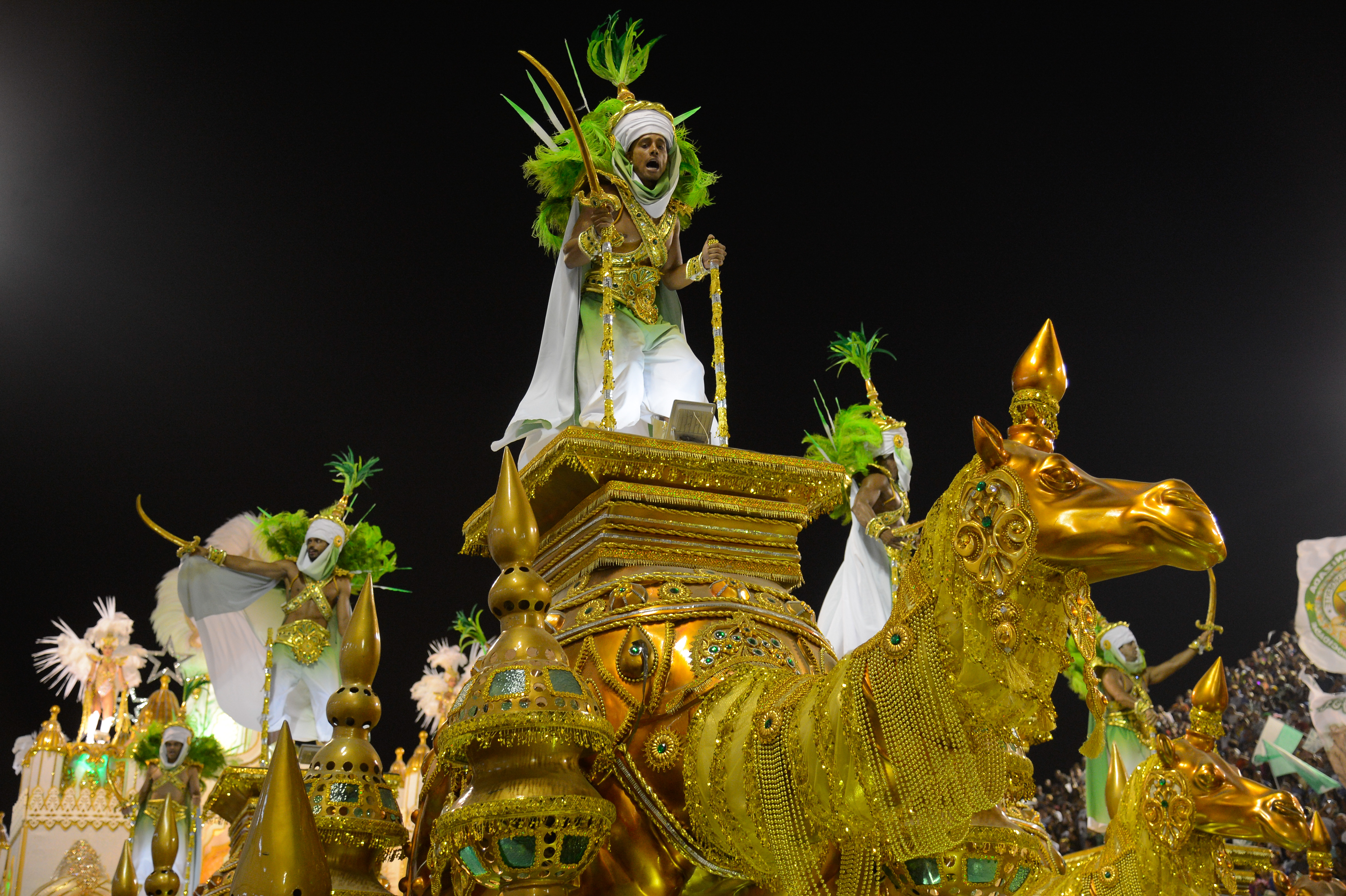
Il carnevale di Rio

## Ricezione critica
Le specificità della cultura barocca brasiliana, che definì modelli non solo nelle arti ma in tutta la vita sociale, furono riconosciute soprattutto mediante l'attività di alcune delle prime accademie nazionali, fondate a Salvador nel XVIII secolo, come l'Academia Brasílica dos Esquecidos e l'Academia Brasílica dos Renascidos, che proposero un'idealizzazione della realtà locale, rappresentando il Brasile come «il dispiegamento di un prodigio di glorie nei tre regni della natura, con la consacrazione dell'uomo che catechizzava gli indigeni, espelleva gli eretici e riceveva la ricompensa dello zucchero, dell'oro e di altre ricchezze», come scrisse Antonio Candido. Tuttavia, a partire dalla fine del XVIII secolo, con l'introduzione delle idee illuministe, questa tradizione cominciò a perdere forza e fu sostituita dall'estetica neoclassica. Con l'arrivo della Corte portoghese a Rio de Janeiro, essa divenne lo "stile ufficiale" del regio, un cambiamento rafforzato dalla presenza della Missione artistica francese. Da allora altre scuole artistiche si sono succedute, facendo sì che l'arte del passato fosse gradualmente dimenticata e che molte chiese e altri monumenti barocchi fossero distrutti o trasformati in accordo con le nuove tendenze. Un altro fattore che contribuì al discredito del barocco fu l'associazione con la lunga dominazione portoghese, in una fase in cui, proclamata l'indipendenza, il nuovo impero cercava di affermarsi come nazione autonoma e progredita.

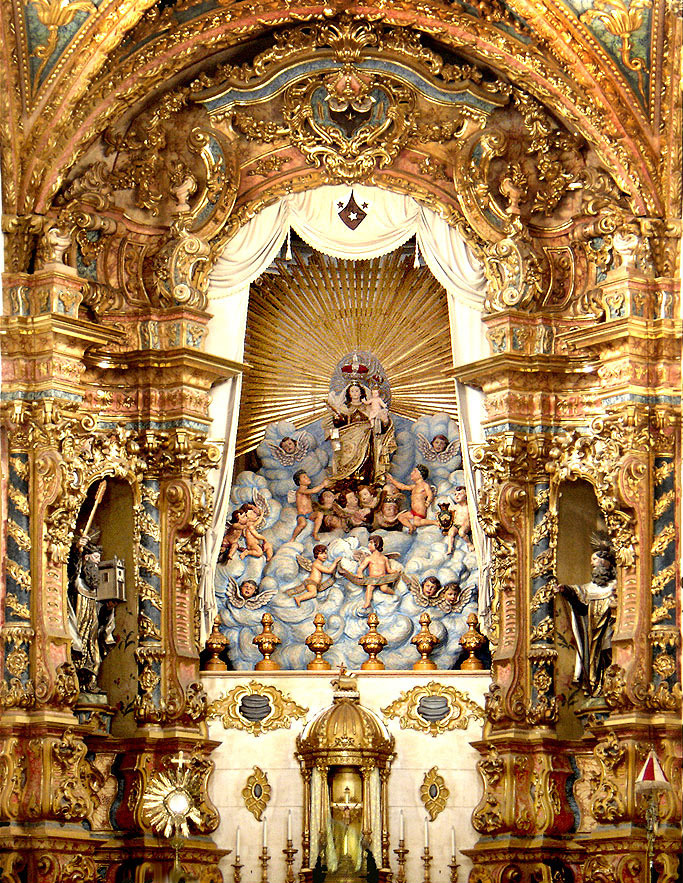
Dettaglio dell'altar maggiore monumentale della Basilica del Carmine, a Recife.

Nonostante alcuni viaggiatori stranieri del XIX secolo come Augustin de Saint-Hilaire e Richard Burton abbiano ammirato le opere di Aleijadinho, lungo tutto quel secolo l'opinione generale sul barocco era di disprezzo. Ciò non impedì che molti artisti popolari, di cui alcuni con opere di alta qualità, continuassero ad attingere dallo stile barocco fino al giorno d'oggi, specialmente nelle zone di provincia. Una voce fuori dal coro nei circoli intellettuali dell'Ottocento fu l'elogio fatto da Araújo Porto-Alegre agli artisti coloniali della scuola fluminense, che considerava degni di un posto d'onore nella storia dell'arte brasiliana,, ma è tipica la manifestazione di Gonzaga Duque, uno dei critici più influenti della fine del XIX secolo:
«La chiesa dei gesuiti è una flagrante prova del cattivo gusto e della mancanza di intelligenza che regolavano l'origine delle loro opere. I monasteri e i conventi furono edificati durante il dominio dello stile barocco, questa brutalità inventata dai fondatori dell'Inquisizione. Né palazzi, né templi sontuosi possedeva la colonia. Tutto era accanitamente di codesta natura».
Dopo timidi tentativi all'inizio del XX secolo, un riscatto consistente di questo patrimonio incominciò a farsi strada all'inizio degli anni Venti, quando Mário de Andrade realizzò i primi studi sull'architettura religiosa di Minas Gerais. IL suo articolo "Arte Religiosa em Minas Gerais", pubblicato sulla Revista do Brasil, nel 1920, è considerato un punto di svolta, in cui si identificano alcune specificità della versione brasiliana del barocco e si rifiuta l'associazione dell'esotico e del pittoresco come legittimamente nativo. Pochi anni dopo studiò l'opera di Aleijadinho, evidenziando anche gli aspetti sociali del contributo di negri e mulatti ad un'arte che definiva "genuinamente nazionale". A quell'epoca il concetto di barocco era mal delimitato e soggetto a molto pregiudizio, perfino in Europa, e le contraddizioni e imprecisioni sono visibili nei testi di Mário de Andrade e di altri autori che si occupavano del tema più o meno nello stesso periodo, come Manuel Bandeira e Carlos Drummond de Andrade.

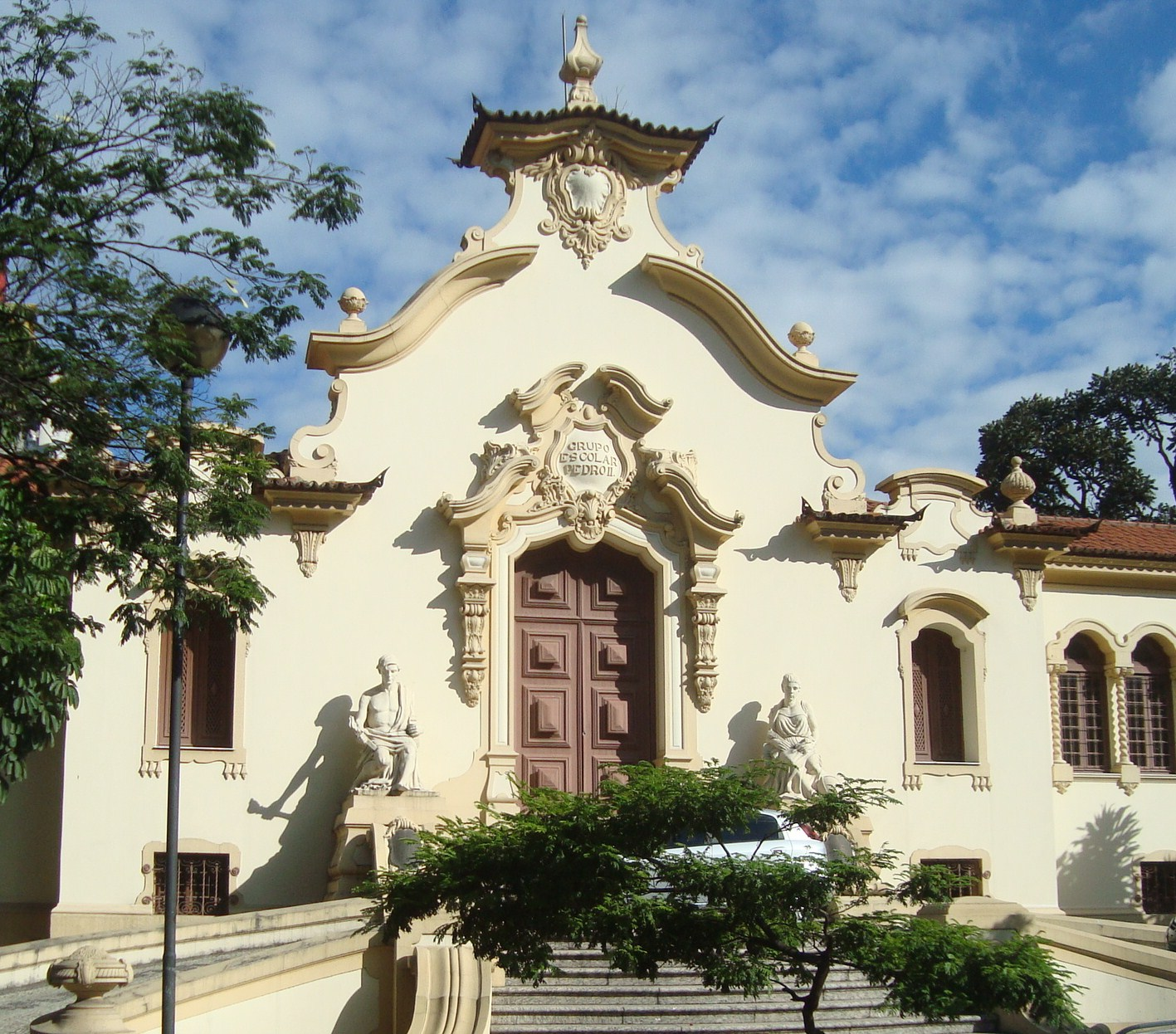
Scuola statale Dom Pedro II, a Belo Horizonte, in stile neocoloniale

In questa stessa epoca, in cui altri intellettuali e le autorità cercavano l'identificazione delle radici più "autentiche" della cultura brasiliana, programma che portò a un rinnovato interesse per il patrimonio barocco, si affacciò in architettura uno stile conosciuto sotto il nome di neocoloniale, che si proponeva di restaurare un'architettura che faceva parte del patrimonio originario brasiliano e di contrapporsi alle tendenze internazionali che predominavano in quel momento storico — come l'Eclettismo e l'Art Nouveau — secondo un canone estetico che mirava, secondo Carlos Kessel, «alla rigenerazione dello spirito della nazione, di una società considerata in via di decadenza». Consacrato dai padiglioni costruiti per l'Esposizione Internazionale del Centenario dell'Indipendenza, realizzata a Rio de Janeiro nel 1922 sotto gli auspici del governo federale, negli anni 1930 lo stile neocoloniale era al suo zenit. Era diventato una specie di simbolo dell'identità nazionale espresso in architettura e lo stile preferenziale in molti concorsi per edifici pubblici, scuole e chiese di vari stati. Per un certo periodo, fu lo stile obbligatorio per le scuole pubbliche di Rio de Janeiro.
Un'altra ramificazione dello stesso movimento d'interesse per il passato artistico brasiliano fu guidata da un gruppo di studiosi associati al governo federale, che era impegnato a definire una politica culturale per il Brasile, a istituire nel 1937 il Servizio del Patrimonio Storico e Artistico Nazionale (Sphan), predecessore dell'Iphan. Il leader del gruppo e direttore dello Sphan, Rodrigo Mello Franco de Andrade, cercò di limitare il modernismo brasiliano nella letteratura, nelle arti e nella politica anche per mezzo del recupero del passato coloniale: «Contro il passato recente, un salto all'indietro, verso un passato più "verace", in cui si poteva scoprire e inventare perfino una modernità ante litteram». I principali campi di attività dello Sphan nei suoi primi decenni di esistenza furono l'identificazione e l'inventario di un ricco patrimonio di edifici religiosi (529 edifici inventariati in 30 anni), la valorizzazione del patrimonio artistico del XVIII secolo e in particolare del fenomeno del Barocco mineiro. In quest'epoca, l'attenzione per i monumenti coloniali soppiantò quasi completamente quella diretta ai monumenti dell'Impero e della Prima Repubblica. Oltre a queste attività, lo Sphan iniziò la pubblicazione della rivista Estudos Brasileiros e della Revista do Serviço do Patrimônio Histórico e Artístico Nacional, in cui il linguaggio e la metodologia impressionisti della critica degli anni precedenti cedette il passo ad approcci più scientifici. A partire da allora la questione del Barocco brasiliano divenne una presenza regolare nei dibattiti accademici in Brasile e attrasse l'attenzione degli stranieri.

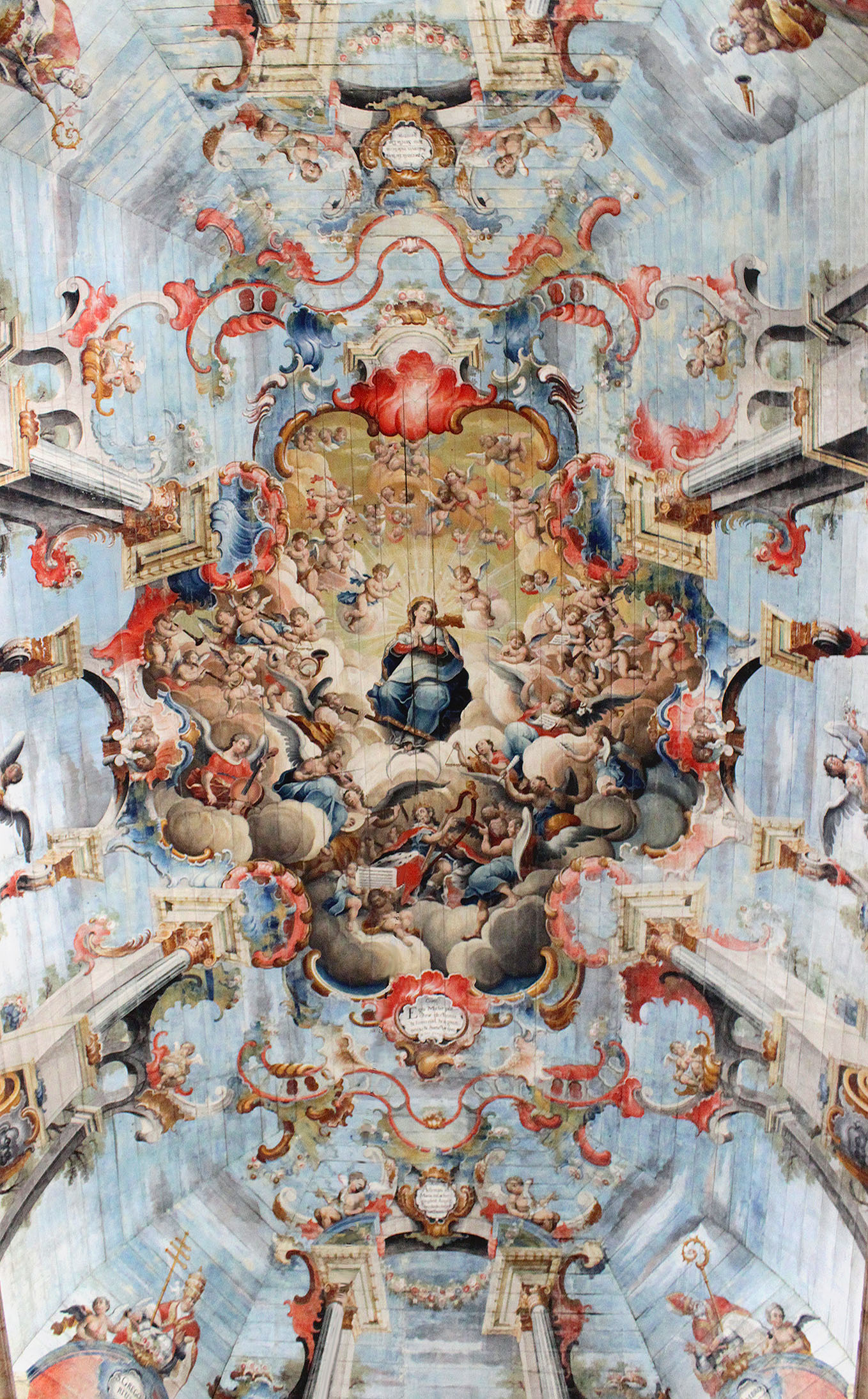
Mestre Ataíde: Madonna circondata da angeli musicanti, sul soffitto della chiesa di San Francesco d'Assisi, a Ouro Preto

Il primo esperto straniero fu lo statunitense Robert Chester Smith, che pubblicò articoli a partire dal 1939. Negli anni 1940, gli studi furono significativamente approfonditi con il contributo di altri due teorici, la tedesca Hannah Levy e il francese Roger Bastide. Levy, esperta di barocco europeo, pubblicò nel 1941 nella Revista do Sphan l'articolo "A propósito de três teorias sobre o Barroco", che divenne un riferimento per tutti i ricercatori per sistematizzare lo stato della discussione teorica a livello internazionale. Nel suo articolo ricapitola i lavori di Heinrich Wölfflin, Max Dvořák e Leo Ballet, che rappresentavano le tre correnti principali dell'epoca, e applica questa sua sintesi al caso brasiliano. Nello stesso periodo, Bastide percorse in lungo e in largo l'interno del Brasile per cercare fonti documentali in antichi archivi e fare registri fotografici. Con la sua pregressa conoscenza del barocco europeo e forte delle notizie raccolte, poté stabilire una base sociologica del barocco brasiliano, svincolandosi dalla tesi tradizionale dell'apogeo economico del ciclo dell'oro coincidente con l'apogeo artistico in Minas Gerais, distinguere le scuole regionali del Nord-est e di Minas, e tracciare le correlazioni con il modello europeo, oltre a offrire paralleli fra il barocco e la produzione moderna. Le lezioni che tenne all'Università di San Paolo coinvolsero diversi studenti che successivamente divennero ricercatori di primo piano, come Antônio Candido, Lourival Gomes Machado, Décio de Almeida Prado e Gilda de Mello e Souza, i quali riconosceranno che il contributo di Bastide li aiutò a focalizzare i loro studi sulla realtà brasiliana, oltre a offrire loro una metodologia intellettuale efficace. Nel 1949 Lourival Machado approfittò della base lasciata da Mário, Levy e Bastide per i suoi undici articoli pubblicati sul giornale O Estado de São Paulo, che furono la prima analisi delle relazioni politiche e sociali dell'arte coloniale con l'assolutismo portoghese e stabilirono anche la legittimità della rappresentazione del Barocco mineiro come un esempio rappresentativo del Barocco brasiliano.
Secondo Gomes Júnior, il contributo di Lourival Machado segnò un altro spartiacque, e dopo di lui il barocco brasiliano cessò di essere un tema di articoli scientifici per diventare l'argomento di libri monografici. Lourival Machado, Afrânio Coutinho e Otto Maria Carpeaux scrissero negli anni 1940 e 1950 diversi saggi su aspetti generali e particolari del barocco. Bastide diede un altro contributo importante nel 1965 con il libro Classique, Barroque et Rococo, pubblicato in Europa, in cui presentò il barocco brasiliano come uno dei maggiori monumenti del barocco internazionale e Aleijadinho come suo principale esponente. Degni di nota sono anche gli studi di Germain Bazin, conservatore-capo al Museo del Louvre, che diede un sostanziale apporto in due libri che sono diventati riferimenti canonici: A Arquitetura Religiosa Barroca no Brasil (1956-1958) e O Aleijadinho e a Escultura Barroca no Brasil (1963), scritti nella linea interpretativa ufficiale, in quanto era collaboratore di Franco de Andrade, il fondatore dell'Iphan. Molto meno divulgati in Brasile, altri due stranieri diedero importanti contributi allo studio dell'arte coloniale brasiliana e al suo riconoscimento all'estero: Robert Chester Smith e John Bury. Il primo fu l'autore più prolifico su questo soggetto. Visitò il Brasile nel 1937 e l'arte coloniale catturò fortemente il suo interesse: scrisse decine di articoli e una grande raccolta di fotografie dei monumenti, oltre a scoprire innumerevoli documenti storici. Anche il secondo scrisse molto, ma la sua produzione è ancora meno conosciuta dai brasiliani. Ciò nonostante, l'Iphan ha riconosciuto il valore dei suoi saggi e ha provveduto a ristamparli. Condussero ricerche importanti anche Angulo Iñiguez, Maurice Pianzola, João Miguel dos Santos Simões e Mario Buschiazzo. L'insieme delle ricerche di tutti questi stranieri definì molto di ciò che va sotto il nome di barocco brasiliano.

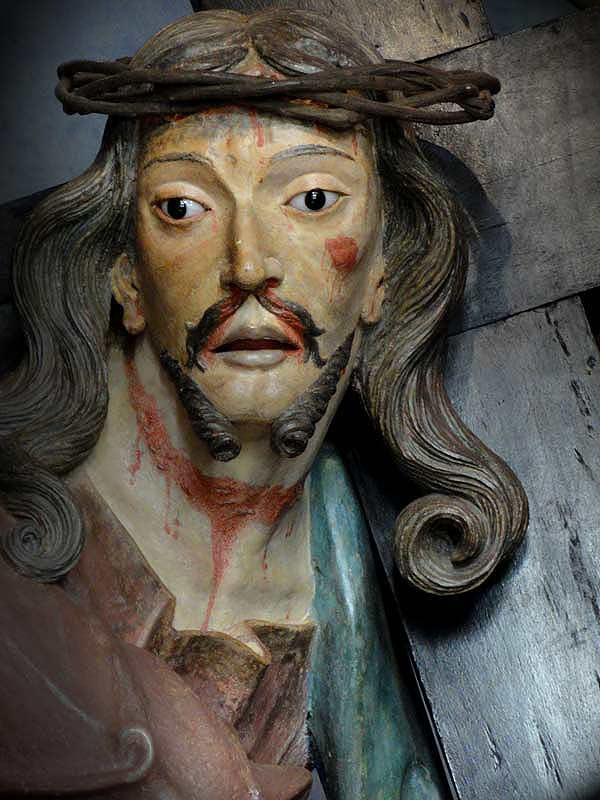
Aleijadinho, Cristo si carica della croce, Santuario di Bom Jesus de Matosinhos a Congonhas

Il risultato di quest'impegno fu che negli anni 1960-1970 il barocco brasiliano divenne un argomento di grande interesse fra i ricercatori brasiliani e fu riconosciuto anche oltre le frontiere: si possono citare gli studiosi Clarival do Prado Valladares, Marieta Alves, Carlos Ott, Augusto Carlos da Silva Teles, Mário Barata, Sylvio Vasconcelos, Eduardo Etzel e Luís Saia. Ma più che diffondersi fra gli eruditi, il barocco fu in grazia dei decoratori di interni, che arricchirono residenze con oggetti storici o neobarocchi. Tanto interesse arrivò a provocare la perplessità di Affonso Ávila, che nel 1969 si domandava il perché di tanta curiosità e tanta passione per quell'epoca.
Da allora, il barocco brasiliano è diventato un argomento di dominio pubblico, è entrato nei programmi scolastici e in numerosi progetti universitari e comunitari e ha ricevuto una vasta copertura mediatica. Nonostante tutte queste attività, secondo l'opinione di André Lemoine Neves «la quantità di lavori condotti in questo campo è ancora molto inferiore alla qualità delle opere e dell'impegno profuso da coloro che si avventurano in questo campo». Aggiunge inoltre:
«Bisogna considerare che la grande maggioranza dei saggi sull'argomento riguarda il "barocco mineiro", il che genera lacune importanti nello studio dell'origine e dello sviluppo dello stile in altre regioni del Brasile, causando una visione parziale e per di più ristretta su uno stile, che già di per sé è immerso in pluralità e contraddizioni».
I critici più recenti non operano più nella linea di un'apologia quasi incondizionata del barocco brasiliano come facevano le prime generazioni di studiosi, in una fase in cui lo stile era inteso come elemento agglutinante intorno a cui si consolidava una nuova identità nazionale. Oggi emergono visioni più ampie che si soffermano anche sugli aspetti più contraddittori, al fine di ricostruire un panorama più realistico.

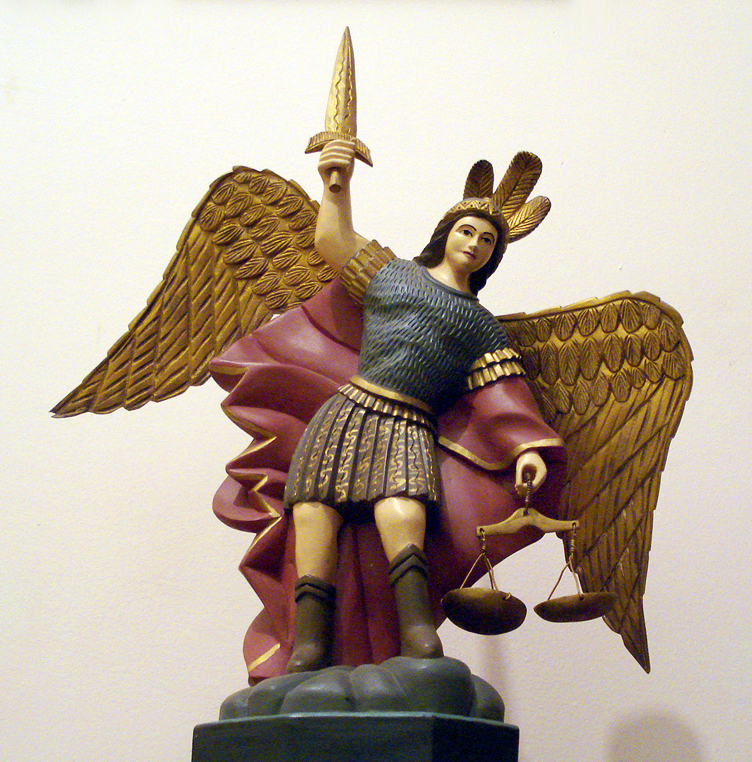
Artigiano anonimo di Olinda: San Michele, opera del XXI secolo in cui si ricorre ampiamente a riferimenti barocchi

Vi sono anche denunce di una continuata appropriazione da parte dello Stato del processo culturale storico con fini propagandistici tendenziosi. Tuttavia, non si nega l'enorme impatto che il barocco esercitò sulla formazione della cultura brasiliana, né si ignora il prezioso patrimonio artistico che lasciò e che fu in parte dichiarato Patrimonio mondiale dell'umanità dall'UNESCO. Allo stesso tempo, per molti ricercatori l'eredità barocca rimane viva nel quotidiano del Brasile, espressa in una varietà di forme artistiche, sociali e folkloriche, che definiscono una modo di essere che si confonde con la stessa "brasilianità". Come sintetizzò Zuenir Ventura:
«Il barocco non fu. Esso è ancora, rimane presente in quasi tutte le manifestazioni della cultura brasiliana, dall'architettura alla pittura, dalla cucina alla moda, passando per il calcio e per il corpo femminile.... Barocca è la tecnica di composizione che Villa-Lobos usò per creare le sue nove Bachiane. Barocco è il cinema di Glauber Rocha, è la nostra natura esuberante, è il calcio di Pelé e di tutti quelli che, dribblando la razionalità sterile dei tecnici, preferiscono la curva misteriosa di un pallonetto o lo splendore di una finta. Insomma, il Barocco è lo stile in cui, al contrario del Rinascimento, le regole e la premeditazione importano meno dell'improvvisazione. C'è qualcosa di più barocco di Guga?»
Negli ultimi decenni del XX secolo il barocco brasiliano ebbe molto risalto in grandi mostri. Fu pioniera Arte no Brasil: Uma História de Cinco Séculos ("Arte in Brasile: una storia di cinque secoli"), organizzata nel 1979 al Museo d'arte di San Paolo, e curata da Pietro Maria Bardi. Seguì Tradição e Ruptura ("Tradizione e rottura"), allestita nel 1985 come una sezione della Biennale di San Paolo. Nel 1998 l'Espaço Cultural Fiesp ospitò O Universo Mágico do Barroco Brasileiro ("L'universo magico del barocco brasiliano"), riunendo 364 opere importanti, molte delle quali raramente viste dal pubblico, perché provenienti da collezioni private. La Mostra do Redescobrimento: Brasil + 500 ("Mostra di riscoperta: Brasile + 500"), organizzata fra il 1999 e il 2000 per la commemorazione dei 500 anni della Scoperta del Brasile e allestita al Parco Ibirapuera di San Paolo, dedicò grande spazio al barocco.
Nel 2000 fu allestita al Petit Palais di Parigi l'importante mostra Brasil Barroco — Entre Céu e Terra ("Brasile barocco — fra Cielo e Terra"), che ricevette elogi dalla stampa internazionale e fu visitata da più di 80 000 persone. Nel 2001 fu organizzata al Museo Guggenheim di New York la megamostra Brazil: Body and Soul ("Brasile: Corpo e Anima"), che presentava una grande sezione di arte barocca e ricevette varie lodi sulla stampa, ma provocò una grande controversia per le scelte dei curatori e per il modo in cui le opere erano esibite. Nel 2005, in occasione dell'"Anno del Brasile in Francia", si tennero altre mostre sul tema nel Museo di Belle Arti di Rouen e al palazzo Lascaris di Nizza. Tutte queste mostre pubblicarono grandi cataloghi con testi critici, che hanno arricchito la bibliografia sull'argomento. Molte altre mostre di minore portata sono state allestite in Brasile e all'estero. Nello stesso tempo, l'importanza del barocco brasiliano ha acquisito riconoscimento internazionale su larga scala.

## Conservazione

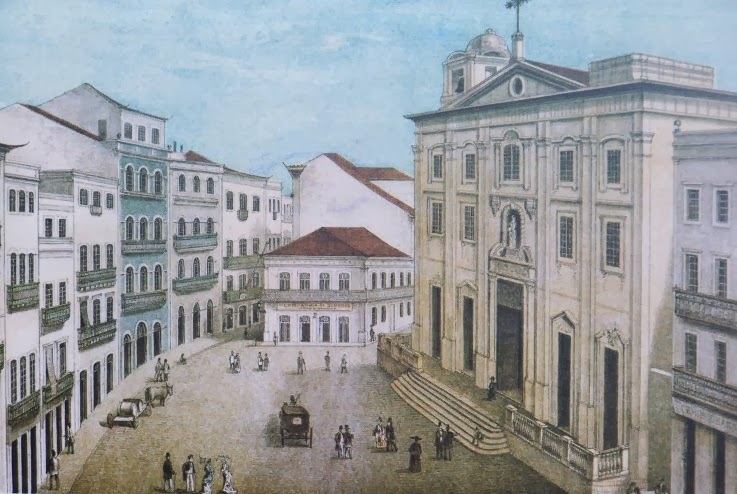
L'antico Largo do Corpo Santo, ove sorgevano la chiesa omonima e la berlina di Recife, fu uno dei complessi coloniali demoliti per la costruzione di nuove strade

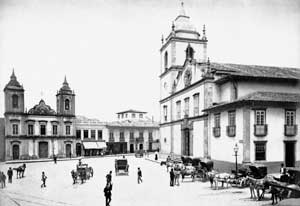
Il Largo da Sé a San Paolo, con l'antica cattedrale (a destra) e San Pietro dei Chierici (a sinistra), demolite per dare spazio a un quartiere moderno

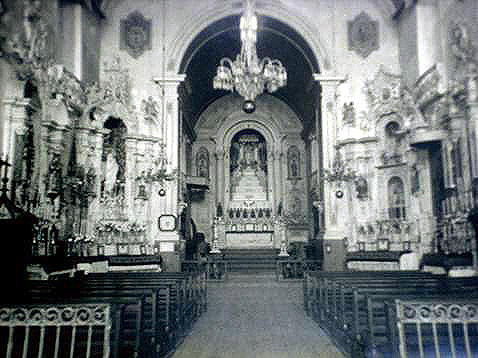
Interno dell'antica chiesa matrice di Porto Alegre, sostituita da una costruzione moderna

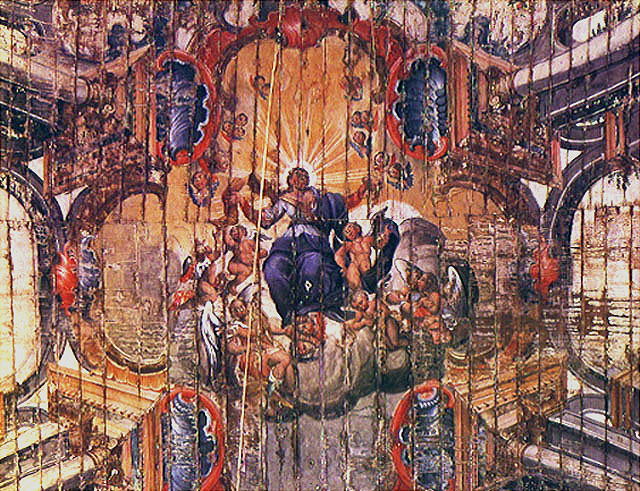
Mestre Ataíde, Assunzione della Vergine, rivestimento della cappella maggiore della chiesa di Nostra Signora del Rosario, a Mariana, in cui si nota il precario stato di conservazione

A dispetto del crescente prestigio che ha acquisito al principio del XX secolo, il barocco brasiliano necessita ancora di una maggiore valorizzazione e tutela. Il suo patrimonio ha sofferto gravi perdite, dovute soprattutto all'idea, prevalente dal XIX secolo, che il Brasile dovesse modernizzarsi; quindi, l'antico doveva cedere il passo al nuovo, e così furono abbandonate le antiche cattedrali e le ricche chiese, i conventi, i palazzi e le case, per dare spazio a larghe strade e a edifici moderni; facciate e decorazioni interne originali furono sfigurate o rifatte per allinearsi a mode più recenti, dipinti e statue furono trasformate o distrutte. Questo fenomeno si dovette a mancanza di sensibilizzazione al rispetto del valore storico e culturale. Tuttavia, si ricordi che, in prospettiva storica, fino alla seconda metà del XX secolo questo valore non era ancora riconosciuto su larga scala, e molti, per molto tempo, vedevano le costruzioni e le opere d'arte barocche semplicemente come brutte, pesanti e definitivamente di cattivo gusto.
Quando gli intellettuali e le autorità, specialmente mediante l'IPHAN, presero in considerazione il barocco negli anni 1930, ebbe origine un movimento di vasta portata a favore della preservazione e della sensibilizzazione, che tuttavia non riuscì a conseguire tutti i suoi obiettivi ed è in continua evoluzione per concezioni, pratiche e risultati. In quello stesso momento storico, che è stato chiamato "la fase eroica dell'IPAHN", si diede vita a un programma di restauro di vari edifici barocchi, alcuni dei quali pesantemente alterati da modifiche successive, che furono riportati alle condizioni originarie, mentre altri furono salvati dall'abbandono e dal degrado. Nel XIX secolo scomparvero molti esempi oggi considerati di grande importanza, come le chiese di San Gioacchino e di San Pietro dei Chierici a Rio de Janeiro; l'antica cattedrale, la chiesa del Carmelo, quella di Nostra Signora dei Rimedi, quella di San Pietro dei Chierici e la chiesa e il monastero di San Benedetto a San Paolo, la chiesa di Nostra Signora di Barroquinha, a Salvador l'antica cattedrale di Cuiabá, la chiesa del Corpo Santo a Recife, e l'antica chiesa matrice e la chiesa del Rosario a Porto Alegre. La stampa dà notizia ancora ai nostri giorni di casi di distruzione provocata o di degrado passivo di opere architettoniche, scultoree, pittoriche o di talha.
Vi è anche grande preoccupazione delle autorità per i furti e i traffici illeciti di beni culturali. In Brasile questi crimini incidono con maggior frequenza proprio sulla decorazione delle chiese barocche, moltissime delle quali hanno già subito furti di sculture e di argenteria. Come esempio si può citare il caso di Minas Gerais, che nel 2008 ebbe cento opere rubate in differenti località, la maggior parte esemplari di arte barocca. Il pubblico ministero di Minas Gerais affermò che vi è in azione una grande organizzazione malavitosa, con connessioni internazionali. Secondo questa fonte, 635 opere erano scomparse negli ultimi anni dalle chiese di questo stato del Brasile. La stima non ufficiale è che questo numero fosse dieci volte maggiore. Si calcola che il commercio clandestino di beni culturali sia la terza attività più lucrosa del mondo. Inoltre, la sicurezza delle chiese, ove la maggior parte del patrimonio è conservata, molte volte è precaria, il che facilita i saccheggi.
Agenzie federali come l'IPHAN cercano di compiere l'inventario e di mettere in opera programmi di protezione, a volte in collaborazione con organismi internazionali come l'UNESCO o la Banca Interamericana di Sviluppo, che finanzia il programma "Monumenta", i governi degli stati federali e i comuni investono in musei e restaurano beni mobili e immobili, l'iniziativa privata e le università realizzano progetti di ricerca e restauro, ma le risorse molte volte sono scarse e le misure adottate sono insufficienti di fronte al volume del patrimonio architettonico e artistico che necessita di misure urgenti di conservazione e di protezione. Considerando la grande proporzione di opere sacre nel patrimonio del barocco brasiliano, di cui molte sono proprietà della Chiesa, è stata importante la pubblicazione nel 1992 da parte della Santa Sede della Lettera circolare 121/90/18 diretta ai vescovi e arcivescovi di tutto il mondo, in cui si raccomanda fortemente un'attenzione speciale al patrimonio artistico della Chiesa, evitando la sua dispersione, gli usi indebiti e la pratica di rifacimenti o alterazioni spurie senza una consulenza tecnica competente - riconoscendo che molto si è perso per questo motivo - ed evitando di assegnare la loro gestione a persone senza conoscenze specifiche sull'arte e sull'importanza sociale di questo patrimonio, vedendo nell'arte sacra uno strumento privilegiato per la Chiesa per compiere la sua missione spirituale e culturale.
D'altra parte, è in parte al Barocco che si deve la crescita del turismo culturale in Brasile, un settore in rapida espansione, e si nota una crescente sensibilizzazione della popolazione sull'importanza artistico-culturale e sul potenziale di sfruttamento economico del patrimonio barocco, purché conservato adeguatamente. Infatti, la popolazione è stata in grado di collaborare in modo attivo e prezioso alle decisioni sul patrimonio della propria comunità. La sensibilizzazione è promossa anche dal trattamento del tema nelle scuole, come forma di rafforzamento del senso di cittadinanza e dei legami sociali. Secondo il professor José Carlos Carreiro, dell'Universidade de São Paulo, «riscattare la memoria è essenziale perché un popolo si percepisca come soggetto della propria storia. Per evolvere, l'uomo ha bisogno di conoscere le sue radici». Questi fattori congiunti possono offrire una prospettiva di migliore preservazione del patrimonio esistente per il futuro.